# Skopje
Skopje (makedonsky Скопје [Skopje], albánsky Shkupi) je hlavní a největší město Severní Makedonie. Je politickým, kulturním, hospodářským a akademickým centrem země.
Území Skopje je osídleno nejméně od roku 4000 př. n. l.; pozůstatky neolitického osídlení byly nalezeny v areálu staré pevnosti Kale, která se tyčí nad moderním centrem města. Původně paionské město Scupi se ve 2. století př. n. l. stalo hlavním městem Dardanie. Před přelomem letopočtů se osady zmocnili Římané a udělali z ní vojenský tábor. Když se v roce 395 n. l. rozdělila Římská říše na východní a západní část, Scupi přešlo pod byzantskou správu z Konstantinopole. Po většinu raného středověku se o město vedly spory mezi Byzancí a Bulharskou říší, jejímž hlavním městem bylo v letech 972–992. 
Od roku 1282 bylo město součástí Srbského carství a v letech 1346 až 1371 fungovalo jako jeho hlavní město. V roce 1392 byla Skopje dobyta osmanskými Turky, kteří ji nazvali Üsküb (اسکوب). Město zůstalo pod osmanskou nadvládou více než 500 let a sloužilo jako hlavní město sandžaku Üsküp a později kosovského vilájetu. V roce 1912 bylo během balkánských válek anektováno Srbským královstvím. Za první světové války se města zmocnilo Bulharsko a po válce se stalo součástí nově vzniklého Království Jugoslávie jako hlavní město Vardarské bánoviny. Za druhé světové války bylo město opět obsazeno Bulharskem a v roce 1945 se stalo hlavním městem Socialistické republiky Makedonie, federativního státu v rámci Jugoslávie. V roce 1963 Skopje postihlo katastrofální zemětřesení, které ji téměř zcela zničilo, ale obnova byla rychlá a doprovázel ji silný růst investic. Po rozpadu Jugoslávie se Skopje roku 1991 stala hlavním městem samostatného státu, nynější Severní Makedonie. 
Skopje leží na horním toku řeky Vardar a nachází se na hlavní severojižní balkánské trase mezi Bělehradem a Aténami. Je centrem kovozpracujícího, chemického, dřevařského, textilního, kožedělného a polygrafického průmyslu. Průmyslový rozvoj města doprovází rozvoj obchodu, logistiky a bankovnictví a důraz na oblast dopravy, kultury a sportu. Podle posledního oficiálního sčítání z roku 2021 žilo ve Skopji 423 000 obyvatel v urbanizované části a 527 000 obyvatel v celkem deseti opštinách, které tvoří město a kromě Skopje zahrnují mnoho dalších méně urbanizovaných a venkovských sídel, z nichž některá jsou od samotného města vzdálena 20 kilometrů nebo dokonce hraničí se sousedním Kosovem.

## Název

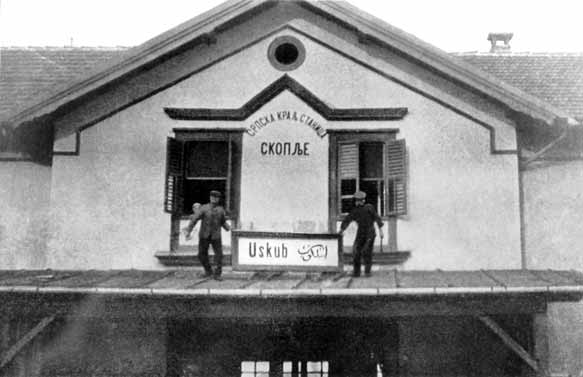
Srbské jednotky dohlížející na přejmenování města z „Üsküb“ na „Skoplje“ po srbské anexi Vardarské Makedonie v roce 1912

Název města pochází od jména Scupi, což byl název raně paionské osady (pozdějšího hlavního města Dardanie a následně římské kolonie) v okolí. Význam tohoto jména není znám, ale existuje hypotéza, že pochází z řeckého ἐπίσκοπος, (dosl. „pozorovatel, pozorovatelka“), což odkazuje na jeho polohu na vyvýšeném místě, odkud bylo možné celé místo pozorovat.
Obyvatelstvo Scupi se časem proměňovalo, a proto byl jeho název několikrát přeložen do dalších jazyků. Do slovanské podoby bylo převzato podle protoalbánských fonetických pravidel. Scupi by tak mohlo naznačovat, že se tu v předslovanském starověku mluvilo protoalbánsky. Tak se ze Scupi stala Skopje a později pro Turky Üsküb (osmanskou turečtinou: اسكوب). Tento název byl v západních jazycích upraven na Uskub nebo Uskup, a tato dvě pojmenování se v západním světě používala až do roku 1912. Některé západní zdroje uvádějí také Scopia a Skopia, jak název města zní v aromunštině. V současnosti místní albánské obyvatelstvo město nazývá Shkup či Shkupi.
Po připojení Vardarské Makedonie k Srbskému království v roce 1912 se město oficiálně přejmenovalo na Skoplje, a tento název převzalo mnoho jazyků včetně češtiny. Kvůli místní výslovnosti byl nakonec název města po druhé světové válce, kdy se oficiálním jazykem nové Socialistické republiky Makedonie stala standardní makedonština, změněn na Skopje (makedonsky Скопје). Srbsky se Skopje nazývá Скопље / Skoplje, albánsky Shkup a Shkupi (určitý tvar), turecky Üsküp a romsky Skopiye.

## Geografie

### Poloha

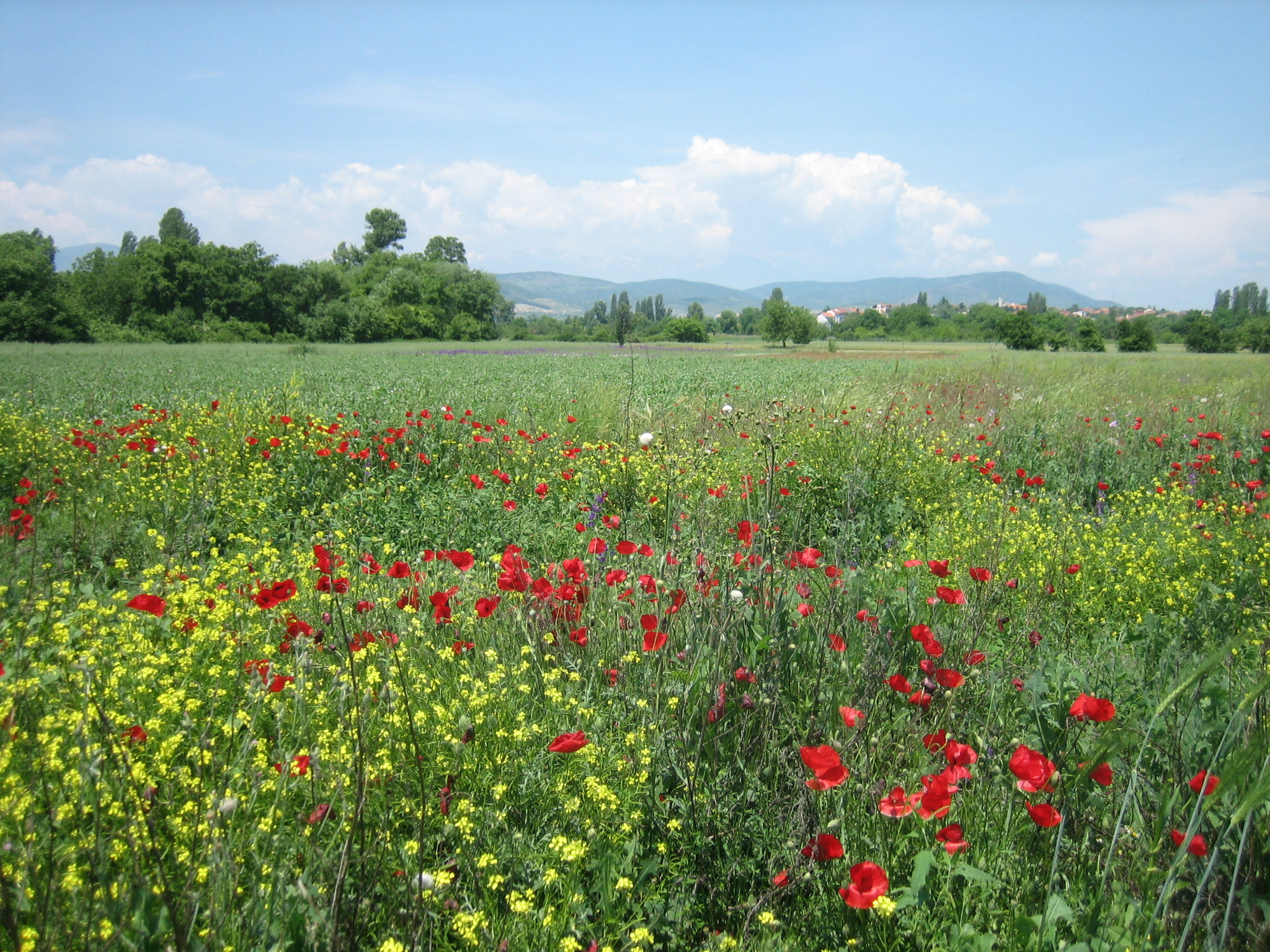
Krajina v údolí Skopje u Bardovců

Město Skopje; jeho správní hranice jsou vyznačeny červenou přerušovanou čarou

Skopje leží na severu země, v centru Balkánského poloostrova, na půli cesty mezi Bělehradem a Athénami. Město bylo vybudováno v údolí Skopje, orientovaném na západovýchodně podél toku řeky Vardar, která se v Řecku vlévá do Egejského moře. Údolí je široké přibližně 20 km a na severu i jihu je ohraničeno několika horskými pásmy. Tato pohoří omezují městskou expanzi Skopje, které se rozkládá podél Vardaru a Seravy, malé řeky, která přitéká ze severu. Intravilán města Skopje má na délku přes 33 kilometrů, ale široký je pouze 10 kilometrů.
Skopje leží v nadmořské výšce přibližně 245 m a má rozlohu 571,46 km2. Urbanizované území má rozlohu pouze 337 km2 a hustotu 65 obyvatel na hektar. Skopje ve svých správních hranicích zahrnuje mnoho vesnic a dalších sídel, včetně Dračeva, Gorno Nerezi a Bardovců. Podle sčítání lidu z roku 2021 mělo samotné město Skopje 422 540 obyvatel a 526 502 obyvatel žilo v jeho správních hranicích.
Skopje zasahuje na severovýchodě až k hranici s Kosovem. Ve směru hodinových ručiček hraničí ještě s obcemi Čučer-Sandevo, Lipkovo, Aračinovo, Ilinden, Studeničani, Sopište, Želino a Jegunovce.

### Vodstvo
Řeka Vardar, která protéká Skopjí, je tu od svého pramene u Gostivaru vzdálena přibližně 60 km. Ve Skopji má průměrný průtok 51 m3/s, s velkými výkyvy v závislosti na ročním období, od 99,6 m3/s v květnu do 18,7 m3/s v červenci. Teplota vody se pohybuje od 4,6 °C v lednu do 18,1 °C v červenci.
Na území města se do Vardaru vlévá několik řek. Největší z nich je Treska, která je dlouhá 130 km. Před ústím do Vardaru na západním okraji města Skopje protéká kaňonem Matka. Lepenac, přitékající z Kosova, se vlévá do Vardaru na severozápadním konci městské oblasti. Serava, přitékající rovněž ze severu, protékala Starým bazarem až do 60. let 20. století, kdy byla odkloněna směrem na západ, protože její vody byly velmi znečištěné. Původně se vlévala do Vardaru poblíž sídla Makedonské akademie věd a umění. Dnes se vlévá do Vardaru poblíž zříceniny Scupi. A konečně Markova reka, která pramení na hoře Vodno, se vlévá do Vardaru na východním okraji města. Tyto tři řeky jsou dlouhé necelých 70 kilometrů.
Součástí města Skopje jsou dvě přehradní nádrže na řece Treska. Nádrž Matka je výsledkem výstavby přehrady v kaňonu Matka ve 30. letech 20. století a jezero Treska bylo vyhloubeno pro rekreační účely v roce 1978. Tři malá přírodní jezera se nacházejí u Smiljkovců na severovýchodním okraji městské části.
Řeka Vardar v minulosti působila mnoho povodní, například v roce 1962, kdy její průtok dosáhl 1110 m3.s−1. Od byzantských dob bylo provedeno několik prací k omezení rizik a od výstavby přehrady Kozjak na řece Treska v roce 1994 je riziko povodní nepatrné.
Město má vysokou hladinu podzemní vody, doplňovanou Vardarem a fungující jako podzemní řeka. Pod hladinou leží vodonosná vrstva ve slínu. Hladina podzemní vody je 4 až 12 m pod povrchem a je hluboká 4 až 144 m. Odebírá ji několik studní, avšak většina pitné vody používané ve Skopji pochází z krasového pramene v Rašče západně od města.

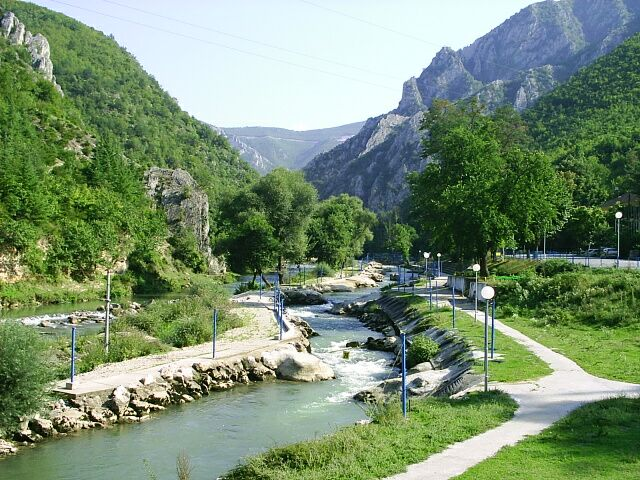
Treska opouští kaňon
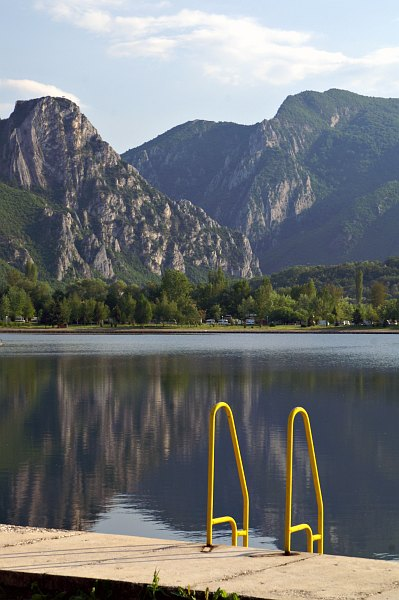
Jezero Treska
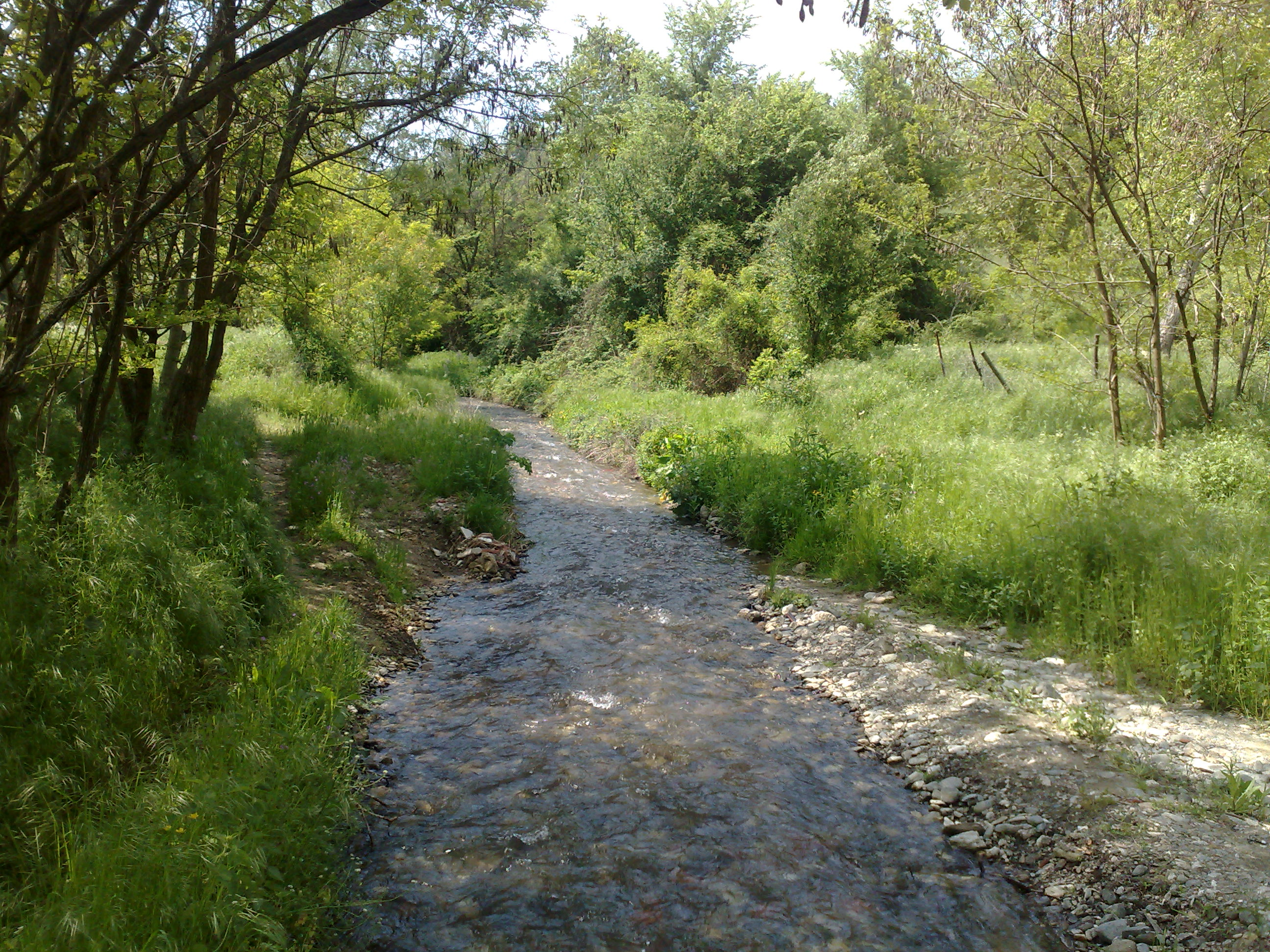
Serava severně od města
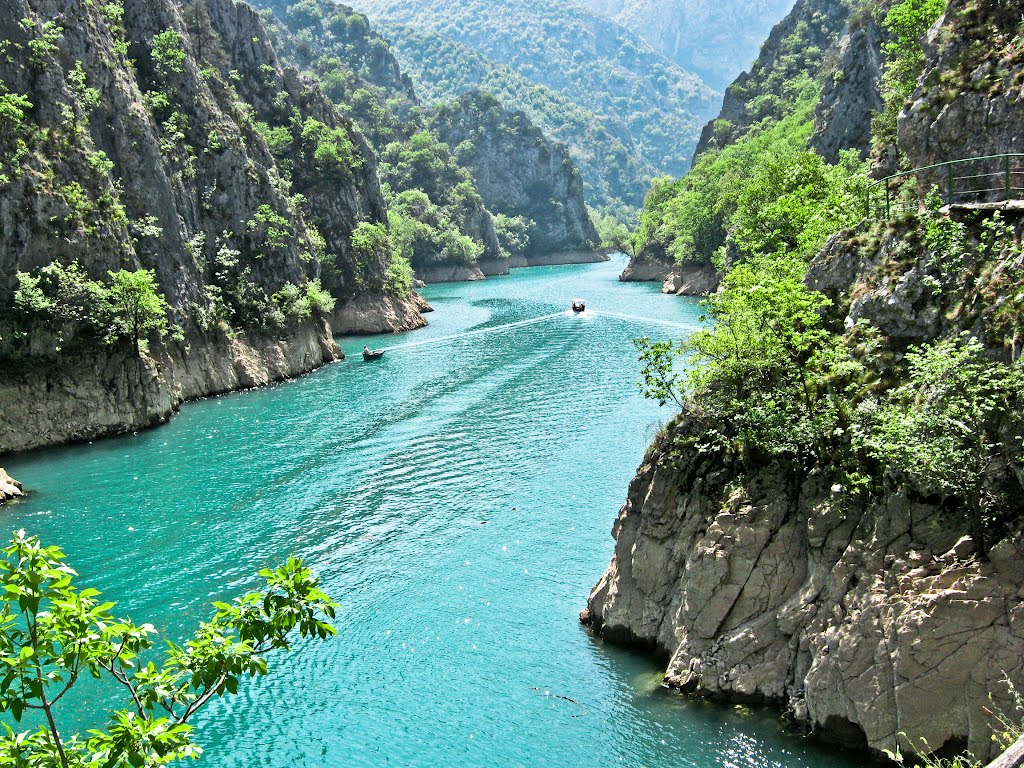
Kaňon Matka a Treska na západním okraji města Skopje
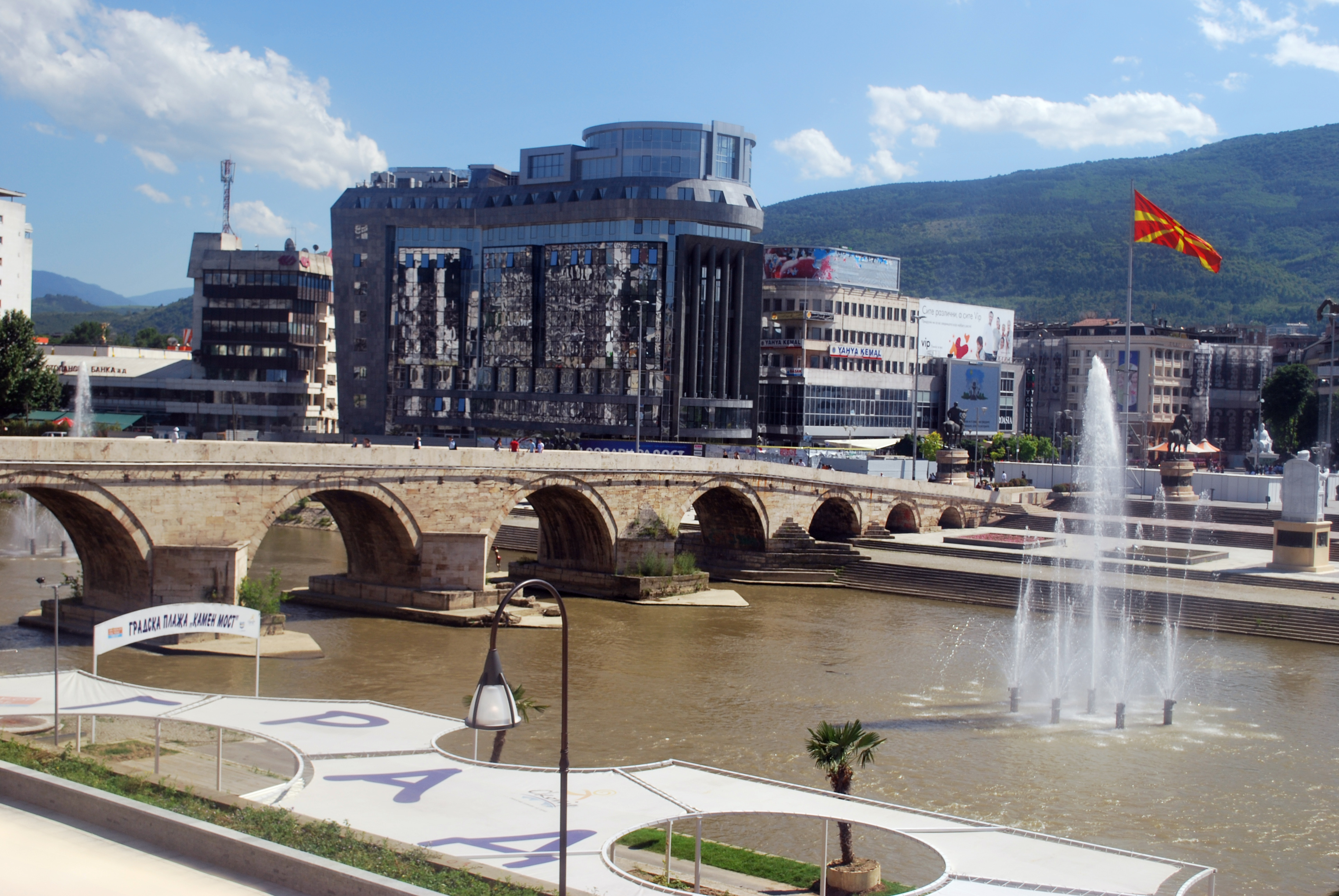
Vardar a Kamenný most, symbol města

### Geologie

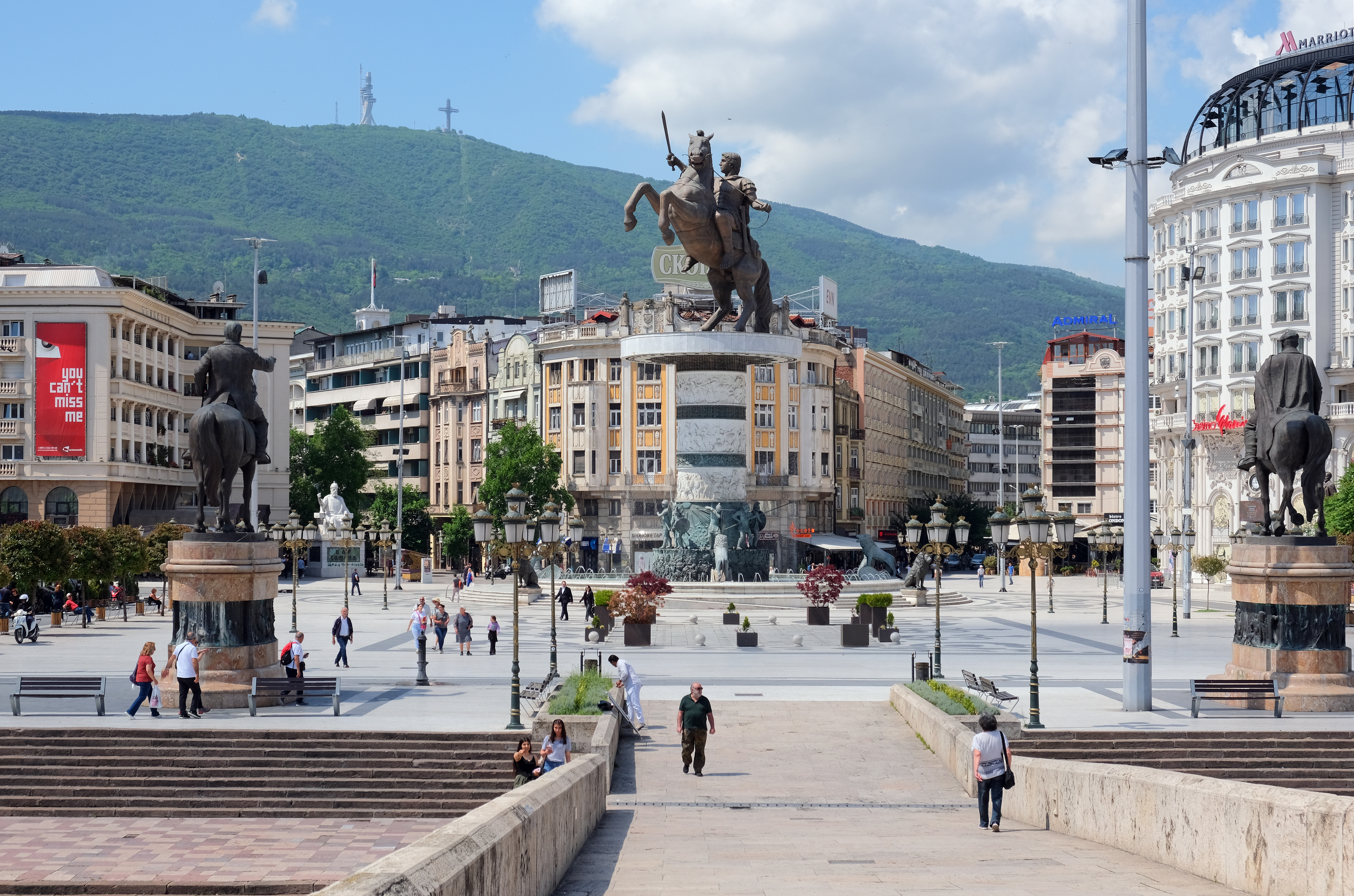
Hora Vodno při pohledu z Kamenného mostu

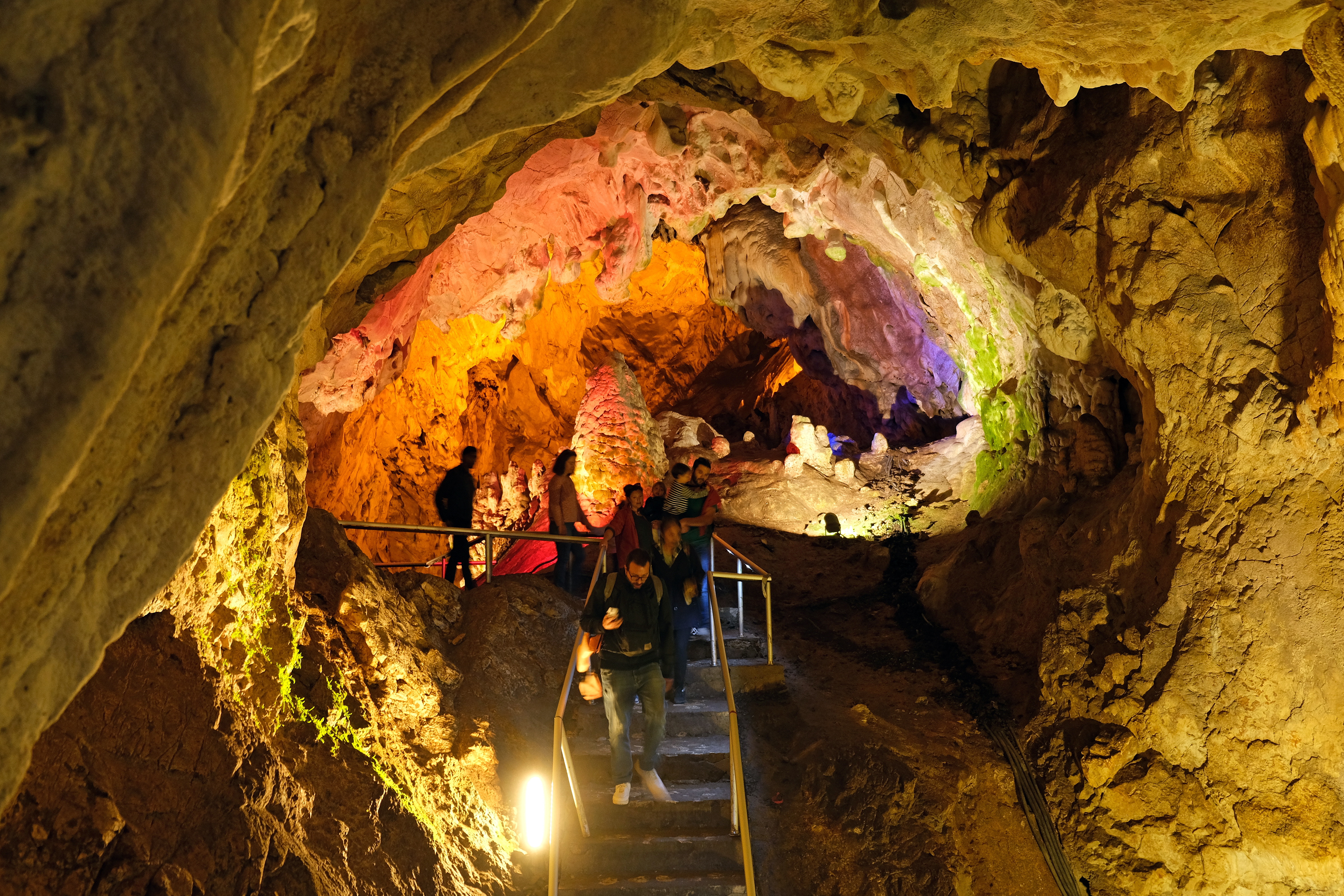
Jeskyně v kaňonu Matka

Skopské údolí je na západě ohraničeno pohořím Šar planina, na jihu pohořím Jakupica, na východě pahorkům patřícími k Osogovskému pohoří a na severu pohořím Skopska Crna Gora. Hora Vodno, nejvyšší bod na území města, je vysoká 1066 m a je součástí pohoří Jakupica.
Ačkoli se Skopje rozkládá na úpatí hory Vodno, městská oblast je převážně rovinatá. Je zde několik menších kopců, většinou pokrytých lesy a parky, jako je kopec Gazi Baba (325 m), Zajčev Rid (327 m), kopce na úpatí hory Vodno (nejmenší z nich jsou vysoké 350 až 400 m) a výběžek, na němž je postavena skopská pevnost.
Skopské údolí se nachází v blízkosti seismického zlomu mezi africkou a euroasijskou tektonickou deskou a dochází zde k pravidelné seismické aktivitě. Tuto aktivitu zvyšuje porézní struktura podloží. K velkým zemětřesením došlo ve Skopje v letech 518, 1505 a 1963.
Skopské údolí patří do Vardarské geotektonické oblasti, jejíž podloží je tvořeno neogenními a čtvrtohorními usazeninami. Podloží je tvořeno pliocenními usazeninami včetně pískovců, břidlic a různých konglomerátů. Je překryto vrstvou čtvrtohorních písků a spraší, jež je hluboká 70 až 90 m a je překryta mnohem tenčí vrstvou jílu, písku, bahna a štěrku, kterou přinesl Vardar. Její hloubka se pohybuje mezi 1,5 a 5,2 m.
V některých oblastech je podloží krasové. To vedlo ke vzniku kaňonů, jako je kaňon Matka, který je obklopen deseti jeskyněmi. Jejich hloubka se pohybuje mezi 20 a 176 m.

### Podnebí
Skopje leží na pomezí vlhkého subtropického podnebí (Cfa podle Köppenovy klasifikace podnebí) a chladného semiaridní podnebí (BSk) s průměrnou roční teplotou 13,5 °C. Srážky jsou kvůli výraznému dešťovému stínu pohoří Prokletije na severozápadě poměrně nízké a jsou výrazně nižší než na pobřeží Jaderského moře ve stejné zeměpisné šířce. Léta jsou dlouhá, horká a relativně suchá s nízkou vlhkostí vzduchu. Průměrná červencová teplota ve Skopji je 31 °C. Průměrně je ve Skopji 88 dní s teplotou nad 30 °C za rok a 10,2 dne s teplotou nad 35,0 °C. Zimy jsou krátké, poměrně chladné a vlhké. Sněhové srážky jsou v zimním období běžné, ale silné sněžení je vzácné a sněhová pokrývka vydrží jen několik hodin nebo několik dní, pokud je silná. V létě se teploty obvykle pohybují nad 31 °C a někdy i nad 40 °C. Na jaře a na podzim se teploty pohybují od 15 do 24 °C. V zimě se denní teploty pohybují zhruba v rozmezí 5 až 10 °C, v noci však často klesají pod 0 °C a někdy i pod −10 °C. Obvykle se teploty v průběhu roku pohybují od −13 °C do 39 °C. Srážky jsou rozloženy v průběhu roku celkem rovnoměrně, nejvíce jich spadne od října do prosince a od dubna do června. Roční úhrn srážek je menší než 500 mm.
| Letiště Skopje (1991–2020) – podnebí                                    | Letiště Skopje (1991–2020) – podnebí | Letiště Skopje (1991–2020) – podnebí | Letiště Skopje (1991–2020) – podnebí | Letiště Skopje (1991–2020) – podnebí | Letiště Skopje (1991–2020) – podnebí | Letiště Skopje (1991–2020) – podnebí | Letiště Skopje (1991–2020) – podnebí | Letiště Skopje (1991–2020) – podnebí | Letiště Skopje (1991–2020) – podnebí | Letiště Skopje (1991–2020) – podnebí | Letiště Skopje (1991–2020) – podnebí | Letiště Skopje (1991–2020) – podnebí | Letiště Skopje (1991–2020) – podnebí |
| Období                                                                  | leden                                | únor                                 | březen                               | duben                                | květen                               | červen                               | červenec                             | srpen                                | září                                 | říjen                                | listopad                             | prosinec                             | rok                                  |
| ----------------------------------------------------------------------- | ------------------------------------ | ------------------------------------ | ------------------------------------ | ------------------------------------ | ------------------------------------ | ------------------------------------ | ------------------------------------ | ------------------------------------ | ------------------------------------ | ------------------------------------ | ------------------------------------ | ------------------------------------ | ------------------------------------ |
| Nejvyšší teplota [°C]                                                   | 18,7                                 | 24,2                                 | 28,8                                 | 32,4                                 | 35,2                                 | 41,1                                 | 42,8                                 | 43,7                                 | 37,0                                 | 33,9                                 | 28,2                                 | 22,1                                 | 43,7                                 |
| Průměrné denní maximum [°C]                                             | 4,8                                  | 9,0                                  | 14,5                                 | 19,4                                 | 24,4                                 | 29,2                                 | 32,0                                 | 32,3                                 | 26,7                                 | 20,1                                 | 12,5                                 | 5,9                                  | 19,2                                 |
| Průměrná teplota [°C]                                                   | 0,2                                  | 3,0                                  | 7,7                                  | 12,4                                 | 17,2                                 | 21,7                                 | 24,1                                 | 24,1                                 | 19,0                                 | 13,1                                 | 6,9                                  | 1,8                                  | 12,6                                 |
| Průměrné denní minimum [°C]                                             | −3,3                                 | −1,6                                 | 1,9                                  | 5,7                                  | 10,3                                 | 14,3                                 | 16,3                                 | 16,2                                 | 12,2                                 | 7,6                                  | 2,8                                  | −1,4                                 | 6,7                                  |
| Nejnižší teplota [°C]                                                   | −25,8                                | −21,8                                | −10,8                                | −5,8                                 | −1,0                                 | 3,0                                  | 7,0                                  | 7,0                                  | −2,0                                 | −6,4                                 | −12,2                                | −25,8                                | −25,8                                |
| Průměrné srážky [mm]                                                    | 30                                   | 29                                   | 38                                   | 40                                   | 43                                   | 54                                   | 38                                   | 36                                   | 34                                   | 49                                   | 45                                   | 48                                   | 483                                  |
| Dní se srážkami                                                         | 10                                   | 9                                    | 10                                   | 10                                   | 11                                   | 10                                   | 7                                    | 6                                    | 6                                    | 7                                    | 9                                    | 11                                   | 106                                  |
| Dní se sněžením                                                         | 5                                    | 5                                    | 3                                    | 0,2                                  | 0                                    | 0                                    | 0                                    | 0                                    | 0                                    | 0,1                                  | 2                                    | 5                                    | 20                                   |
| Relativní vlhkost [%]                                                   | 83                                   | 75                                   | 68                                   | 66                                   | 66                                   | 61                                   | 56                                   | 56                                   | 63                                   | 74                                   | 82                                   | 85                                   | 70                                   |
| Slunečných hodin                                                        | 86,9                                 | 112,5                                | 161,1                                | 198,4                                | 245,2                                | 276,3                                | 323,0                                | 305,4                                | 247,5                                | 247,5                                | 114,8                                | 79,6                                 | 2 339                                |
| Zdroj: Pogoda.ru.net, Světová meteorologická organizace (srážkové dny ) |                                      |                                      |                                      |                                      |                                      |                                      |                                      |                                      |                                      |                                      |                                      |                                      |                                      |

### Životní prostředí

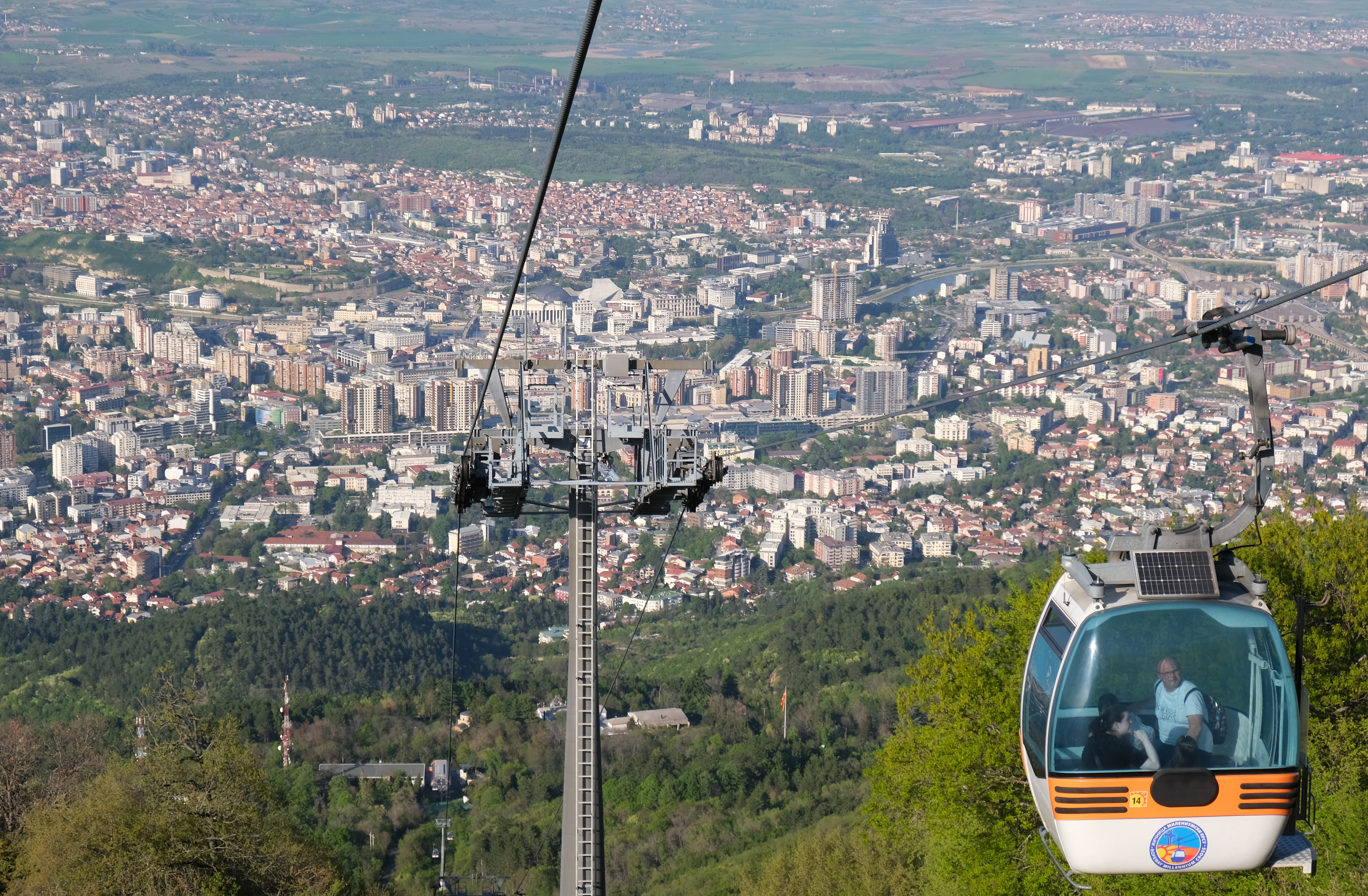
Skopje při pohledu z hory Vodno

Město Skopje zahrnuje různá přírodní prostředí a jeho fauna a flóra je bohatá. Je však ohrožena intenzifikací zemědělství a rozšiřováním zástavby. Největší chráněnou oblastí na území města je hora Vodno, která je oblíbeným rekreačním místem. Její vrchol spojuje s centrem města lanovka a jejími lesy vede mnoho pěších stezek. K dalším významným přírodním zajímavostem patří kaňon Matka.
V samotném městě leží několik parků a zahrad o celkové rozloze 4400 hektarů. Patří sem Městský park (Gradski park), založený na počátku 20. století, park Žena Borec před parlamentem, univerzitní arboretum a les Gazi Baba. Mnoho ulic a bulvárů je osázeno stromy.
Skopje se potýká s mnoha ekologickými problémy, často ještě zhoršovanými chudobou země. Sladění severomakedonských zákonů s evropským právem však přineslo pokrok v některých oblastech, jako je čištění vody a odpadů a průmyslové emise. Skopje nadále zůstává jedním z nejvíce znečištěných měst na světě, v prosinci 2017 se umístilo na předních příčkách žebříčku.
Budují se čistírny odpadních vod, ale mnoho znečištěné vody se stále vypouští do Vardaru bez úpravy. Odpad se ukládá na skládku komunálního odpadu pod širým nebem, která se nachází 15 km severně od města. Denně se na ni odváží 1500 m3 domovního odpadu a 400 m3 průmyslového odpadu.[zdroj?] Zpracování oceli, které je zde klíčovou ekonomickou činností, znečišťuje půdu těžkými kovy, jako je olovo, zinek a kadmium, a ovzduší oxidy dusíku a oxidem uhelnatým. 
Vysokou úroveň znečištění ve Skopje způsobuje kombinace kouře z domů, emisí z průmyslu (např. teplárny), z autobusů a dalších druhů veřejné dopravy i z automobilů a nezájem o péči o životní prostředí. Ústřední topení je často cenově nedostupné, a tak domácnosti často spalují palivové dřevo, ale i použité automobilové pneumatiky, různé plastové odpadky, naftu a další možný hořlavý odpad, čímž se uvolňují toxické chemikálie škodlivé pro obyvatelstvo, zejména pro děti a starší lidi. Nejhorší vzduch je obvykle na podzim a v zimě. Koncentrace některých typů pevných částic (PM2,5 a PM10) pravidelně překračuje i dvanáctinásobek maximálních doporučených hodnot Světové zdravotnické organizace. V zimě kouř pravidelně snižuje viditelnost a může způsobovat problémy řidičům. Severní Makedonie patří spolu s Indií a Bosnou a Hercegovinou k nejvíce znečištěným místům na světě.
Smog ve městě snížil kvalitu ovzduší a zhoršuje zdraví obyvatel, kteří to vnímají jako vážný problém. Znečištění se zhoršuje a přispívá k přibližně 1300 úmrtím ročně (údaj za rok 2017). V roce 2018 bylo Skopje bylo nejšpinavějším hlavním městem Evropy, dosáhla nejvyšší roční hodnoty PM2,5. Například 29. listopadu 2019 se pochodu, který zorganizovala komunita aktivistů Smogový poplach ve Skopji, zúčastnily tisíce lidí, kteří se postavili proti nedostatečné aktivitě vlády při řešení znečištění města, které se zhoršuje a přispívá k přibližně 1300 úmrtím ročně. V roce 2022 zavedla Skopje veřejnou dopravu zdarma pro všechny své občany ve snaze snížit množství emisí výfukových plynů. I přesto se od doby konání pochodu se situace nezlepšila, například koncem prosince 2022 bylo znečištění ovzduší 28×horší než bezpečnostní hladina stanovená Světovou zdravotnickou organizací.

## Urbanismus

### Morfologie

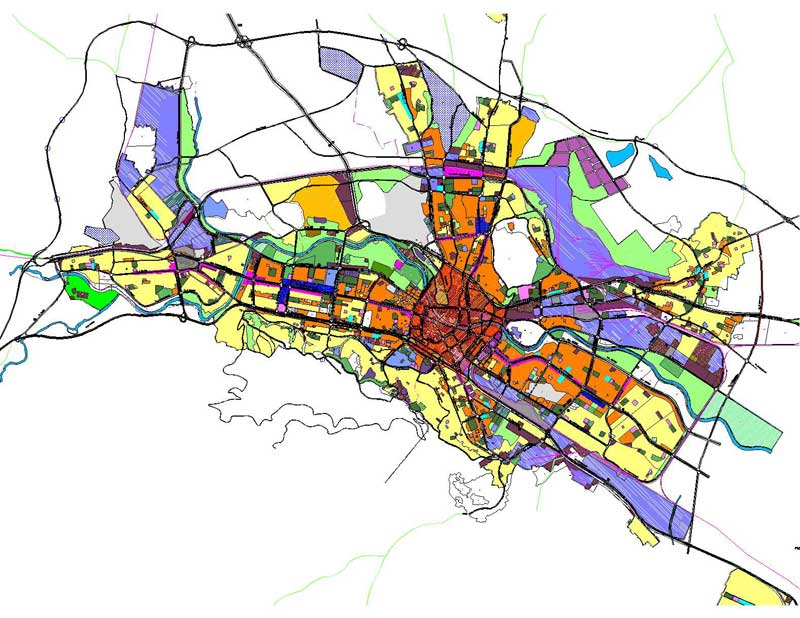
Urbanistický plán Skopje na období 2002–2020:
Centrum města
Kolektivní bydlení
Individuální bydlení
Průmyslové oblasti

Morfologie města Skopje byla hluboce ovlivněna zemětřesením z 26. července 1963, které zničilo 80 % města, a následnou rekonstrukcí. Čtvrti byly například přestavěny tak, aby hustota obyvatelstva zůstala nízká, a omezil se tím dopad případných budoucích zemětřesení.
Rekonstrukci po zemětřesení v roce 1963 vedl polský architekt Adolf Ciborowski, který již plánoval rekonstrukci Varšavy po druhé světové válce. Ciborowski rozdělil město na bloky určené pro konkrétní funkce. Břehy řeky Vardar se staly přírodními oblastmi a parky, oblasti mezi hlavními bulváry byly zastavěny výškovými domy a obchodními centry a předměstí byla ponechána individuálnímu bydlení a průmyslu. Rekonstrukce musela být rychlá, aby bylo možné přestěhovat rodiny a znovu nastartovat místní ekonomiku. Pro stimulaci hospodářského rozvoje byl zvýšen počet dopravních tepen a počítalo se s budoucím rozšířením města.

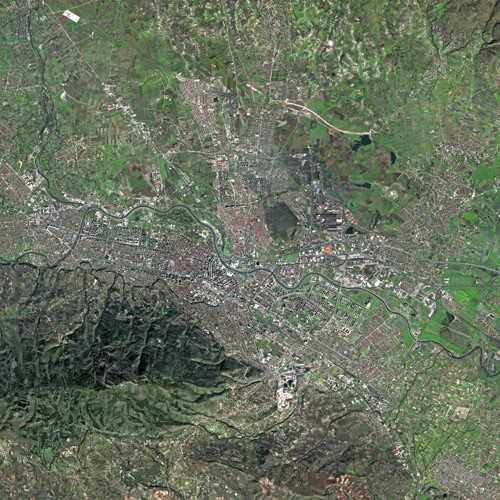
Skopje z pohledu družice SPOT. Hora Vodno je vidět vlevo dole na snímku

Jižní břeh řeky Vardar tvoří zpravidla výškové budovy, včetně rozsáhlé čtvrti Karpoš, která byla postavena v 70. letech 20. století západně od centra. Směrem na východ byla v 80. letech 20. století naplánována nová obec Aerodrom, kde mělo na místě starého letiště bydlet 80 000 obyvatel. Mezi Karpošem a Aerodromem leží centrum města, přestavěné podle plánů japonského architekta Kenza Tangeho. Centrum je obklopeno řadou dlouhých budov naznačujících hradby („Gradski zid“).
Na severním břehu, kde leží nejstarší části města, byl zrekonstruován Starý bazar a jeho okolí bylo nově zastavěno nízkými budovami, aby nekazily výhled na skopskou pevnost. Na severní břeh bylo také přemístěno několik institucí, včetně univerzity a Makedonské akademie, aby se sblížily etnické komunity. Severní břeh totiž obývají převážně muslimští Albánci, Turci a Romové, zatímco na jižním břehu žijí převážně křesťanští Makedonci.
Po zemětřesení zůstalo ve městě kromě osmanského Starého bazaru jen málo historických památek. Rekonstrukce, provedená v 60. až 80. letech 20. století, proměnila Skopji v modernistické, ale šedivé město. Na konci nultých let 20. století prošlo centrum města hlubokými změnami. Vedení města přijalo velmi kontroverzní urbanistický projekt Skopje 2014, jehož cílem bylo dát městu monumentálnější a historičtější podobu, a tím ho proměnit v „řádné“ národní hlavní město. Bylo obnoveno několik neoklasicistních budov zničených zemětřesením v roce 1963, včetně Národního divadla, a zrekonstruovány ulice a náměstí. Vznikla také řada dalších architektonických prvků, včetně fontán, soch, hotelů, vládních budov a mostů. Projekt byl kritizován kvůli svým nákladům a historizující estetice. Početná albánská menšina měla pocit, že není novými budovami reprezentována, a zahájila vlastní doplňkové projekty, jako je nové náměstí nad bulvárem, který odděluje centrum města od Starého bazaru.

Některé oblasti Skopje trpí určitou formou anarchie, protože mnoho budov bylo postaveno bez souhlasu úřadů.

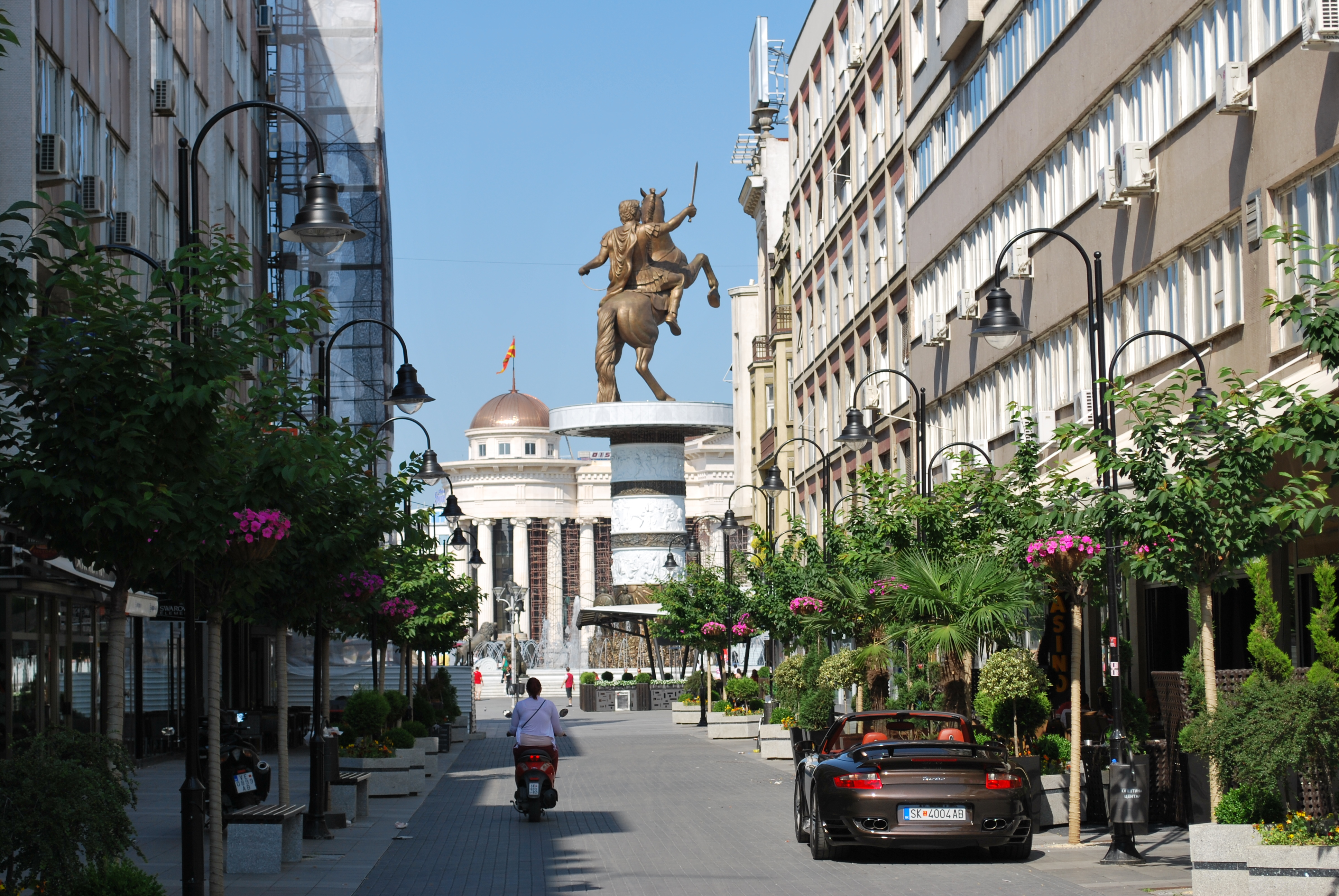
Vapcarova ulice v centru města
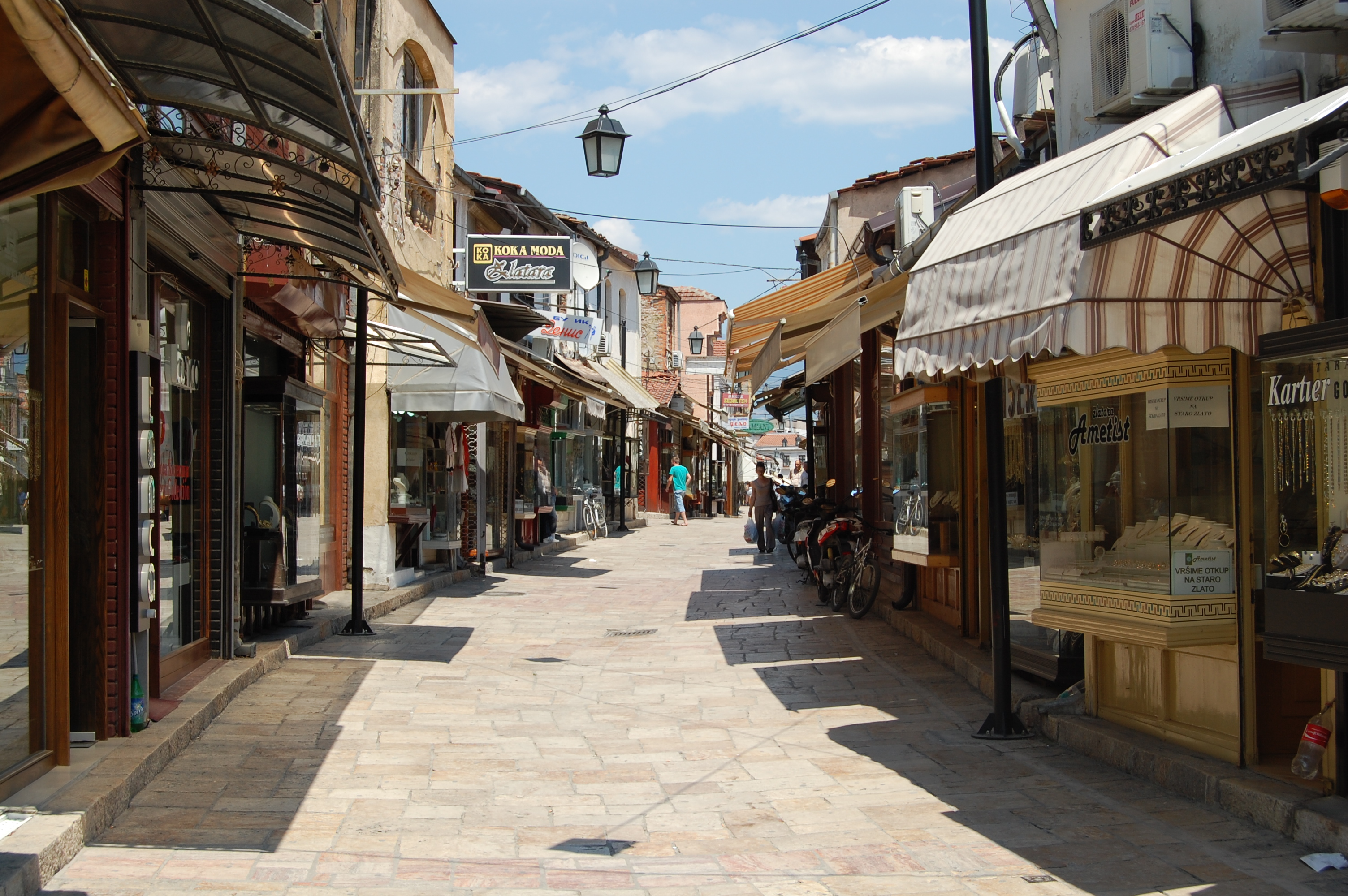
Ulice ve Starém bazaru
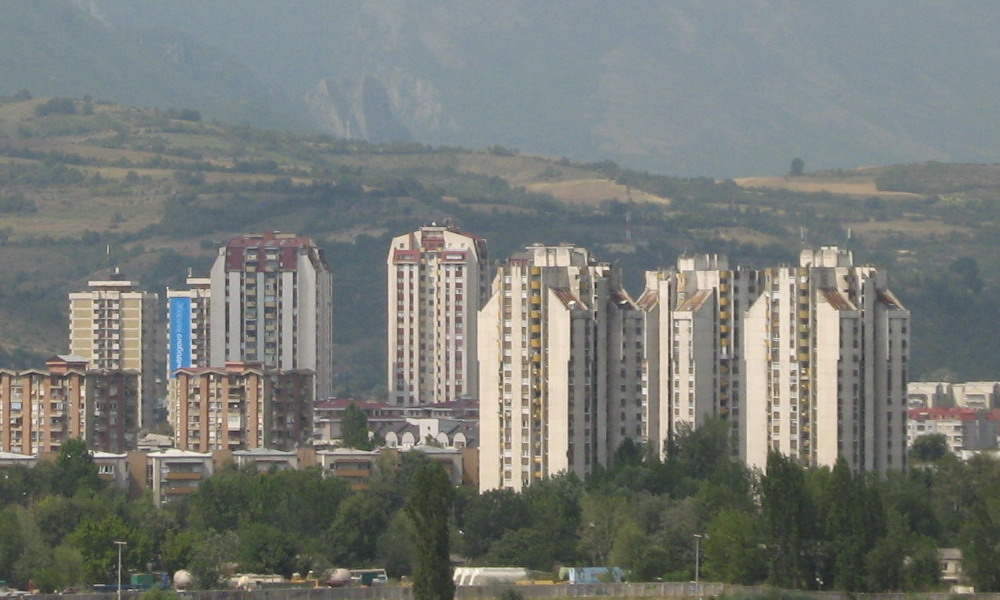
Výšková zástavba v Karpoši
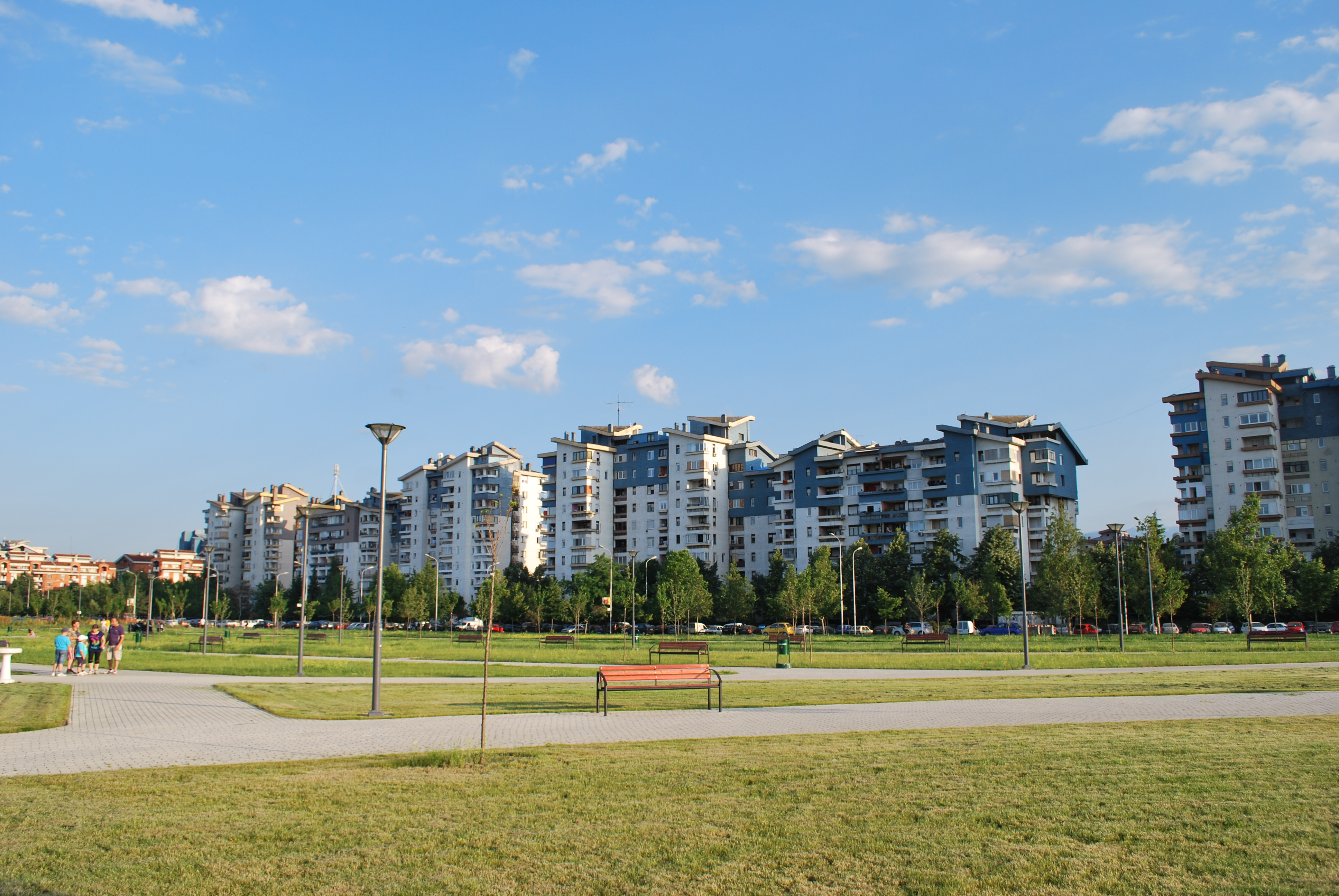
Nově vybudovaná čtvrť Novo Lisiče, v opštině Aerodrom
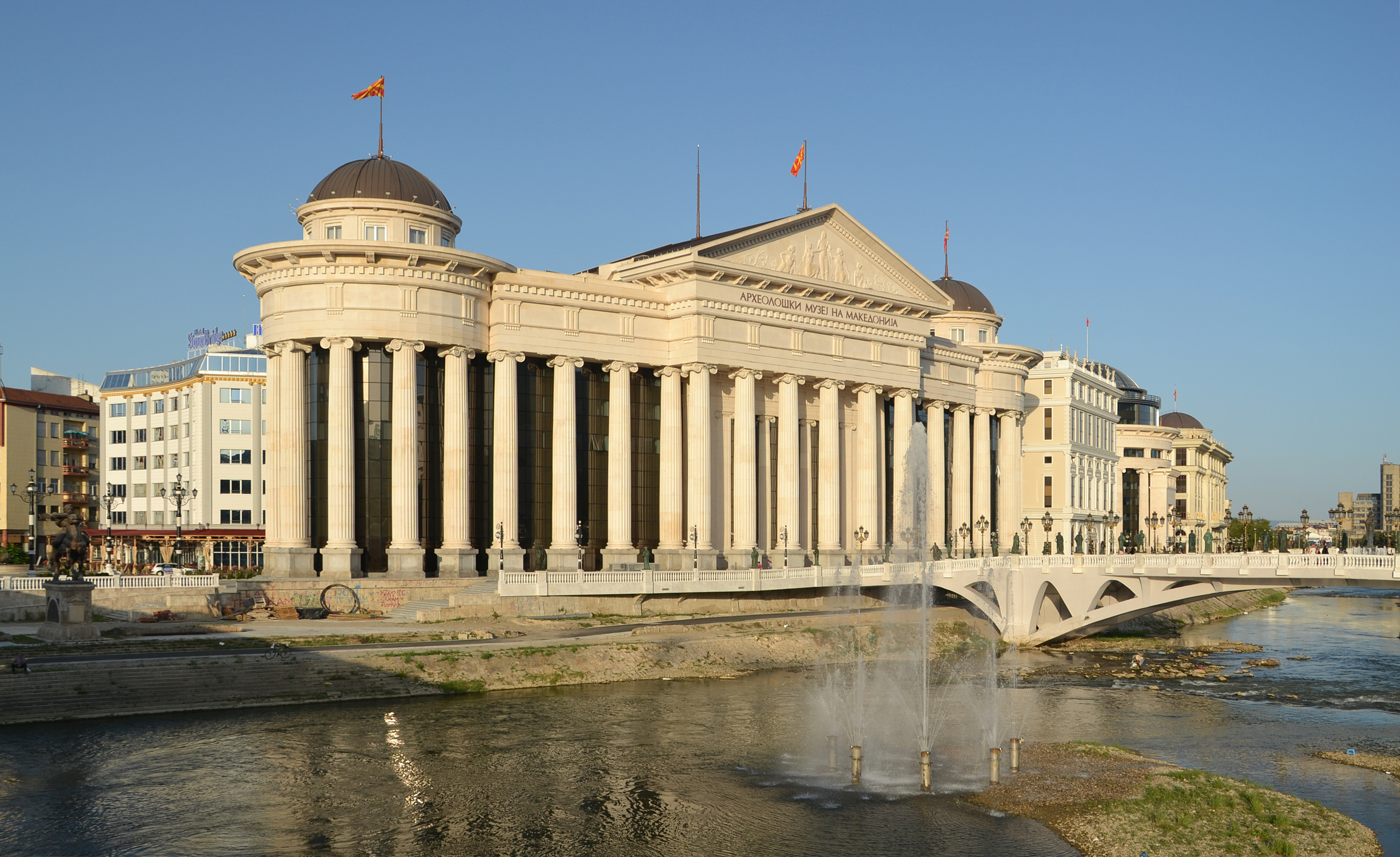
Archeologické muzeum, součást projektu Skopje 2014

### Sociologie

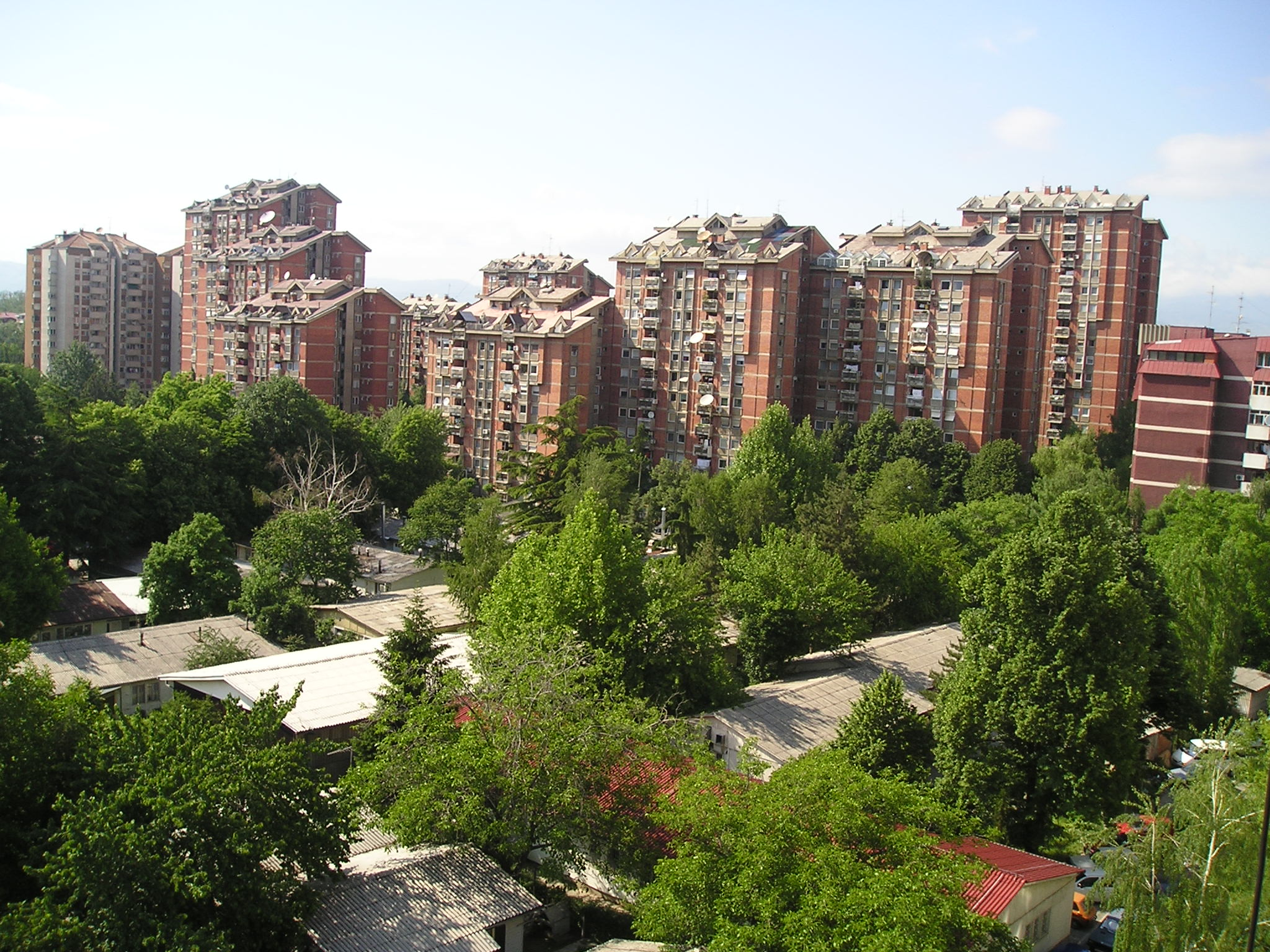
Čtvrť Kapištec, která vznikla v 70. letech 20. století. V popředí jsou vidět prefabrikované domy postavené po zemětřesení

Skopje je etnicky rozmanité město a jeho urbánní sociologie závisí především na etnické a náboženské příslušnosti. Makedonci tvoří 58 % obyvatel města, Albánci 24 % a Romové 4 %. Každá etnická skupina se soustřeďuje v určité oblasti města. Makedonci žijí jižně od řeky Vardar, v oblastech masivně přestavěných po roce 1963, a muslimové na jeho severní straně, v nejstarších čtvrtích města. Tyto čtvrti jsou považovány za tradičnější, zatímco jižní strana Makedoncům evokuje modernitu a odtrženost od venkovského života.
Severní oblasti jsou nejchudší. To platí zejména pro Topaanu v opštině Čair a pro předměstí Šuto Orizari, což jsou dvě hlavní romské čtvrti. Tvoří je mnoho nelegálních staveb, které nejsou napojeny na elektřinu ani vodovod a které se dědí z generace na generaci. Topaana v blízkosti Starého bazaru je velmi stará část města: jako romská čtvrť je poprvé zmiňována na počátku 14. století. Žije zde 3000 až 5000 obyvatel. Šuto Orizari na severním okraji města je samostatnou opštinou, jejímž úředním jazykem je romština. Vznikla po zemětřesení v roce 1963, aby se v ní mohli ubytovat Romové, kteří přišli o dům.
Hustota zalidnění se v jednotlivých oblastech značně liší, stejně tak velikost obytné plochy na osobu. Průměr města činil v roce 2002 (poslední sčítání obyvatel, které uvádí tento údaj) 19 m2 na osobu, ale v Centaru na jižním břehu 24 m2 a v Čairu na severním břehu jen 14 m2. V Šuto Orizari je průměr 13 m2.

### Sídla a vesnice

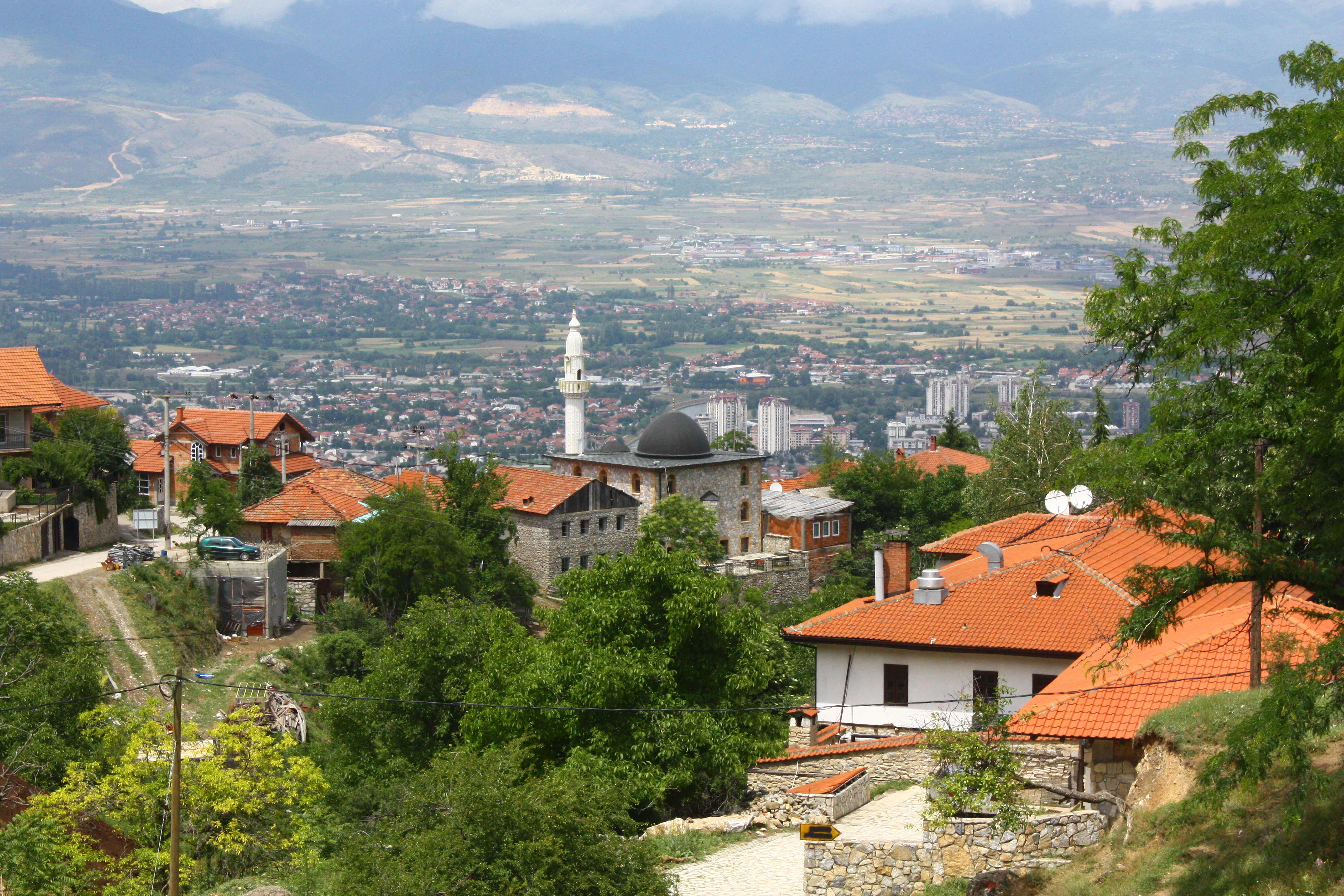
Gorno Nerezi, vesnice na severním úbočí hory Vodno

Mimo centrum zahrnuje město Skopje mnoho malých osad. Některé z nich se stávají předměstími, například Čento ležící na silnici do Bělehradu, které má více než 23 000 obyvatel, a Dračevo, které má téměř 20 000 obyvatel. Další velká sídla se nacházejí severně od města, například Radišani s 9000 obyvateli, zatímco menší vesnice se nacházejí na úpatí hory Vodno nebo v obci Saraj, která je nejvenkovštější z deseti opštin tvořících město Skopje.
Vnějšími předměstími se stávají i některé lokality za hranicemi města, zejména v obci Ilinden a Petrovec. Těží z přítomnosti hlavních silnic, železnice a letiště v Petrovci.

## Historie
| Historické vazby Paeonské království 350–230 př. n. l. Dardanské království 230–28 př. n. l. Římská říše 28–518 n. l. Byzantská říše 518–830 První bulharská říše 830–1004 Byzantská říše 1004–1093 Srbské velkoknížectví 1093–1097 Byzantská říše 1098–1203 Druhá bulharská říše 1203–1246 Nikájské císařství 1246–1255 Druhá bulharská říše 1255–1256 Nikájské císařství 1256–1261 Byzantská říše 1261–1282 Srbské království 1282–1346 Srbská říše 1346–1392 Osmanská říše 1392–1912 Srbské království 1912–1915 Okupováno Bulharskem 1915–1918 Království Jugoslávie 1918–1941 Anektováno Bulharskem 1941–1944 SFR Jugoslávie 1944–1992 Severní Makedonie 1992– |
| |

### Původ
Skalnatý ostroh, na němž stojí Pevnost, byl první osídlenou částí Skopje, zdejší stopy lidského osídlení pocházejí již z doby měděné (chalkolit; 4. tisíciletí př. n. l.).
Přestože chalkolitické osídlení muselo mít určitý význam, během doby bronzové upadlo. Archeologické výzkumy naznačují, že osada patřila vždy stejné kultuře, která se postupně vyvíjela díky kontaktům s balkánskými a podunajskými kulturami a později s Egejskou kulturou, a nakonec zanikla v době železné, kdy se tu objevilo Scupi. Nacházelo se na kopci Zajčev Rid, asi 5 km západně od pevnostního výběžku; v centru Balkánského poloostrova na cestě mezi Dunajem a Egejským mořem, prosperovala, i když její historie není dobře známa.
Nejstaršími obyvateli Skopského údolí byli pravděpodobně Triballové. Později oblast osídlili Paionové. Scupi bylo původně paionskou osadou, ale později se stalo dardanským městem. Dardani, kteří žili v dnešním Kosovu, vtrhli do oblasti kolem Skopje během 3. století př. n. l. Scupi, starověký název pro Skopje, se ve 2. století př. n. l. stalo hlavním městem Dardanie, která se rozkládala od Naissusu po Bylazoru. Po dobytí Makedonie Římany zůstali Dardaniové nezávislí a zdá se, že ztratili nezávislost až v roce 28 př. n. l., kdy se Dardanie stala součástí římské říše.

### Římské Scupi

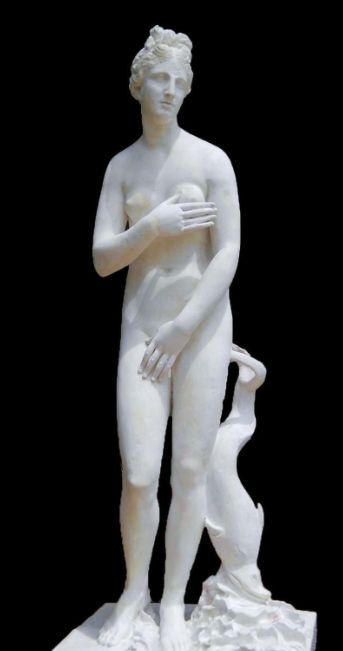
Venus Pudica nalezená ve Scupi, 2. století n. l.

Římská expanze na východ podřídila Scupi římské vládě jako kolonii legionářů, především veteránů legie VII Claudia v době Domiciána (81–96 n. l.). Několik legií z římské provincie Makedonie z Crassovy armády zde však mohlo být umístěno již kolem let 29–28 př. n. l., tedy ještě před zavedením oficiálního císařského velení. První zmínku o městě v tomto období učinil Livius, který zemřel v roce 17 n. l. Scupi nejprve sloužilo jako vojenská základna k udržení míru v regionu a oficiálně se jmenovalo Colonia Flavia Scupinorum, přičemž Flavia je jméno císařské dynastie. Později za Augustovy vlády se stalo součástí provincie Moesie. Po rozdělení provincie Domiciánem v roce 86 n. l. bylo Scupi povýšeno na kolonii a stalo se sídlem vedení nové provincie Moesia Superior. Oblast zvanou Dardania (v rámci Moesia Superior) vyčlenil Dioklecián do zvláštní provincie s hlavním městem v Naissusu.V římské době zůstala východní část Dardanie, od Scupi po Naissus, obydlena převážně místním obyvatelstvem většinou thráckého původu.
Obyvatelstvo města bylo velmi různorodé. Rytiny na náhrobcích naznačují, že jen menšina obyvatel pocházela z Itálie a mnoho veteránů bylo z Dalmácie, jižní Galie a Sýrie. Byl nalezen i starověký pohřební nápis ilyrského kmene Albanoi. Vzhledem k etnické rozmanitosti obyvatelstva se ve městě udržela latina jako hlavní jazyk na úkor řečtiny, kterou se mluvilo ve většině moesijských a makedonských měst. V následujících staletích Scupi prosperovalo. Obzvláště úspěšné bylo období od konce 3. do konce 4. století. Za vlády Konstantina Velikého byl vybudován první kostel a Scupi se stalo sídlem diecéze. V roce 395, po rozdělení Římské říše na dvě části, Scupi připadlo Východořímské říši.
V době největšího rozkvětu mělo Scupi rozlohu 40 hektarů a bylo uzavřeno 3,5 metru širokou hradbou. Nacházelo se zde mnoho památek, včetně čtyř nekropolí, divadla, termálních lázní a velké křesťanské baziliky.

### Středověk

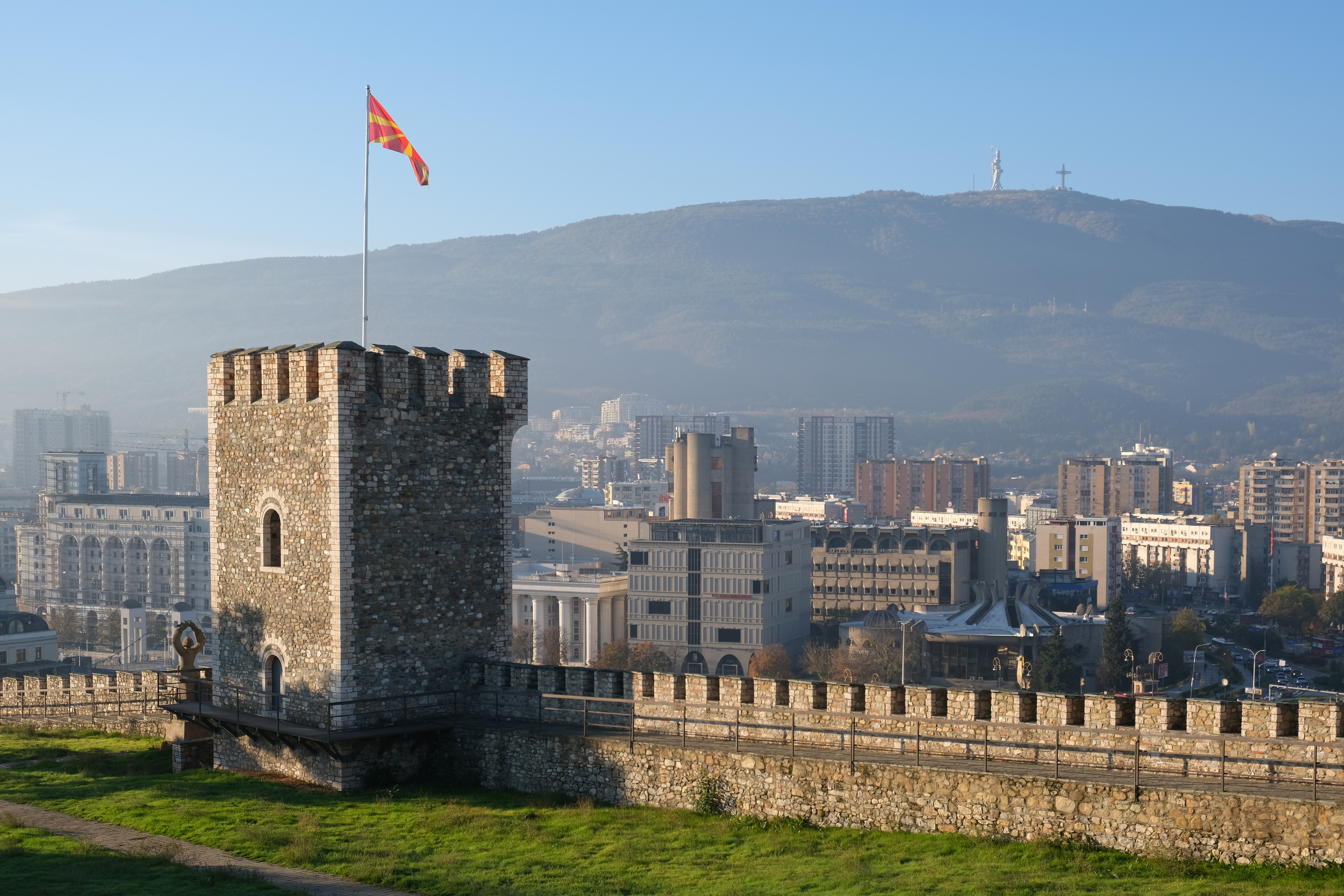
Pevnost Skopje

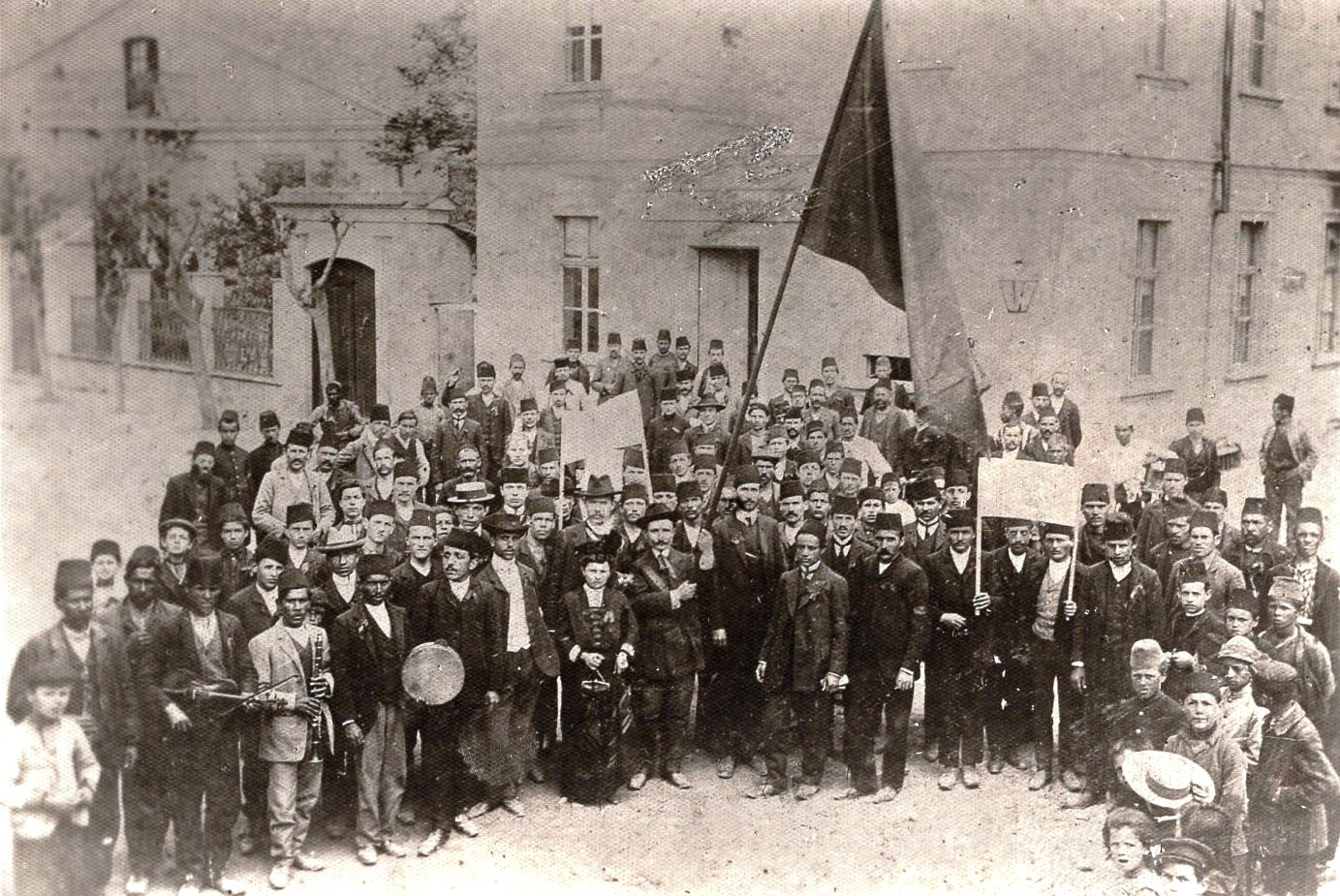
První oslava prvního máje v osmanském období ve Skopje, 1909

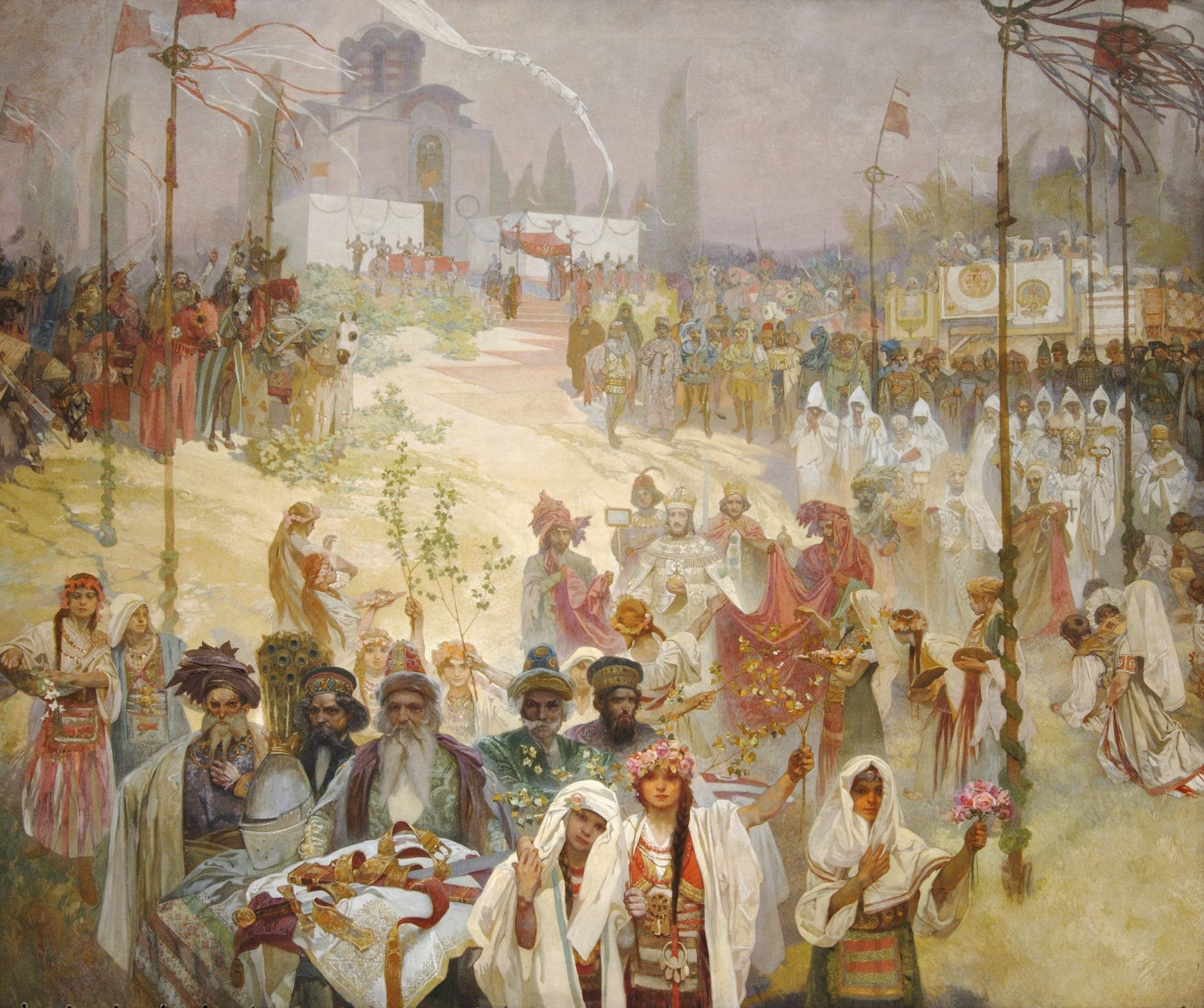
Korunovace císaře Dušana ve Skopje, Alfons Mucha, 1926

V roce 518 bylo Scupi zničeno zemětřesením, pravděpodobně nejničivějším, které město zažilo. V té době byl region ohrožen nájezdy barbarů a obyvatelé města se ještě před katastrofou uchýlili do lesů a hor. Město nakonec obnovil Justinián I. Za jeho vlády bylo mnoho byzantských měst přemístěno na kopce a jiná snáze hájitelná místa, aby mohla čelit nájezdům. Město bylo tedy přeneseno na ostroh, na němž stojí pevnost. Na konci 6. století však bylo Scupi vypleněno Slovany a zdá se, že v roce 595 se dostalo pod slovanskou nadvládu. Slovanským kmenem, který Scupi vyplenil, byli pravděpodobně Berziti, kteří obsadili celé údolí Vardaru. Slované se však v již vypleněném a vylidněném kraji neusadili natrvalo, ale pokračovali na jih k pobřeží Středozemního moře. Po slovanském vpádu byla oblast na nějakou dobu opuštěná a v následujících staletích není zmiňována. Snad koncem 7. nebo počátkem 8. století se na tomto strategickém místě opět usadili Byzantinci. Jako součást údolí Horního Vardaru se ve třicátých letech 8. století stalo součástí expandující První bulharské říše.
Od konce 10. století zažívala Skopje období válek a politických problémů. V letech 972 až 992 byla hlavním městem Bulharů a Samuel I. jí vládl od roku 976 do roku 1004, kdy ho jeho guvernér Roman v roce 1004 vydal byzantskému císaři Basilu Bulharskému Přemožitelovi výměnou za tituly patricij a strategos. Stala se centrem nové byzantské provincie zvané Bulharsko. Později se Skopje dvakrát krátce zmocnili slovanští povstalci, kteří chtěli obnovit bulharský stát. Nejprve v roce 1040 pod velením Petra Deljana a v roce 1072 na příkaz Georgije Vojtěcha. V roce 1081 se Skopje zmocnila normanská vojska vedená Robertem Guiscardem a město zůstalo v jejich rukou až do roku 1088. Skopje byla dále dobyta srbským velkoknížetem Vukanem v roce 1093 a o čtyři roky později opět Normany. Kvůli epidemiím a nedostatku potravin se však Normané rychle vzdali Byzanci.
Během 12. a 13. století využili Bulhaři a Srbové úpadku Byzance k vytvoření velkých království, která se rozkládala od Dunaje až k Egejskému moři. Ivan I. Kalojan přivedl v roce 1203 Skopji zpět pod obnovené Bulharsko, dokud jeho synovec Strez nevyhlásil se srbskou pomocí autonomii podél horního Vardaru o pouhých pět let později. V roce 1209 Strez opustil Srby a uznal Borila Bulharského, s nímž vedl úspěšné společné tažení proti prvnímu mezinárodně uznanému srbskému králi Štěpánu I. Prvověnčanému. V letech 1214 až 1230 byla Skopje součástí byzantského nástupnického státu Epirus, než ji znovu dobyl Ivan Asen II. a Bulharsko ji drželo až do roku 1246, kdy bylo údolí Horního Vardaru opět začleněno do byzantského státu – Nikájského císařství. Byzantská nadvláda byla nakrátko přerušena v roce 1255 regenty mladého bulharského krále Michala Asena I. Mezitím v souběžné občanské válce o korunu v Tarnově získal převahu skopský bojar a vnuk Štěpána I. Prvověnčaného Konstantin Tichý, jenž vládl až do jediného úspěšného rolnického povstání v Evropě, Ivajlova povstání, které ho sesadilo.
V roce 1282 se Skopje zmocnil srbský král Štěpán Milutin. Za politické stability vlády Nemanjićičů se osídlení rozšířilo za hradby pevnosti směrem k vrchu Gazi Baba. Byly postaveny kostely, kláštery a trhy a obchodníci z Benátek a Dubrovníku si otevřeli obchody. Město těžilo ze své polohy v blízkosti evropského, blízkovýchodního i afrického trhu. Ve 14. století se Skopje stala natolik významným městem, že ji král Štěpán Dušan učinil hlavním městem Srbské říše. V roce 1346 byl ve Skopji korunován „císařem Srbů a Řeků“. Po jeho smrti se srbská říše rozpadla na několik knížectví, která se nedokázala bránit Turkům. Skopji nejprve zdědilo Prilepské panství, které nakonec po bitvě u Marice (1371) ovládl Vuk Branković, a v roce 1392 se stala součástí Osmanské říše.
V roce 1330 se srbský král Štěpán III. Dečanský zmiňuje o Albáncích, kteří se nacházeli v oblasti Skopje a pravidelně chodili na jarmark svatého Jiří, který se konal nedaleko města.

### Osmanské období
Hospodářský život Skopje těžil z polohy uprostřed Rumélie, evropské provincie Osmanů. Kamenný most, „jeden z nejimpozantnějších kamenných mostů v Jugoslávii“, byl postaven či rekonstruován pod patronací sultána Mehmeda II. v letech 1451–1469. Mešita Mustafy paši, postavená v roce 1492, má pověst „bezpochyby jedné z nejskvělejších islámských sakrálních staveb na Balkáně“. Vše však nebylo růžové, neboť „v roce 1535 byly všechny kostely na základě nařízení (osmanského) místodržitele zbořeny“. Až do 17. století zažívala Skopje dlouhý zlatý věk. Kolem roku 1650 se počet jejích obyvatel pohyboval mezi 30 000 a 60 000 a bylo zde více než 10 000 domů. Spolu s Bělehradem a Sarajevem byla tehdy jedním z mála velkých měst na území budoucí Jugoslávie. Dubrovník, který byl rušným přístavem, neměl v té době ani 7000 obyvatel. Po dobytí Osmanskou říší se počet obyvatel města změnil. Křesťané byli násilně konvertováni k islámu nebo je nahradili Turci a Židé. Křesťané ve Skopji byli v té době většinou nekonvertovaní Slované a Albánci, ale také ragusští a arménští obchodníci. Osmané drasticky změnili vzhled města. Zřídili bazar s karavanseráji, mešity a lázně.
Město těžce utrpělo velkou tureckou válkou na konci 17. století, a pak zažívalo úpadek až do 19. století. V roce 1689 se Skopje, již oslabené epidemií cholery, zmocnili Habsburkové. Téhož dne generál Silvio Piccolomini město zapálil, aby epidemii ukončil. Je však možné, že chtěl pomstít škody, které Osmané způsobili ve Vídni v roce 1683. Skopje hořela dva dny, ale sám generál zahynul na mor a jeho armáda bez vůdce byla rozprášena. Rakouská přítomnost v Makedonii motivovala slovanská povstání. Nicméně Rakušané do roka zemi opustili a Hajduci, vůdci povstání, je museli následovat při jejich ústupu na sever Balkánu. Někteří z nich byli Osmanskou říší zatčeni, například Petar Karpoš, který byl napíchnut na kůl na kamenném mostě ve Skopji.
Po válce byla Skopje v troskách. Většina administrativních budov byla obnovena nebo znovu postavena, ale město zažilo nové epidemie moru a cholery a mnoho obyvatel emigrovalo. Osmanská turecká říše jako celek se dostala do recese a politického úpadku. Během 18. století došlo v Makedonii k mnoha povstáním a loupežím, které vedli buď turečtí psanci, janičáři nebo hajduci. Odhad provedený francouzskými důstojníky kolem roku 1836 ukázal, že Skopje měla v té době jen asi 10 000 obyvatel. Převyšovala ji dvě další města dnešní Severní Makedonie: Bitola (40 000 obyvatel) a Štip (15–⁠20 000 obyvatel).
Po roce 1850 se Skopje začala vzpamatovávat z dekád úpadku. V té době město zažívalo pomalý, ale trvalý demografický růst, především díky příchodu slovanských Makedonců z venkova. Podporoval ho také exodus muslimů ze Srbska a Bulharska, které v té době získávaly nezávislost. Během tanzimatských reforem se v říši objevil nacionalismus a v roce 1870 byla založena nová bulharská církev a vytvořena její samostatná diecéze, založená spíše na etnické než náboženské identitě. Slovanské obyvatelstvo skopského biskupství se v roce 1874 drtivou většinou, 91 %, vyslovilo pro připojení k exarchátu a stalo se součástí bulharského milletu.
Hospodářský růst umožnila výstavba železnice Skopje–Soluň v roce 1873. Železniční stanice byla postavena jižně od řeky Vardar, což přispělo k přesunu hospodářských aktivit na tuto stranu řeky, která předtím nikdy nebyla urbanizována. Kvůli příchodu obyvatel z venkova se zvýšil podíl křesťanů na městském obyvatelstvu. Někteří z nově příchozích se stali součástí místní elity a pomáhali šířit nacionalistické myšlenky. Skopje bylo jedním z pěti hlavních center Vnitřní makedonské revoluční organizace, která v roce 1903 zorganizovala Ilindenské povstání. Její revoluční síť ve skopském regionu však nebyla dobře rozvinutá a vážným problémem byl nedostatek zbraní. Při vypuknutí povstání povstalecké síly vykolejily vojenský vlak. Ve dnech 3. a 5. srpna napadly osmanskou jednotku střežící most na řece Vardar a svedly bitvu v Klášteře sv. Jovana. V následujících dnech byla skupina pronásledována početnými bašibozuky a stáhla se do Bulharska.
V roce 1877 byla Skopje vybrána jako hlavní město nového Kosovského vilajetu, který zahrnoval dnešní Kosovo, severozápadní Makedonii a sandžak Novi Pazar. V roce 1905 mělo město 32 000 obyvatel, což z něj činilo největší město vilajetu, i když jen těsně následované Prizrenem s 30 000 obyvateli. Německý lingvista Gustav Weigand popsal, že muslimské obyvatelstvo Skopje tvořené „Turky“ nebo Osmany (Osmanli) v pozdním osmanském období byli především Albánci, kteří na veřejnosti mluvili turecky a doma albánsky. Na počátku 20. století se místní hospodářství zaměřovalo na barvířství, tkalcovství, koželužství, železářství a zpracování vína a mouky.
Po mladoturecké revoluci v roce 1908 se v Osmanské říši prosadila demokracie a vzniklo několik politických stran. Některá opatření zavedená mladoturky, jako například zvýšení daní a zákaz politických stran na etnickém základě, však vyvolala nespokojenost menšin. Albánci se postavili proti nacionalistickému charakteru hnutí a v letech 1910 a 1912 vedli místní povstání. Během posledního z nich se jim podařilo obsadit většinu Kosova a 11. srpna se zmocnili Skopje. Dne 18. srpna povstalci podepsali Üskübskou dohodu, která předpokládala vytvoření autonomní albánské provincie, a o den později byli amnestováni.

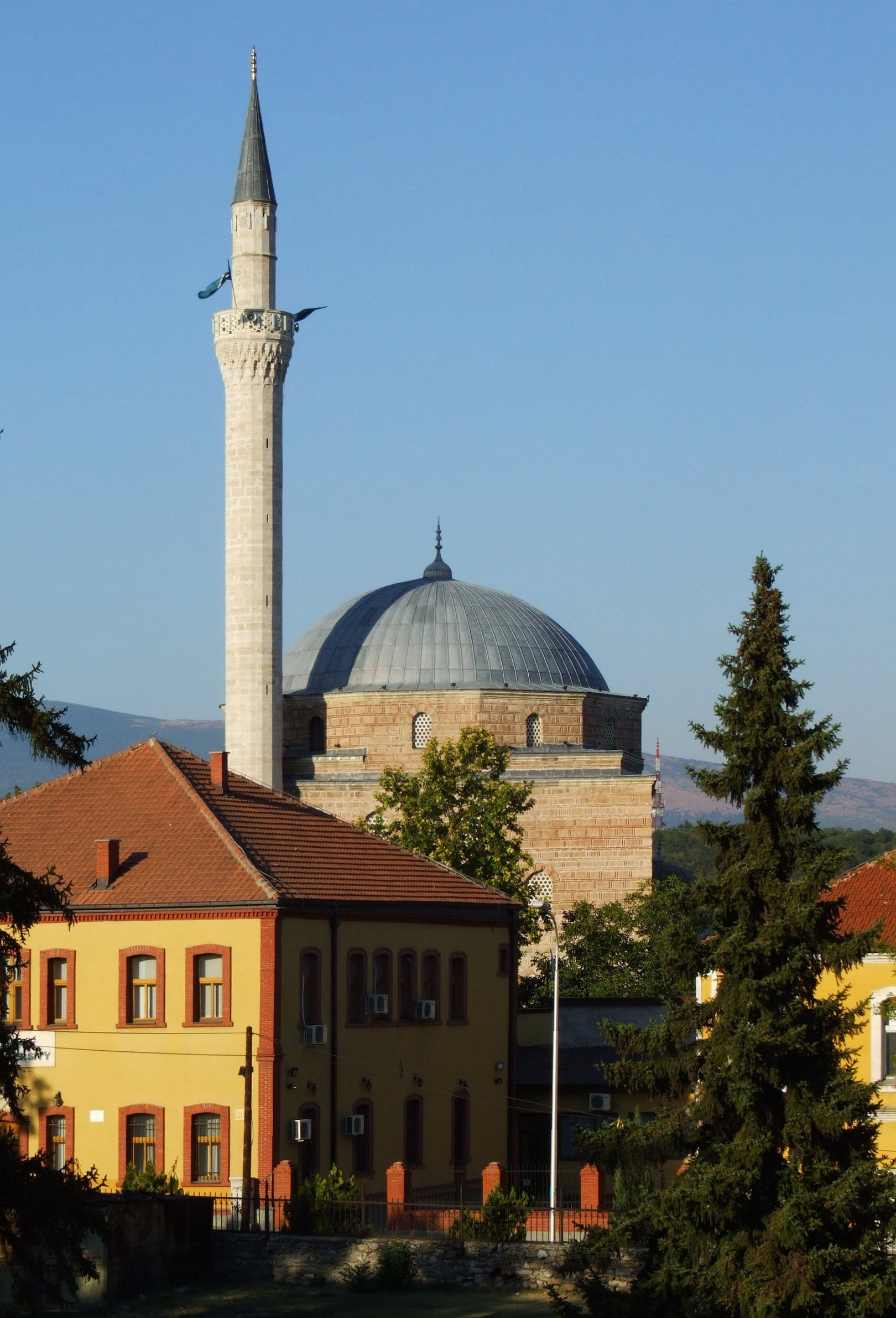
Mešita Mustafy Paši z 15. století.
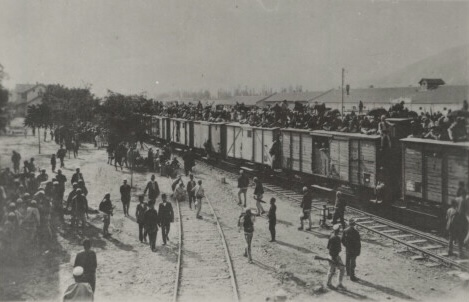
Skopje po dobytí albánskými revolucionáři v srpnu 1912 po porážce osmanských sil držících město
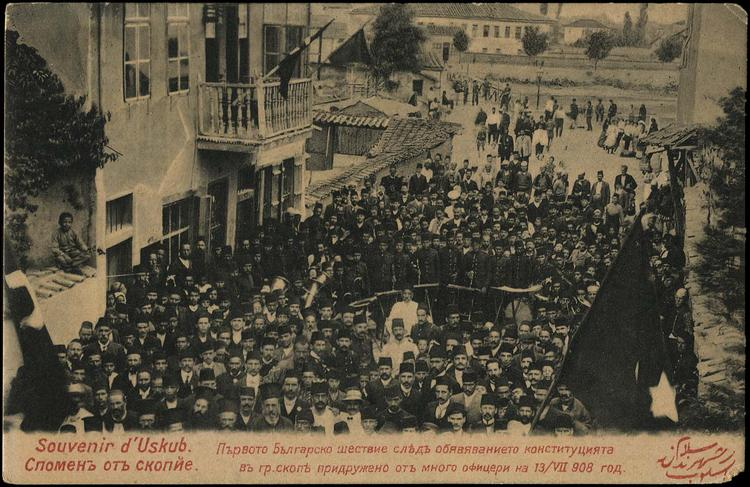
Bulharská manifestace na podporu mladoturecké revoluce
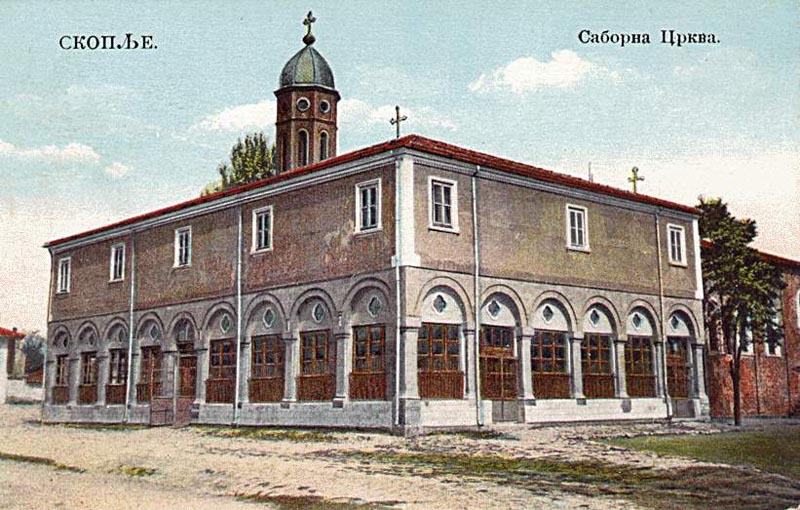
Chrám Narození Panny Marie, sídlo bulharské pravoslavné skopské diecéze, postavený v 19. století
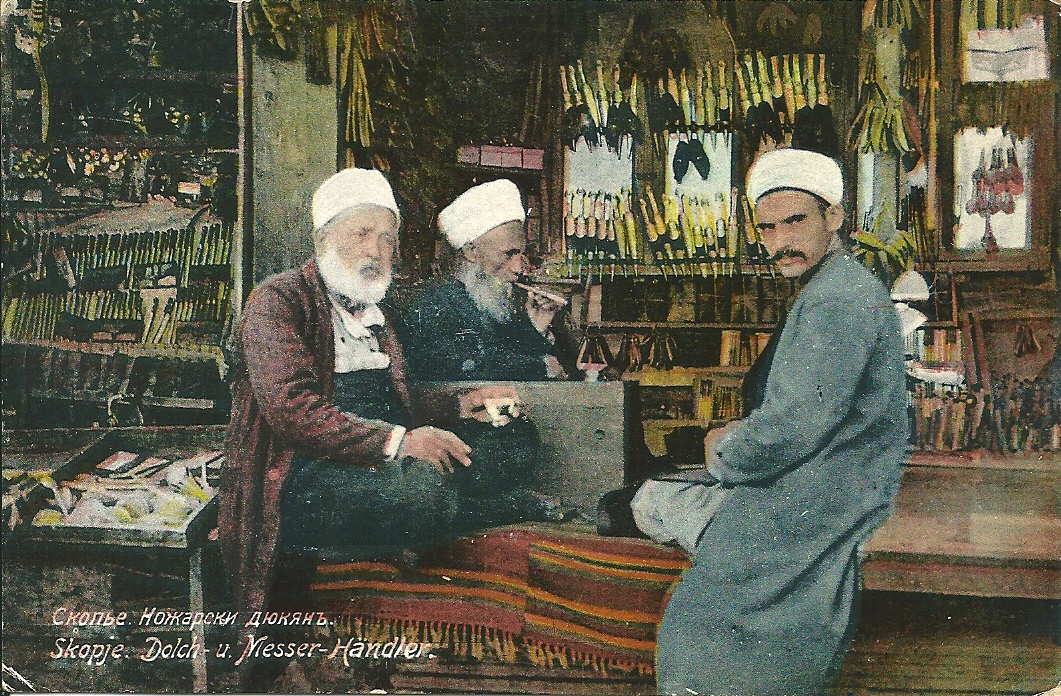
Řezníci na Starém bazaru kolem roku 1900

### Od balkánských válek po současnost

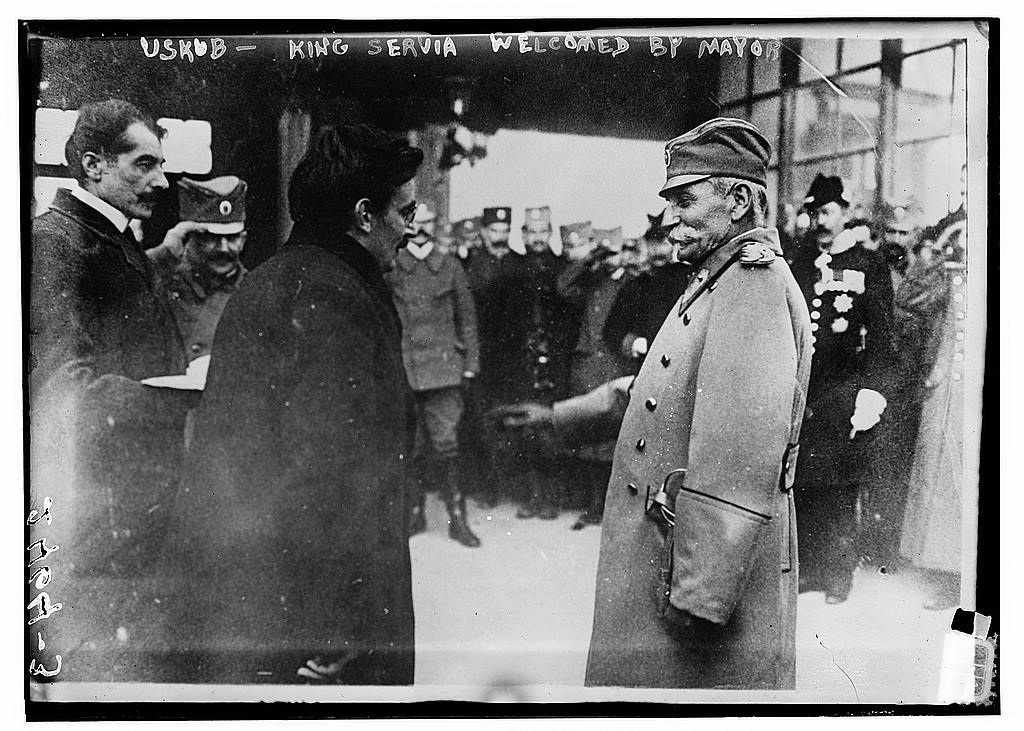
Petr I. Karađorđević na návštěvě Skopje v roce 1914

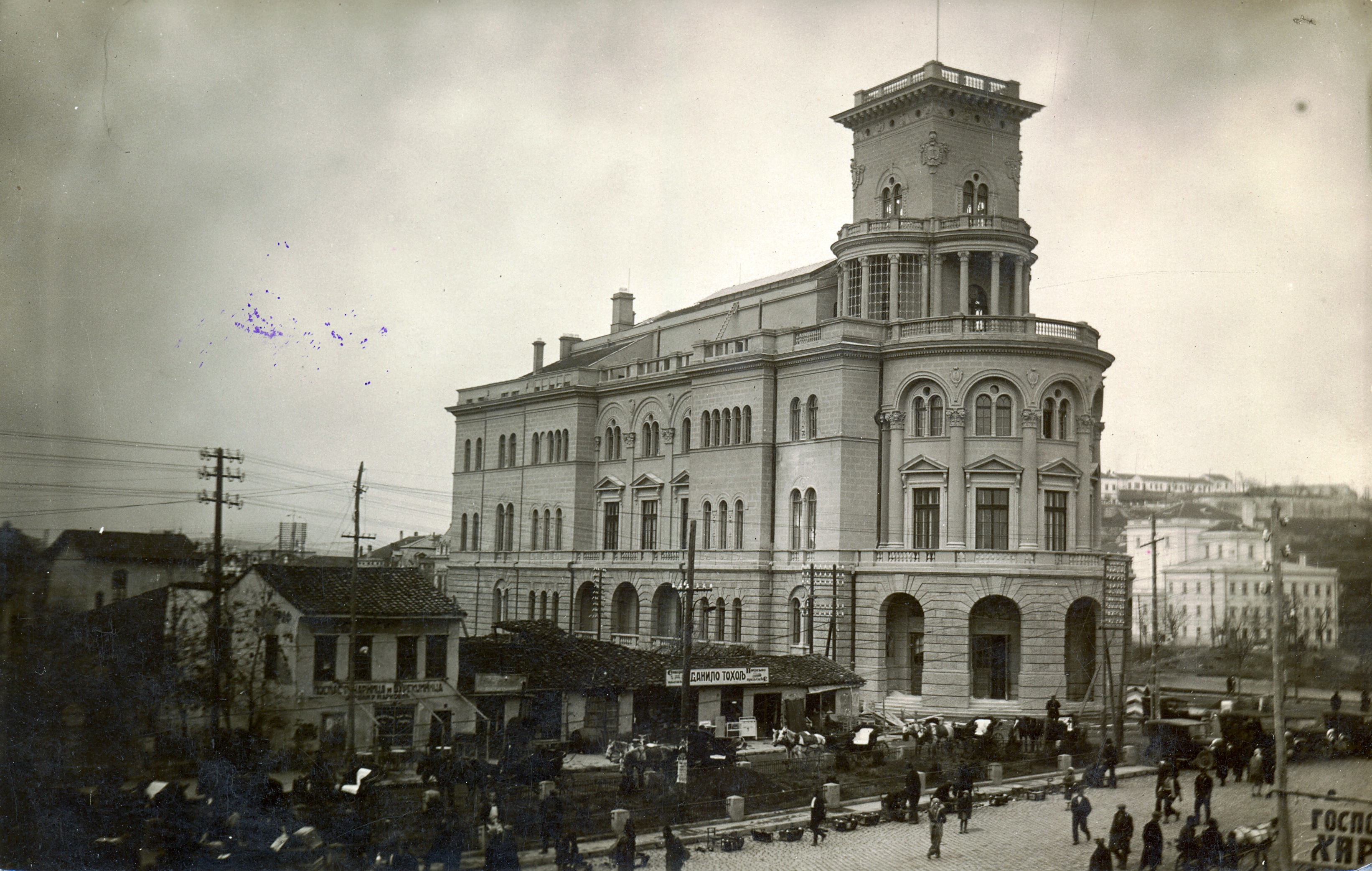
Pohled na centrum Skopje ve 30. letech 20. století

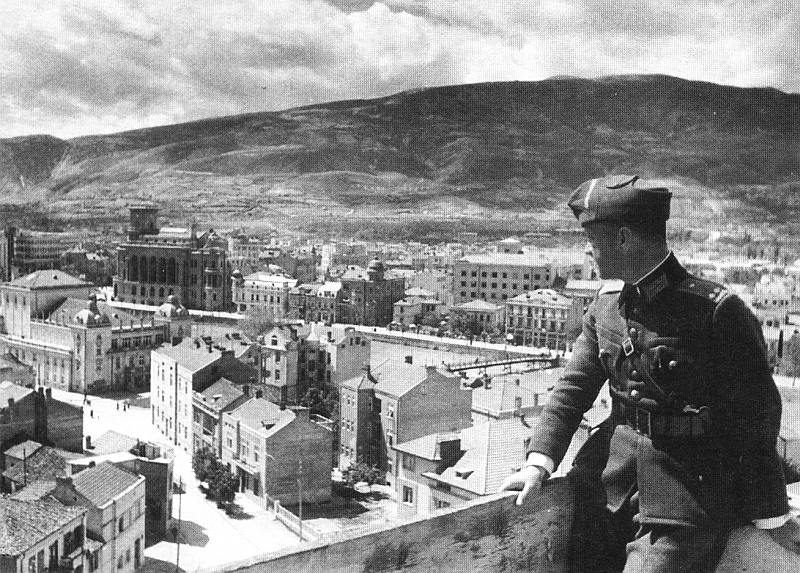
Bulharský důstojník při pohledu na centrum Skopje, duben 1941

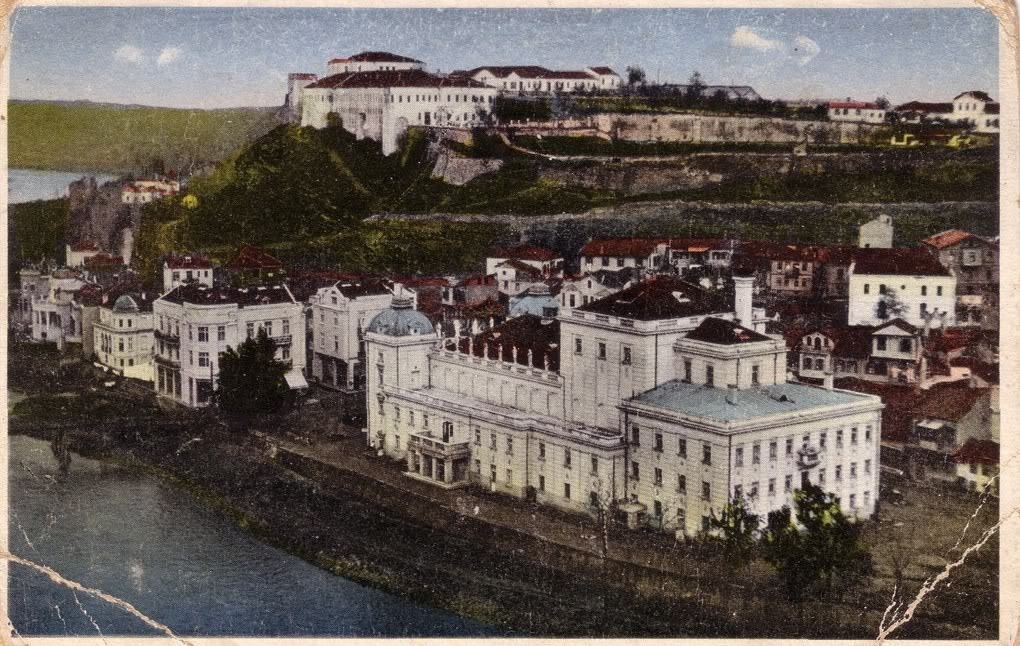
Národní divadlo a pevnost kolem roku 1920

Na základě spojenectví uzavřeného v roce 1912 vyhlásily Bulharsko, Řecko a Srbsko válku Osmanské říši. Jejich cílem bylo definitivně vyhnat Osmanskou říši z Evropy. První balkánská válka začala 8. října 1912 a trvala šest týdnů. Srbové dospěli do Skopje 26. října. Osmanská vojska opustila město den předtím. Během konfliktu četnici, srbské nepravidelné jednotky, srovnali se zemí albánskou část Skopje a zabili mnoho albánských obyvatel města. Srbská anexe vedla k exodu 725 muslimských rodin, které město opustily 27. ledna 1913. Téhož roku srbské úřady odhadly počet obyvatel města na 37 000.
V roce 1915, během první světové války, byla srbská Makedonie napadena Bulharskem, které 22. října 1915 obsadilo Skopji. Srbsku, spojenci Trojspolku, pomáhaly Francie, Británie, Řecko a Itálie, které tvořily makedonskou frontu. Po velké spojenecké ofenzivě v roce 1918 dosáhla francouzská východní armáda (Armée française d'Orient) 29. září Skopji a město překvapivě obsadila. Po skončení světové války se Vardarská Makedonie stala součástí nového Království Srbů, Chorvatů a Slovinců, které se v roce 1929 stalo Jugoslávií. Vládnoucí třída převážně cizího srbského etnika získala kontrolu a zavedla rozsáhlé represe. Byla prováděna politika de-bulharizace a asimilace. V té době se část mladých místních obyvatel, utlačovaných Srby, snažila najít samostatnou cestu etnického makedonského vývoje. V roce 1931 byla Skopje v rámci formální decentralizace země jmenována hlavním městem Vardarské bánoviny. Až do druhé světové války zaznamenávala Skopje silný hospodářský růst a počet obyvatel se zvyšoval. V roce 1921 mělo město 41 066 obyvatel, v roce 1931 64 807 obyvatel a v roce 1941 80 000 obyvatel. Přestože se nacházelo v zaostalém regionu, přitahovalo bohaté Srby, kteří zde otevírali podniky a přispívali k modernizaci města. V roce 1941 měla Skopje 45 továren, což byla polovina průmyslu v celé socialistické Makedonii.
V roce 1941, během druhé světové války, byla Jugoslávie napadena nacistickým Německem. Němci obsadili Skopji 8. dubna a 22. dubna 1941 ji přenechali svým bulharským spojencům. Aby zajistily bulharizaci společnosti, úřady uzavřely srbské školy a kostely a otevřely nové školy a vysokou školu, Univerzitu krále Borise. Všech 4 000 skopských Židů bylo v roce 1943 deportováno do Treblinky, kde téměř všichni zemřeli. Po vyhlášení „Lidové republiky Makedonie“ Antifašistickým shromážděním pro národní osvobození Makedonie 2. srpna 1944 zahájily místní partyzánské oddíly rozsáhlou bojovou činnost.
Skopje byla osvobozeno 13. listopadu 1944 jednotkami Bulharské lidové armády (Bulharsko přešlo v září na stranu Spojenců) za pomoci jugoslávských partyzánů Makedonské národně osvobozenecké armády.
Po druhé světové válce Skopji prospěla politika socialistické Jugoslávie, která podporovala průmysl a rozvoj makedonských kulturních institucí. Ve Skopji tak vznikla národní knihovna, národní filharmonie, univerzita a Makedonská akademie. Její poválečný vývoj však změnilo zemětřesení z 26. července 1963. Ačkoli bylo relativně slabé, způsobilo ve městě obrovské škody a lze ho přirovnat k zemětřesení v Agadiru v roce 1960. Při katastrofě zahynulo 1070 lidí a dalších 3300 bylo zraněno. V troskách bylo zaživa pohřbeno 16 000 lidí a 70 % obyvatel přišlo o střechu nad hlavou. Zničeno bylo mnoho vzdělávacích zařízení, továren a historických budov.

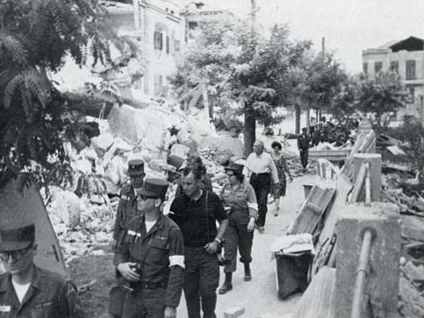
Američtí vojáci ve Skopje po zemětřesení v roce 1963

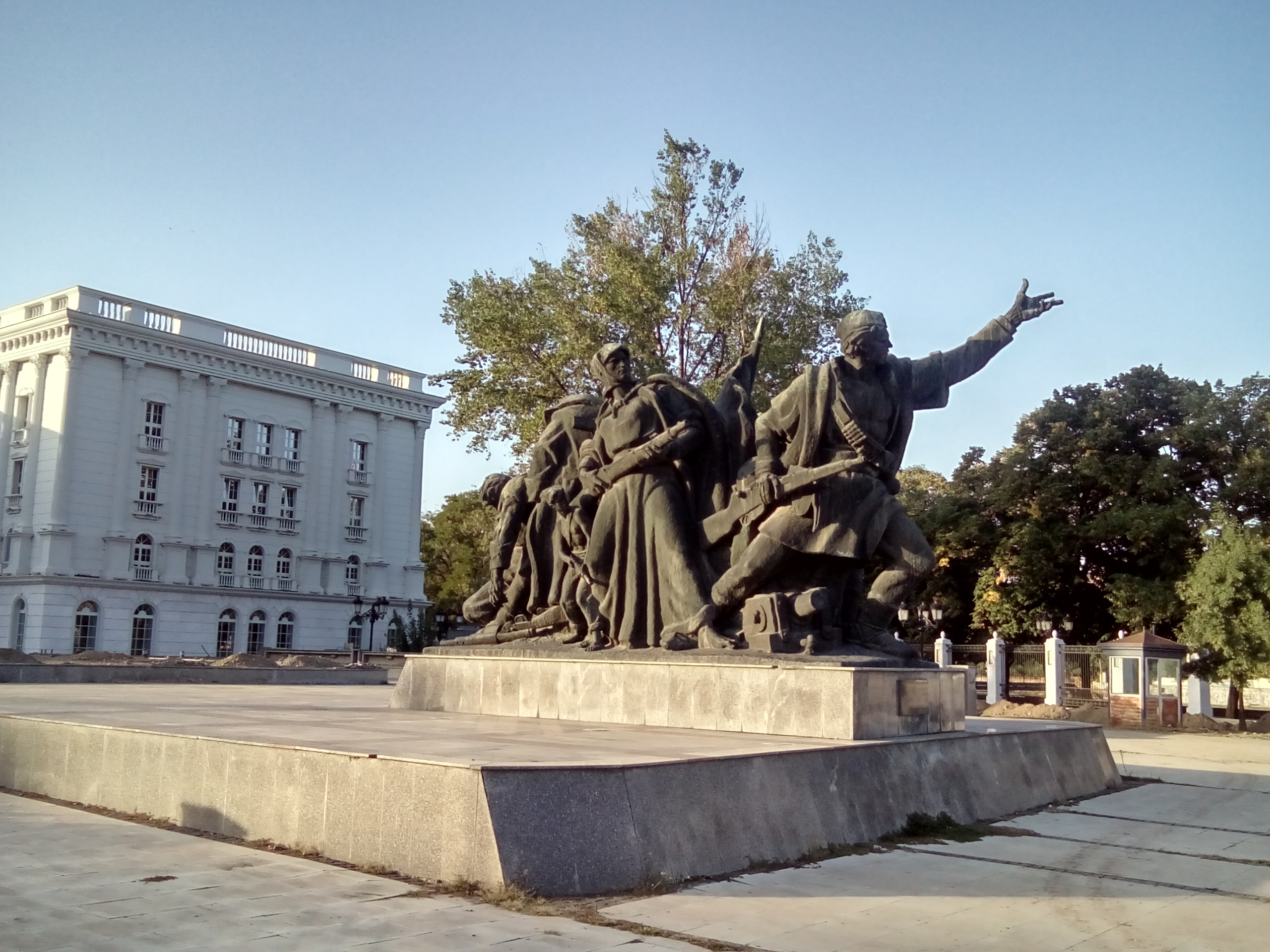
Pomník makedonským partyzánům – osvoboditelům Skopje vedle budovy vlády

Rekonstrukce po zemětřesení byla rychlá. Měla silný psychologický dopad na obyvatelstvo, protože sousedství byla rozdělena a lidé byli přestěhováni do nových domů a budov, kde se neznali. Na rekonstrukci se podílelo mnoho Albánců, někteří z Kosova. Rekonstrukce byla dokončena do roku 1980, i když mnoho plánovaných budov nebylo postaveno, protože byly vyčerpány finanční prostředky. Krajina Skopje se drasticky změnila a město ovládla modernistická architektura. Demografický růst byl po roce 1963 velmi silný a v roce 1981 měla Skopje 408 100 obyvatel. Po roce 1963 se do Skopje stěhovala venkovská mládež, která se zapojila do procesu obnovy, což vedlo k velkému nárůstu městského makedonského obyvatelstva. Ve Skopji se také zvýšil počet albánských obyvatel, protože do města se přistěhovali lidé ze severních vesnic a další přišli z Kosova, aby poskytli pracovní sílu pro rekonstrukci, nebo utekli před zhoršující se politickou situací, zejména v 90. letech 20. století. V osmdesátých a devadesátých letech však zemi postihla inflace a recese a místní ekonomika silně utrpěla. Situace se zlepšila v průběhu prvního desetiletí 21. století díky novým investicím. Bylo obnoveno mnoho památek a projekt Skopje 2014 oživil vzhled centra města.

## Obyvatelstvo

### Demografie
Podle výsledků posledního platného sčítání lidu z roku 2021 mělo samotné město Skopje 422 540 obyvatel ve své městské části a 526 502 obyvatel v administrativních hranicích, které zahrnují mnoho vesnic a dalších sídel, včetně Dračeva, Bardovců, Kondova, Radišani, Gorno Nerezi atd. Spádová oblast dojíždění za prací pokrývá velkou část země, včetně Velesu, Kumanova a Tetova, a celkem má více než milion obyvatel.
Ve Skopji žije zhruba čtvrtina obyvatel Severní Makedonie. Druhá nejlidnatější opština Kumanovo měla v roce 2021 celkem 113 000 obyvatel.
Před osmansko-habsburskými válkami a velkým požárem v roce 1698 patřila Skopje k největším městům na Balkáně, počet obyvatel se odhaduje na 30 až 60 tisíc. Po požáru zažilo dlouhé období úpadku a v roce 1836 mělo pouze 10 000 obyvatel. Po roce 1850 však počet obyvatel začal opět stoupat a v roce 1905 dosáhl 32 000 obyvatel. Ve 20. století byla Skopje jedním z nejrychleji rostoucích měst v Jugoslávii a v roce 1971 měla 448 200 obyvatel. Od té doby demografický růst pokračuje.

### Etnické skupiny
|                                                                | 2002    | 2002 | 2021    | 2021 |
| skupiny                                                        | Počet   | %    | Počet   | %    |
| -------------------------------------------------------------- | ------- | ---- | ------- | ---- |
| Makedonci                                                      | 506 926 | 66,7 | 309 107 | 58,7 |
| Albánci                                                        | 338 358 | 20,4 | 120 293 | 22,9 |
| Romové                                                         | 23 475  | 4,6  | 18 498  | 3,5  |
| Srbové                                                         | 14 298  | 2,8  | 9 478   | 1,8  |
| Turci                                                          | 8 595   | 1,7  | 8,524   | 1,6  |
| Bosňáci                                                        | 7 585   | 1,5  | 7 365   | 1,5  |
| Arumuni                                                        | 2 557   | 0,5  | 2 778   | 0,5  |
| ostatní                                                        | 8 167   | 1,6  | 6 284   | 1,2  |
| Osoby, o nichž jsou údaje získávány z administrativních zdrojů | --      | --   | 44 175  | 8,4  |
| celkem                                                         | 506 926 | 100  | 526 502 | 100  |

Jednotlivé části města podle převažující etnické skupiny

Skopje, stejně jako celá Severní Makedonie, se vyznačuje velkou etnickou rozmanitostí. Město leží v oblasti, kde se setkávají Makedonci a Albánci, a v průběhu své historie přijímalo Romy, Turky, Židy a Srby. Skopje byla převážně muslimským městem až do 19. století, kdy se zde začalo usazovat velké množství křesťanů. Podle sčítání lidu z roku 2021 byli Makedonci nejpočetnější etnickou skupinou ve Skopje, žilo jich zde 309 107, což představuje 58,7 % obyvatelstva. Následovali Albánci se 120 293 obyvateli (22,9 %), Romové s 18 498 obyvateli (3,5 %), Srbové (9 478 obyvatel), Turci (8 524), Bosňáci (7 365) a Arumuni (známí také jako „Valaši“, 2 778). Ostatních bylo 6 284 osob, dalších 44 175 bylo osob, o nichž jsou údaje získávány z administrativních zdrojů.
Makedonci tvoří drtivou většinu obyvatelstva v opštinách Aerodrom, Centar, Gjorče Petrov, Karpoš a Kisela Voda, které leží jižně od Vardaru. Většinu tvoří také v opštinách Butel a Gazi Baba, které leží severně od řeky. Albánci tvoří většinu v Čairu, který zhruba odpovídá Starému bazaru, a v Saraji. V Butelu a Gazi Babě tvoří početnou menšinu. V Šuto Orizari na severním okraji města žijí převážně Romové, následování Albánci. Pokud etnická menšina tvoří alespoň 20 % obyvatel obce, může se její jazyk stát úředním na místní úrovni. V Čairu a Saraji se tedy ve školách a na úřadech používá albánština, v Šuto Orizari romština. Posledně jmenovaná obec je jedinou obcí na světě, kde je romština úředním jazykem.
Vztahy mezi dvěma největšími skupinami, Makedonci a Albánci, jsou někdy složité, stejně jako ve zbytku země. Každá skupina se navzájem toleruje, ale mají tendenci se sobě vyhýbat a žijí v něčem, co se může jevit jako dva paralelní světy. Jak Makedonci, tak Albánci se považují za původní obyvatele Skopje a ti druhé za nově příchozí. Romská menšina je podle svého pohledu velmi znevýhodněná. Její přesná velikost není známa, protože mnoho makedonských Romů se hlásí k jiným etnickým skupinám nebo se prostě vyhýbá sčítání lidu. I když jsou však oficiální údaje podhodnocené, Skopje je městem s největší romskou populací na světě.

### Náboženství

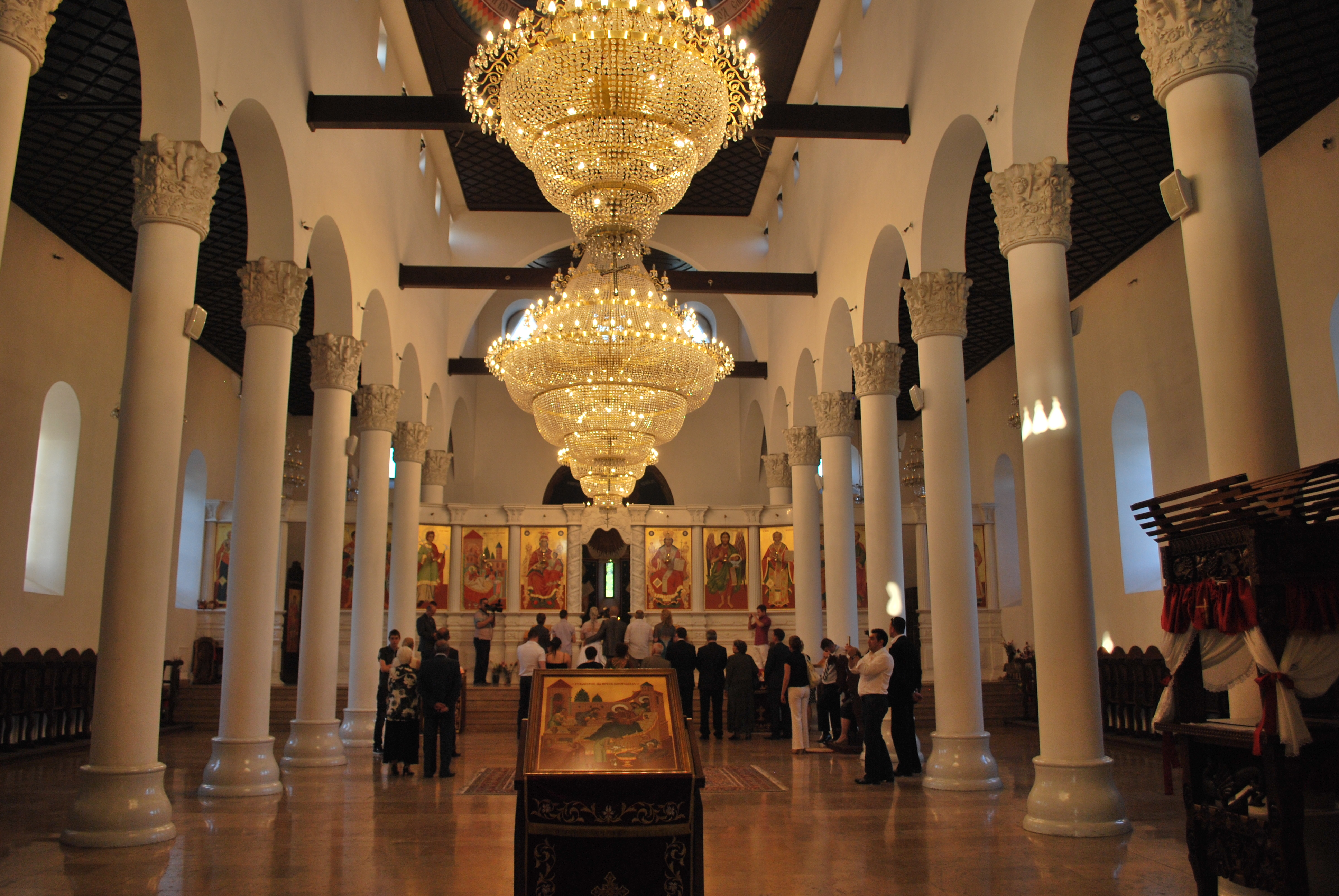
Kostel Narození Panny Marie

Náboženská příslušnost je různorodá: Makedonci, Srbové a Aromuni jsou převážně pravoslavní, většina z nich se hlásí k Makedonské pravoslavné církvi; Turci jsou téměř výhradně muslimové; Albánci jsou převážně muslimové, i když ve Skopji žije také početná římskokatolická albánská menšina, v níž se narodila Matka Tereza; Romové představují směs (téměř ve stejném počtu) muslimského a pravoslavného náboženského dědictví.
Podle sčítání lidu z roku 2002 (poslední, které uvádí tyto údaje podle obcí) se 68,5 % obyvatel Skopje hlásilo k východní pravoslavné církvi, zatímco 28,6 % k islámu. Ve městě žila také katolická (0,5 %) a protestantská (0,04 %) menšina. Katolíkům slouží latinské biskupství ve Skopji, kterému přísluší také Byzantský katolický apoštolský exarchát Makedonie.
Až do druhé světové války žila ve Skopji významná židovská menšina, která pocházela především ze španělských Sefardů, kteří unikli inkvizici. V roce 1939 čítala komunita 2 424 členů (což představovalo asi 3 % obyvatel města), většina z nich však byla deportována a zabita nacisty. Po válce se většina přeživších usadila v Izraeli. Dnes má město asi 200 židovských obyvatel (asi 0,04 % obyvatelstva).
Vzhledem k 520 let staré osmanské minulosti a skutečnosti, že mnoho dnešních obyvatel jsou muslimové, má Skopje více mešit než kostelů. Náboženské komunity si často stěžují na nedostatek infrastruktury a často se staví nové modlitebny. Skopje je sídlem mnoha makedonských náboženských organizací, například Makedonské pravoslavné církve a Islámského náboženského svazu Makedonie. Nachází se zde pravoslavná katedrála a seminář, několik medres, římskokatolická katedrála a synagoga.

### Zdravotnictví

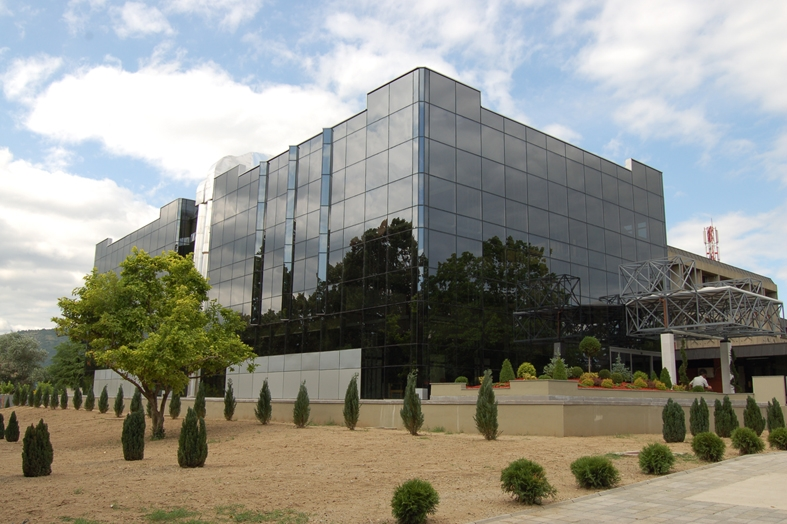
Národní a univerzitní knihovna svatého Klimenta Ochridského

Ve Skopji je několik státních i soukromých nemocnic a specializovaných zdravotnických zařízení, například nemocnice Filipa II, psychiatrická nemocnice, dvě porodnice, gerontologická nemocnice a ústavy pro respirační a oční choroby. V roce 2019 připadal ve Skopji jeden lékař na 212 obyvatele, což je více než celostátní poměr (jeden lékař na 321 obyvatele). Poměr lékařů specialistů byl také vyšší než ve zbytku země. Poměr nemocničních lůžek, lékárníků a zubařů byl však ve Skopji nižší. Obyvatelé Skopje se těší lepší zdravotní úrovni než ostatní Makedonci. V roce 2019 byla úmrtnost ve Skopji na úrovni 9,7 ‰ a na celostátní úrovni 9,8 ‰. Kojenecká úmrtnost byla ve Skopji 6,1 ‰ a v celé Severní Makedonii 5,6 ‰.

### Vzdělání
Obyvatelé Skopje jsou obecně vzdělanější než zbytek země. Například 16 % Skopjanů vystudovalo vysokou školu na rozdíl od 10 % ve zbytku země. Počet lidí s úplným nedostatkem vzdělání nebo těch, kteří získali částečné vzdělání, je ve Skopji nižší a činí 9 % ve srovnání s provinčním průměrem 17 %. Celkem 80 % makedonských občanů s titulem Ph.D. má bydliště ve Skopji.
Ve Skopji je 23 středních škol; 13 z nich fungují jako všeobecná gymnázia. Ve městě sídlí také několik vysokých škol, z nichž nejvýznamnější je Univerzita svatých Cyrila a Metoděje Skopje, založená v roce 1949. Univerzita má 23 fakult, 10 výzkumných center, a navštěvuje ji přibližně 30 000 studentů (rok 2022). Po vyhlášení nezávislosti země v roce 1991 vzniklo několik soukromých vysokých škol. Největšími soukromými univerzitami ve Skopji jsou Evropská univerzita se 7 fakultami a Univerzita FON (Американски универзитет на Европа-ФОН) s 8 fakultami.
| Rok  | Makedonci | Albánci | Turci | Romové | Vlachové | Srbové | Bosňáci | Ostatní | Celkem |
| ---- | --------- | ------- | ----- | ------ | -------- | ------ | ------- | ------- | ------ |
| 1948 | 51819     | 5209    | 13928 | 5796   | 665      | 5872   |         | 4365    | 87654  |
| 1953 | 74486     | 3166    | 22562 | 7829   | 438      | 8650   |         | 5012    | 122143 |
| 1961 | 109709    | 11151   |       | 10135  |          | 12550  |         | 21984   | 165529 |
| 1971 | 215578    | 28705   |       | 16164  |          | 17422  |         | 35111   | 312980 |
| 1981 | 281796    | 46880   | 13534 | 22947  | 1247     | 18021  |         | 23718   | 411143 |
| 1991 | 308616    | 11899   | 8900  | 24201  | 1741     | 17172  |         | 23234   | 395763 |
| 1994 | 309683    | 59728   | 9201  | 19800  | 2096     | 15771  |         | 13684   | 429964 |
| 2002 | 332778    | 71483   | 8549  | 23202  | 2546     | 14251  | 6465    | 7983    | 467257 |

## Veřejná správa a politika

### Stav

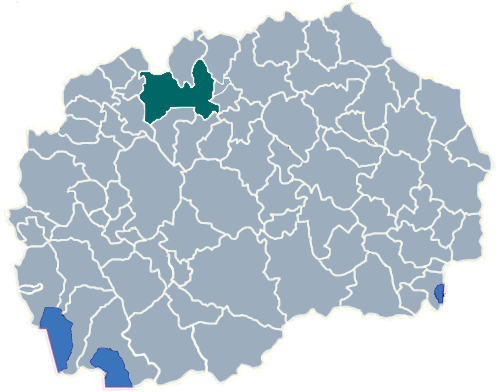
Velké Skopje mezi obcemi Severní Makedonie

Jako hlavní a největší město Severní Makedonie má Skopje zvláštní postavení dané zákonem. Poslední revize jejího statusu byla provedena v roce 2004. Od té doby je město Skopje rozděleno na 10 opštin, které mají stejně jako všechny obce v zemi zastupitelstvo a starostu. Obce se zabývají pouze záležitostmi specifickými pro jejich území a město Skopje se zabývá záležitostmi, které se týkají všech obcí nebo které nelze rozdělit mezi dvě nebo více obcí.
Město Skopje je součástí statistického regionu Skopje, který nemá žádnou politickou ani správní moc.

### Vedení
Městské zastupitelstvo se skládá ze 45 členů, jejichž funkční období je čtyřleté. Zabývá se především rozpočtem, globální orientací a vztahy mezi městem a vládou. Existuje několik komisí, které se zabývají specifičtějšími tématy, jako je urbanismus, finance, životní prostředí místního rozvoje.
Po komunálních volbách v roce 2021 je složení městského zastupitelstva následující:
| Strana     | Místa | rozdělení mandátů po volbách 2021 |
| VMRO-DPMNE | 18    | rozdělení mandátů po volbách 2021 |
| SDSM       | 12    | rozdělení mandátů po volbách 2021 |
| DUI        | 5     | rozdělení mandátů po volbách 2021 |
| Levice     | 4     | rozdělení mandátů po volbách 2021 |
| LDP/DOM    | 2     | rozdělení mandátů po volbách 2021 |
| Zelení     | 2     | rozdělení mandátů po volbách 2021 |
| Celkem     | 45    | rozdělení mandátů po volbách 2021 |

Starosta je volen členy zastupitelstva. Od roku 2021 je starostkou nezávislá Danela Arsovska. Starosta Skopje je volen každé čtyři roky. Zastupuje město a může předkládat návrhy zastupitelstvu, řídí správní orgány a jejich úředníky.

### Opštiny
Skopje byla poprvé rozdělena na správní jednotky v roce 1945, ale první opštiny vznikly až v roce 1976. Bylo jich pět: Centar, Čair, Karpoš, Gazi Baba a Kisela Voda. Po vyhlášení nezávislosti Republiky Makedonie byla moc centralizována a opštiny ztratily velkou část svých pravomocí. Zákon z roku 1996 je obnovil a vytvořil dvě nové opštiny: Gjorče Petrov a Šuto Orizari. Po povstání mezi albánskými povstalci a makedonskými silami v roce 2001 byl v roce 2004 přijat nový zákon o začlenění opštiny Saraj do města Skopje. Saraj je obydlena převážně Albánci a od té doby představují Albánci více než 20 % obyvatel města. Albánština se tak stala druhým úředním jazykem městské správy, což byl jeden z požadavků albánských povstalců. V témže roce se opština Aerodrom oddělila od opštiny Kisela Voda a opština Butel od opštiny Čair.
Opštiny spravuje 23členné zastupitelstvo volené každé čtyři roky. Mají také starostu a několik odborů (školství, kultura, finance...). Tyto odbory řídí především starosta.
| \| Název \| Plocha (km2)[21] \| Počet obyvatel 2002[5] \| Počet obyvatel odhad 2011[155][156] \| \| ------------- \| ---------------- \| ---------------------- \| ----------------------------------- \| \| Aerodrom \| 20 \| 72 009 \| – \| \| Butel \| 54,79 \| 36 144 \| – \| \| Centar \| 7,52 \| 45 412 \| – \| \| Čair \| 3,52 \| 64 773 \| – \| \| Gazi Baba \| 110,86 \| 72 617 \| 75 893 \| \| Gjorče Petrov \| 66,93 \| 41 634 \| 41 915 \| \| Karpoš \| 35,21 \| 59 666 \| 60 363 \| \| Kisela Voda \| 34,24 \| 57 236 \| – \| \| Saraj \| 229,06 \| 35 408 \| 38 884 \| \| Šuto Orizari \| 7,48 \| 22 017 \| – \| \| Město Skopje \| 571,46 \| 506 926 \| 533 847 \| | schematická mapa městských opštin | 1. Centar (Центар) 2. Gazi Baba (Гази Баба) 3. Aerodrom (Аеродром) 4. Čair (Чаир) 5. Kisela Voda (Кисела Вода) 6. Butel (Бутел) 7. Šuto Orizari (Шуто Оризари) 8. Karpoš (Карпош) 9. Gjorče Petrov (Ѓорче Петров) 10. Saraj (Сарај) |                           |
| Název | Plocha (km2)                      | Počet obyvatel 2002 | Počet obyvatel odhad 2011 |
| Aerodrom | 20                                | 72 009 | –                         |
| Butel | 54,79                             | 36 144 | –                         |
| Centar | 7,52                              | 45 412 | –                         |
| Čair | 3,52                              | 64 773 | –                         |
| Gazi Baba | 110,86                            | 72 617 | 75 893                    |
| Gjorče Petrov | 66,93                             | 41 634 | 41 915                    |
| Karpoš | 35,21                             | 59 666 | 60 363                    |
| Kisela Voda | 34,24                             | 57 236 | –                         |
| Saraj | 229,06                            | 35 408 | 38 884                    |
| Šuto Orizari | 7,48                              | 22 017 | –                         |
| Město Skopje | 571,46                            | 506 926 | 533 847                   |

### Vlajka a znak

Znak Skopje

Vlajka Skopje je červený prapor v poměru 1:2 se zlatým znakem města umístěným v levém horním rohu. Je buď svislá, nebo vodorovná, ale jako první se začala používat svislá verze.
Znak města byl přijat v 50. letech 20. století. Je na něm zobrazen Kamenný most s řekou Vardar, pevnost Kale a zasněžené vrcholky Šar planiny.

### Soudnictví a bezpečnost

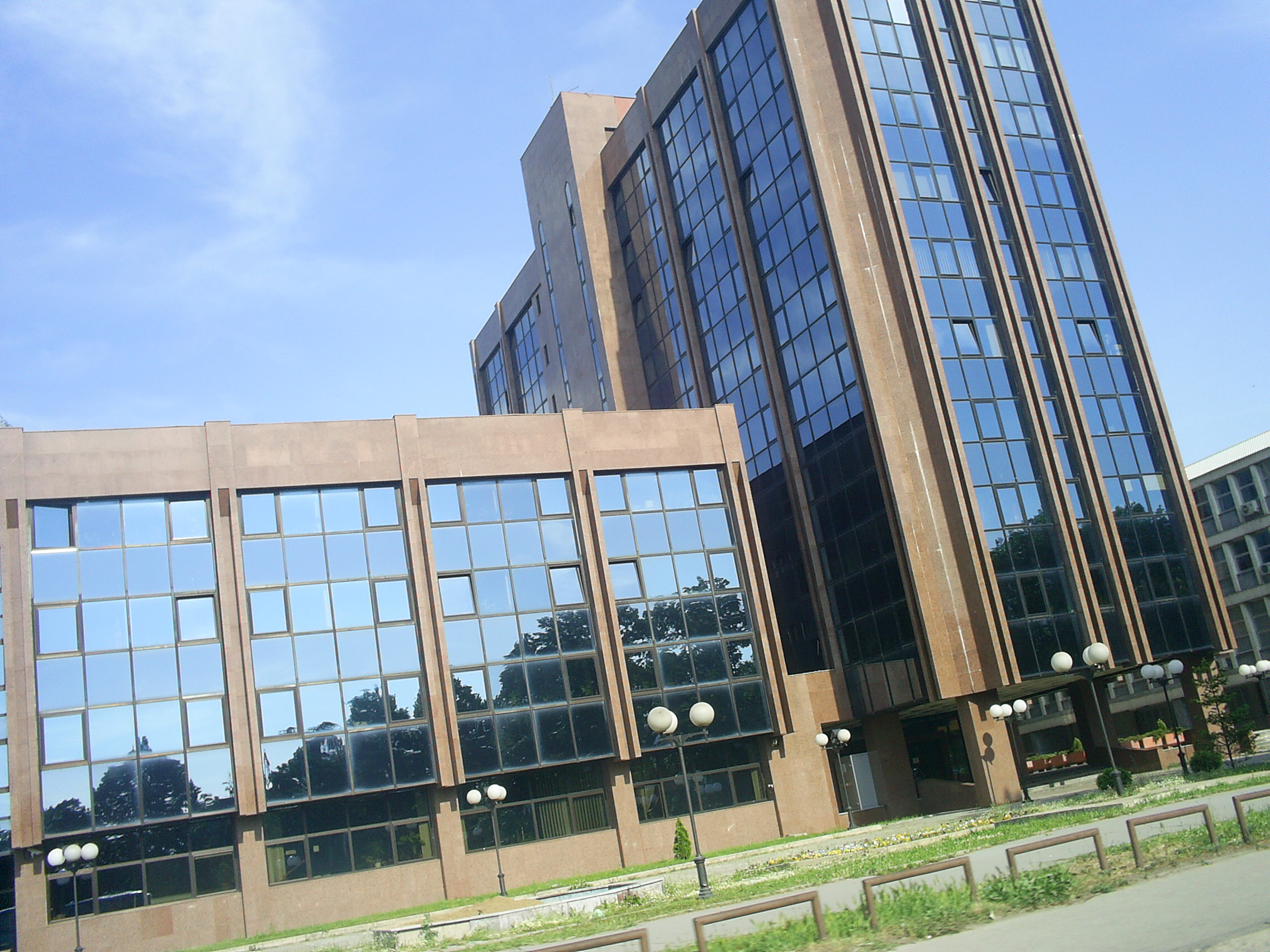
Nejvyšší soud

Ve Skopji jsou dva soudy prvního stupně, z nichž jeden je příslušný pouze pro město Skopje, zatímco druhý je příslušný i pro sousední obce Čučer-Sandevo, Sopište, Studeničani, Zelenikovo, Petrovec, Ilinden a Aračinovo. Ve městě působí také odvolací soud, správní soud a Nejvyšší soud. Ten je soudem poslední instance a neměl by být zaměňován s Ústavním soudem Republiky Severní Makedonie, který je odpovědný za zajištění souladu zákonů s ústavou. Skopje má dvě věznice, jedna se nachází na severu města v Šuto Orizari, druhá ve vesnici Idrizovo v obci Gazi Baba. První z nich pojme 634 vězňů a druhá je největší v Makedonii, pojme 1510 vězňů, má i oddělení pro ženy.
Mezi hlavní problémy města patří korupce, zejména na katastru nemovitostí a na stavebním trhu, a výskyt mnoha kapsářů, zejména v centru města. Kapsáři někdy využívají děti, aby se vyhnuli dohledu svých obětí, a někteří kapsáři jsou nezletilí. Míra kriminality v Makedonii je kvůli chudobě a korupci velmi vysoká.
Město má také problém s toulavými psy. Je jich údajně 25 000 až 32 000 a někdy se stávají nebezpečnými, zejména v létě, kdy nemohou najít vodu k pití. Jejich přítomnost ve skupinách v parcích a ulicích často odrazuje chodce, zejména děti a starší lidi. Jejich počet je obtížné odhadnout, protože se často pohybují mezi městem a okolními vesnicemi. Pro řešení tohoto problému město provozuje program na jejich odchytu a zabavení; v roce 2010 bylo odchyceno 3400 psů a 700 jich bylo utraceno. Tento program a podmínky, v nichž jsou psi drženi, však kritizují organizace na ochranu zvířat.

## Hospodářství

### Ekonomický význam

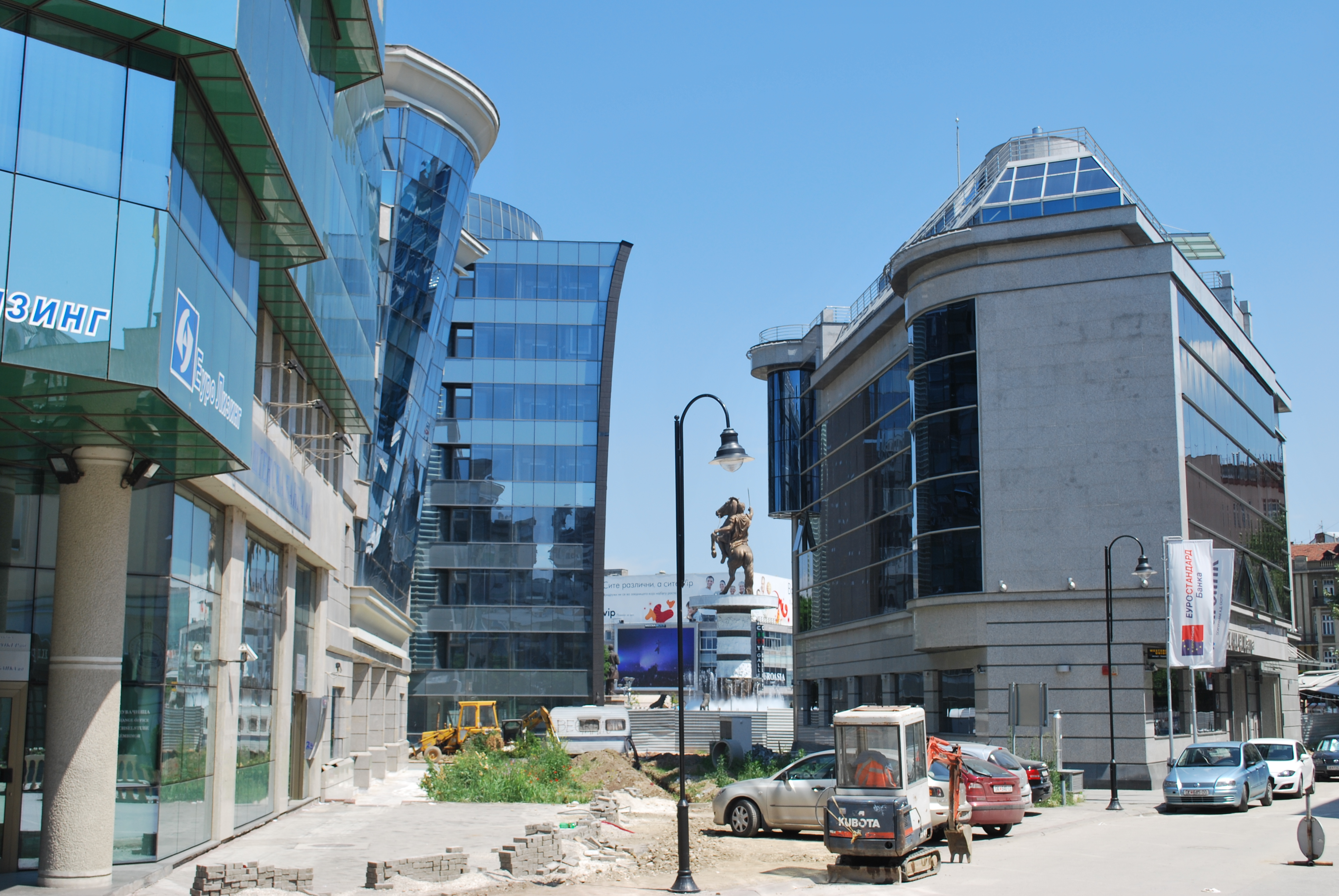
Menší obchodní čtvrť

Skopje je na evropské úrovni středně velkým městem. Jako hlavní a největší město Severní Makedonie soustřeďuje Skopje velký podíl národního hospodářství. Statistický region Skopje, který zahrnuje město Skopje a některé sousední obce, vytváří 43 % hrubého domácího produktu (HDP) Severní Makedonie (číslo za rok 2020). Regionální HDP na obyvatele je na úrovni 142 % severomakedonského HDP na obyvatele, asi (za rok 2020). Tato hodnota je však nižší než v sousední Sofii (10 106 USD), Sarajevu (10 048 USD) nebo Bělehradě (7 983 USD), ale vyšší než v Tiraně (4 126 USD).
Vzhledem k tomu, že v zemi neexistují jiná velká města, a kvůli politické a ekonomické centralizaci pracuje v hlavním městě velké množství Makedonců žijících mimo Skopji. Dynamika města také podporuje odliv obyvatel z venkova, a to nejen ze Severní Makedonie, ale také z Kosova, Albánie a jižního Srbska.

### Společnosti a činnosti

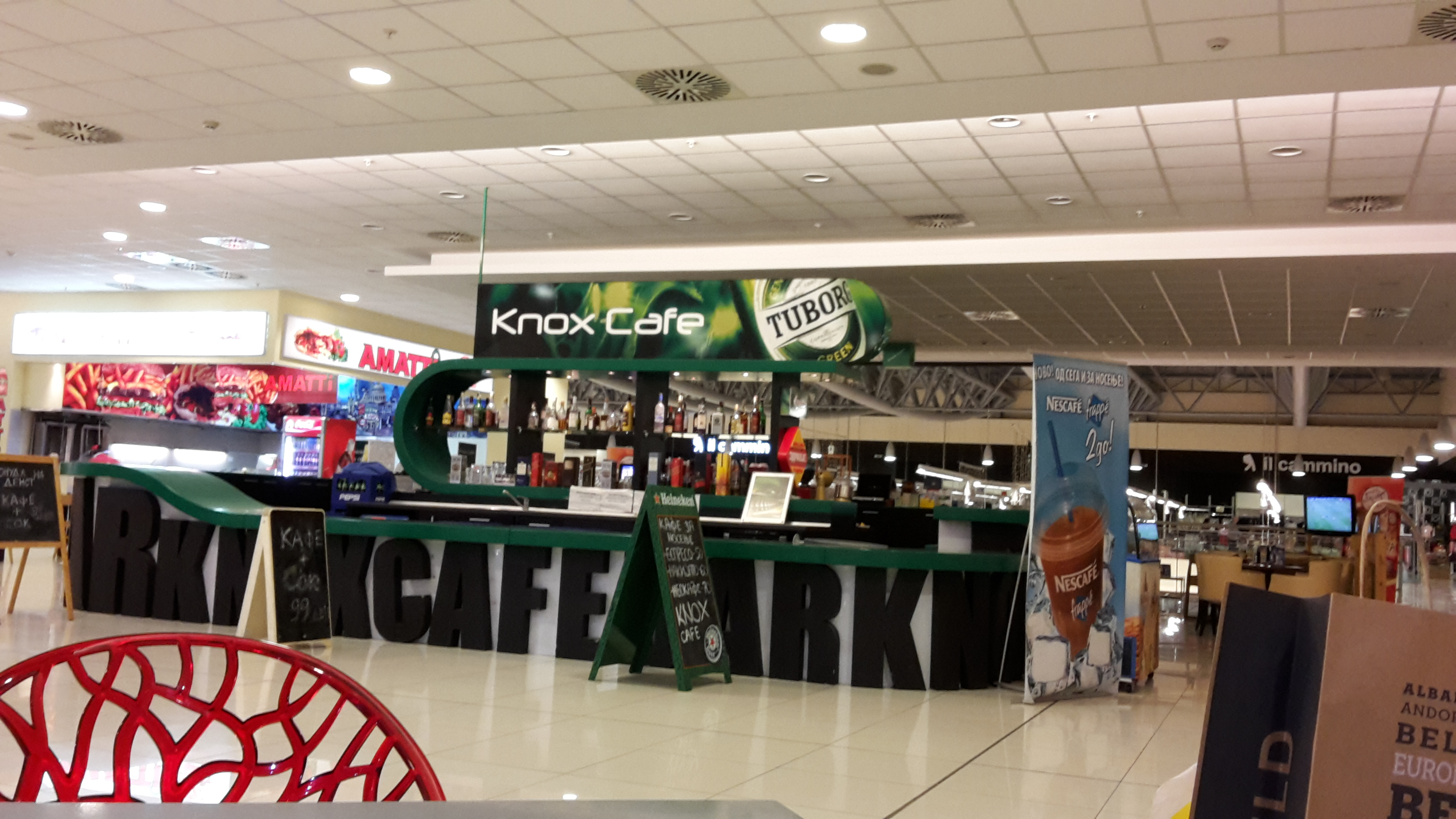
Obchodní centrum ve Skopje

V roce 2009 bylo ve Skopji 26 056 firem, ale pouze 145 z nich bylo velkých. Velká většina z nich je buď malých (12 017), nebo velmi malých (13 625). Velký podíl firem se zabývá obchodem se zbožím (9758), 3839 se specializuje na obchod a nemovitosti a 2849 jsou výrobci. Přestože je jich málo, velké firmy se na místní produkci mimo finančnictví podílejí 51 %.

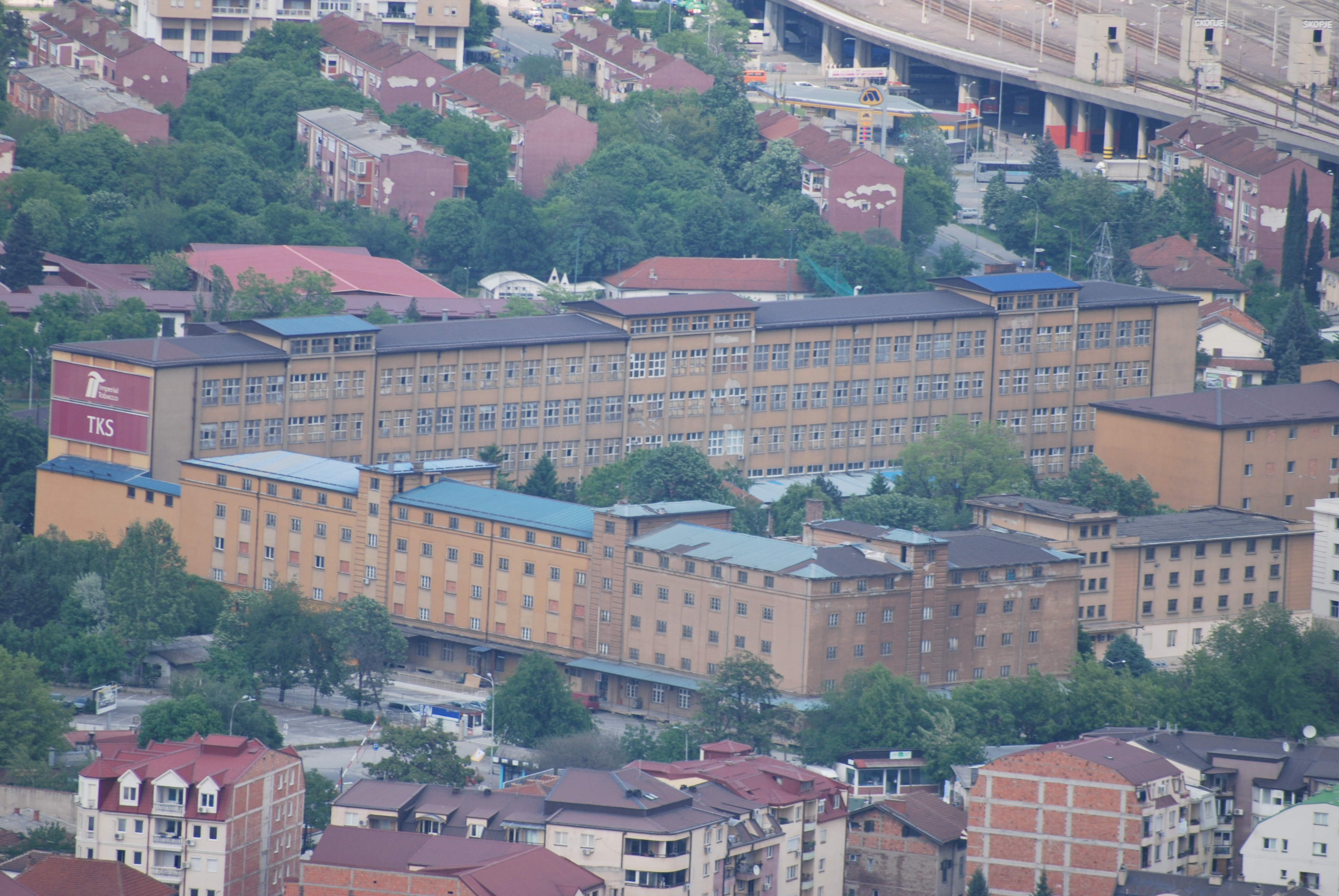
Tabáková továrna Imperial Tobacco

Průmyslu města dominuje potravinářství, textilní průmysl, polygrafie a zpracování kovů. V roce 2012 tvořil 30 % HDP města. Většina průmyslových oblastí se nachází v opštině Gazi Baba, na hlavních trasách a železničních tratích do Bělehradu a Soluně. Za zmínku stojí ocelárny ArcelorMittal a Makstil a také skopský pivovar. Další zóny se nacházejí mezi Aerodromem a Kisela Vodou, podél železnice do Řecka. Do těchto zón patří Alkaloid Skopje (léčiva), Rade Končar (elektrické dodávky), Imperial Tobacco (tabák) a Ohis (hnojiva). Existují také dvě speciální ekonomické zóny, a to kolem letiště a rafinerie Okta. Ty přilákaly několik zahraničních společností, například Johnson Controls, Johnson Matthey a Van Hool.
Jako finanční hlavní město země je Skopje sídlem makedonské burzy cenných papírů, Národní banky a většiny severomakedonských bankovních, pojišťovacích a telekomunikačních společností, například Makedonski Telekom, Komercijalna banka Skopje a Stopanska Banka. Sektor služeb vytváří 60 % HDP města.

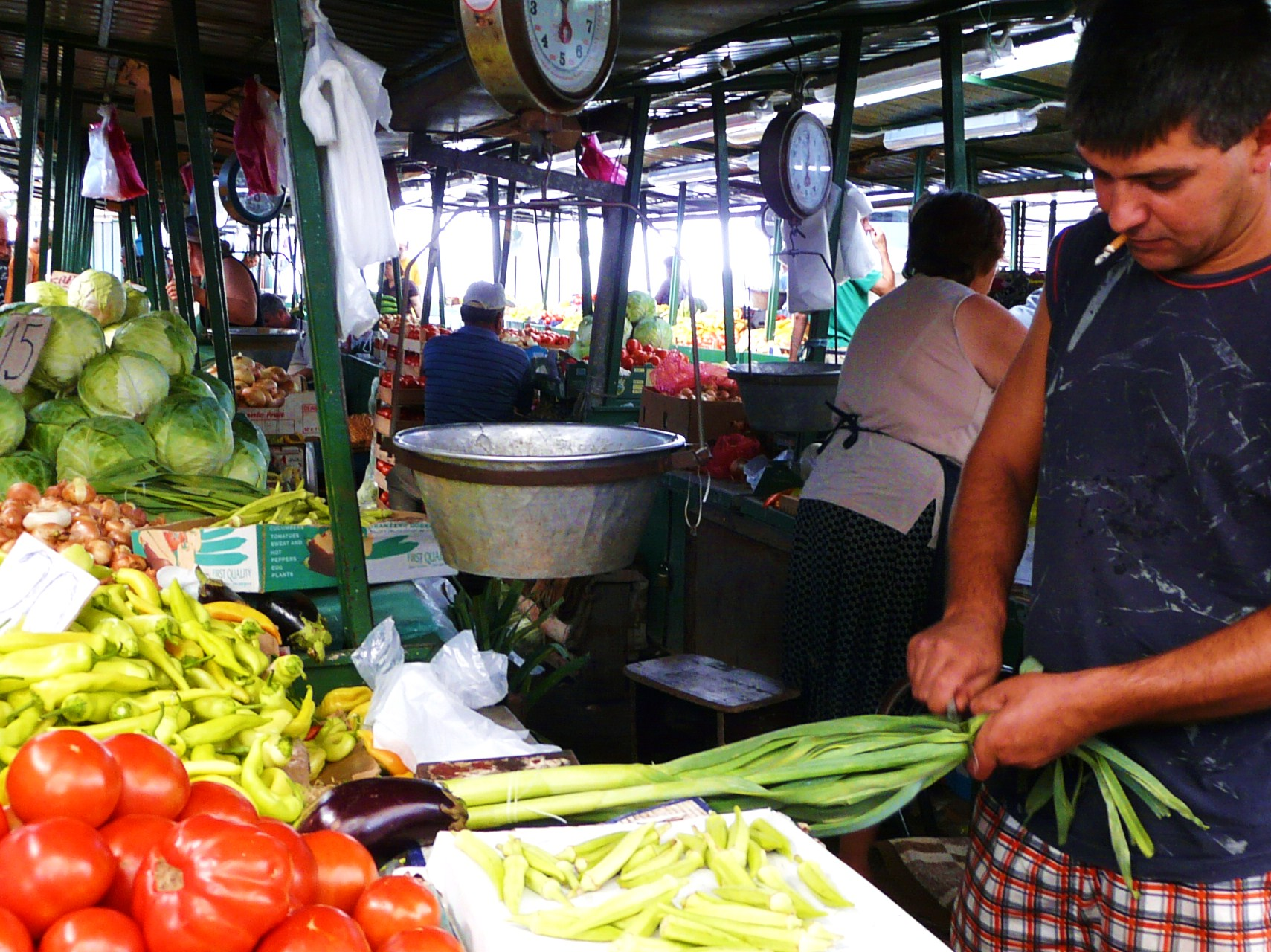
Zelen Pazar („zeleninový trh“)

Kromě mnoha malých tradičních obchodů má Skopje dva velké trhy, „Zelen Pazar“ (zelený trh) a „Bit Pazar“ (bleší trh). Oba jsou považovány za místní instituce. Od 70. let 20. století se však maloobchod do značné míry modernizoval a ve Skopji je nyní mnoho supermarketů a nákupních center. Největší z nich, Skopje City Mall, bylo otevřeno v roce 2012. Zahrnuje hypermarket Carrefour, 130 obchodů a kino a zaměstnává 2 000 lidí.

### Zaměstnanost
Celkem 51 % aktivních obyvatel Skopje je zaměstnáno v malých firmách. V sektoru služeb pracuje 52 % obyvatel, v průmyslu 34 % a zbytek je zaměstnán především v administrativě.
Míra nezaměstnanosti ve statistickém regionu Skopje v roce 2009 činila 27 %, což je o tři procentní body méně než v celostátním měřítku (30 %). Sousední Položský region měl podobnou míru, ale méně postiženým regionem byl Jihozápadní region s 22 %. Nezaměstnanost ve Skopji postihuje především muže, kteří představují 56 % uchazečů o zaměstnání, osoby ve věku 25 až 44 let (45 % uchazečů o zaměstnání) a osoby bez kvalifikace (43 %). Nezaměstnanost se týká také Romů, kteří představují 4,63 % obyvatel města, ale postihuje 70 % aktivního obyvatelstva v obci.
Průměrná čistá měsíční mzda ve Skopji činila v říjnu 2010 400 €, což představovalo 120 % celostátní hodnoty. Průměrná mzda ve Skopji byla tehdy nižší než v Sarajevu (522 €), Sofii (436 €) a Bělehradě (440 €).

### Turistika
Většina obyvatelstva je zaměstnána ve službách, jistý význam mezi nimi má i rostoucí sektor turistiky. Z hlediska atraktivity města pro zahraniční návštěvníky je Skopje jasným cílem jako hlavní město republiky, kde se nachází mezinárodní letiště a kam směřuje většina dopravních tahů. Konkuruje mu však Ochridské jezero, které je oblíbené jak v regionu, tak i v zahraničí.
Turistický potenciál Skopje se rozvíjel již v dobách existence Jugoslávie, byť městu konkurovalo mnohem atraktivnější pobřeží Jaderského moře a řada dalších lokalit. V roce 1984 Skopje navštívilo 130 000 zahraničních turistů.
V roce 2009 město navštívilo 110 000 turistů, o dva roky později to bylo již 130 tisíc lidí. Značnou propagaci pro město zajistil projekt Skopje 2014, v rámci něhož bylo přebudováno centrum metropole, zřízena nová muzea a mosty přes řeku Vardar. V roce 2013 hlavní město navštívilo více lidí než Ochrid. V roce 2014 bylo ve Skopje zaznamenáno 240 000 přenocování. Diskutabilní projekt přestavby středu města nakonec přinesl své ovoce co do růstu počtu turistů, neboť v roce 2017 zaznamenalo město meziroční nárůst počtu návštěvníků ve výši 16,6 %.

## Doprava

### Hlavní propojení

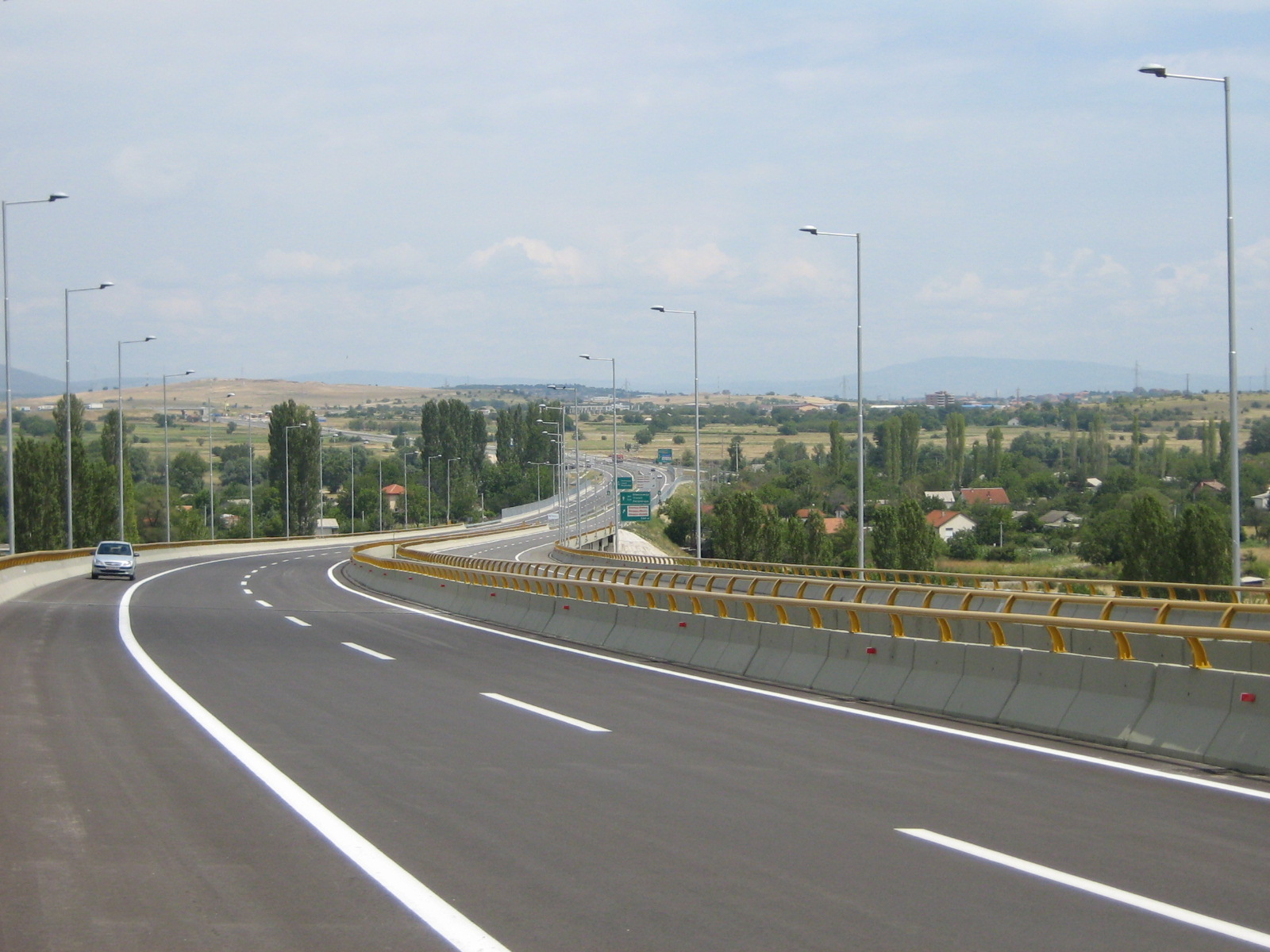
Obchvat Skopje

Skopje leží v blízkosti tří dalších hlavních měst: Prištiny (87 km), Tirany (291 km) a Sofie (245 km). Soluň je vzdálena 233 km jihovýchodně a Bělehrad 433 km na sever. Skopje se také nachází na křižovatce dvou panevropských koridorů: Koridor X, který vede mezi Rakouskem a Řeckem, a koridor VIII, který vede od Jaderského moře v Albánii k Černému moři v Bulharsku. Koridor X spojuje Skopje se Soluní, Bělehradem a západní Evropou, zatímco koridor VIII s Tiranou a Sofií.
Koridor X místně odpovídá dálnici M-1 (E75), která je nejdelší dálnicí v Severní Makedonii. Odpovídá také železnici Tabanovce-Gevgelija. Méně rozvinutý koridor VIII odpovídá dálnici M-4 a železnici Kičevo-Beljakovce. Skopje neleží zcela na X. koridoru a silnice M-1 neprochází územím města. Křižovatka mezi M-1 a M-4 se totiž nachází asi 20 km východně, poblíž letiště. Ačkoli je Skopje geograficky blízko ostatním velkým zahraničním městům, pohyb osob a zboží není optimální, zejména vůči Albánii. Důvodem je především špatná infrastruktura. V důsledku toho 61,8 % Skopjanů nikdy nebylo v Tiraně, zatímco pouze 6,7 % nikdy nebylo v Soluni a 0 % v Sofii. Dále 26 % Soluňanů, 33 % Sofijců a 37 % Tiraňanů nikdy nebylo ve Skopji.
První dálnice byly postaveny v období Jugoslávie, kdy bylo Skopje spojeno dálnicí Bratrství a jednoty s tehdy jugoslávským hlavním městem Bělehradem na severu a řeckou hranicí na jihu.

### Železniční a autobusová nádraží

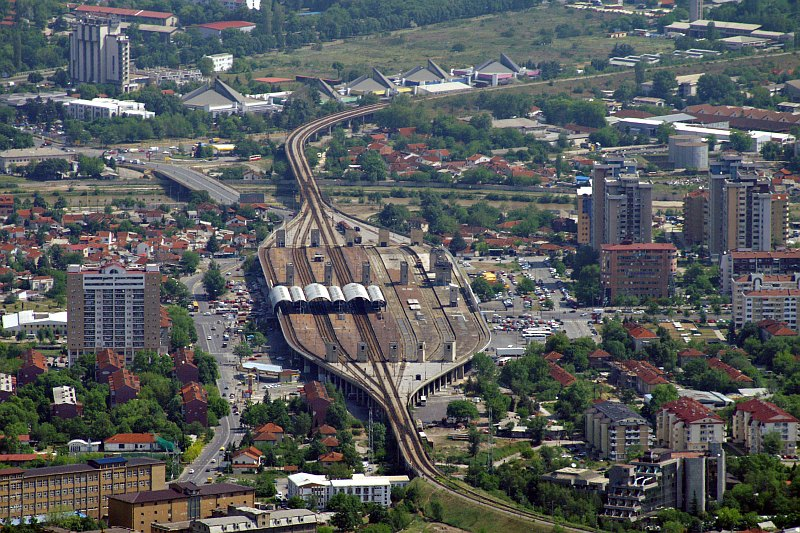
Hlavní nádraží při pohledu z hory Vodno

Skopje je hlavní železniční křižovatkou země. Hlavní železniční nádraží ve Skopje obsluhují mezinárodní tratě Bělehrad-Soluň (v roce 2022 nejezdí spoje ze Severní Makedonie do Soluně) a Skopje-Priština. Po dokončení projektu železničního koridoru VIII, které je v současnosti plánováno na rok 2030, má být město spojeno také s Tiranou a Sofií. Denní vlaky spojují Skopje také s dalšími městy Severní Makedonie, jako jsou Kumanovo, Kičevo, Štip, Bitola nebo Veles.
Skopje má několik menších železničních stanic, město však nemá vlastní železniční síť, a tak jsou obsluhovány pouze meziměstskými nebo mezinárodními linkami. Na železnici spojující hlavní nádraží s Bělehradem a Soluní se nacházejí stanice Dračevo a Dolno Lisičevo, na železnici do Kičeva pak stanice Skopje-sever, Gjorče Petrov a Saraj. Několik dalších stanic je pouze nákladních.
Autobusové nádraží ve Skopje bylo otevřeno v roce 2005 a je postaveno přímo pod hlavním nádražím. Za den může přijmout 450 autobusů. Autobusové spoje zajíždějí do více destinací než vlakové spoje a spojují Skopje s mnoha domácími i zahraničními destinacemi včetně Istanbulu, Sofie, Prahy, Hamburku a Stockholmu..
Skopje je rovněž hlavní železniční křižovatkou země. Jsou odsud vedeny tratě do Kičeva na západě země; do Kosova, do Velesu a dále na jih do Řecka a na sever do Srbska (Niš).

### Veřejná doprava

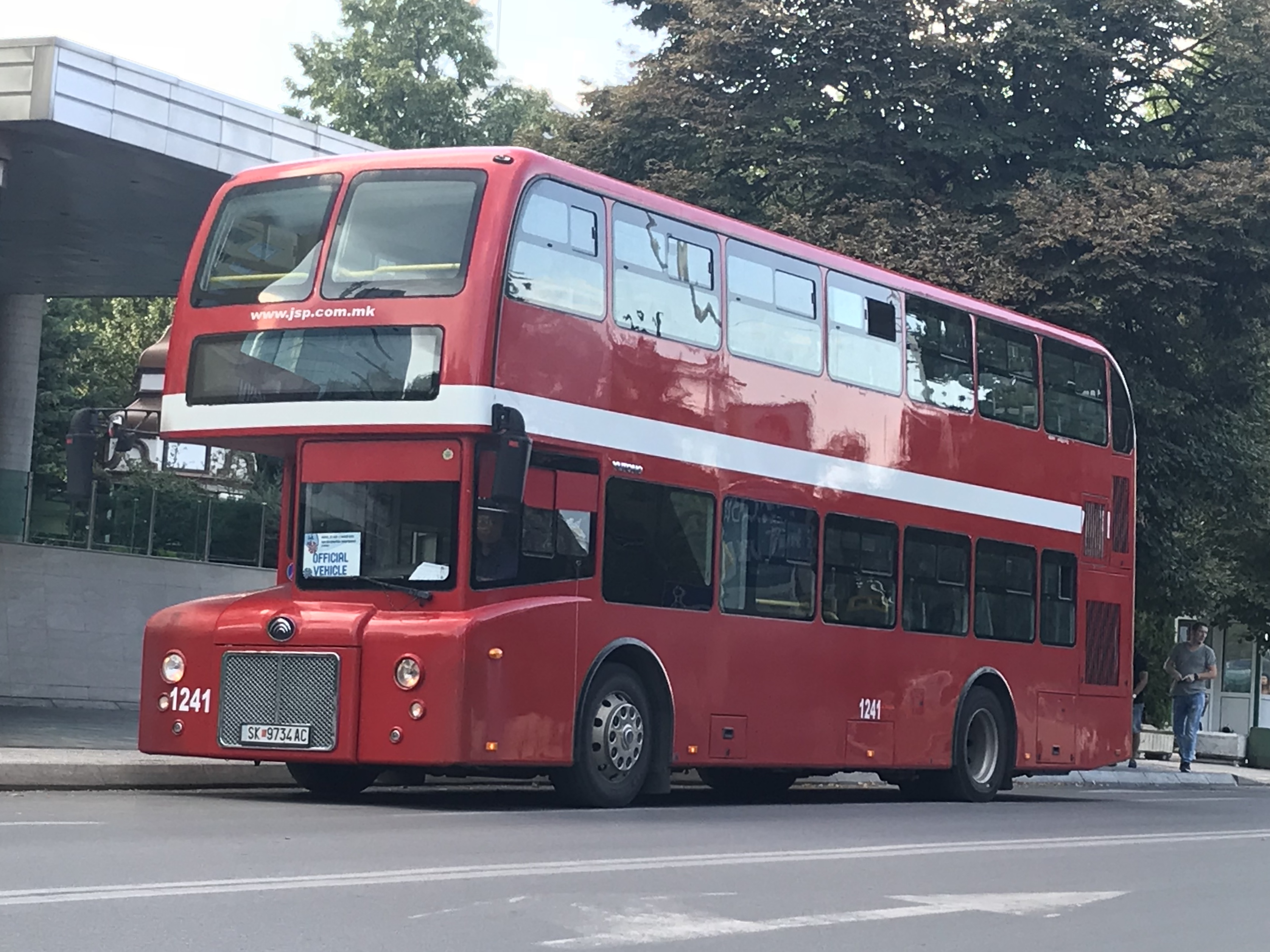
Červený patrový autobus Yutong City Master ve Skopje

Skopje má autobusovou síť spravovanou městem, kterou provozují tři společnosti. Nejstarší a největší je JSP Skopje, veřejná společnost založená v roce 1948. JSP ztratila monopol na veřejnou dopravu v roce 1990 a několik linek získaly dvě nové společnosti, Sloboda Prevoz a Mak Ekspres. Většina sítě je však stále v rukou JSP, která provozuje 67 z 80 linek. Pouze 24 linek je městských, ostatní obsluhují lokality v okolí města. Mnoho vozidel JSP jsou červené dvoupatrové autobusy Yutong City Master, které vyrobil čínský výrobce autobusů Yutong a které mají připomínat klasické britské autobusy AEC Routemaster.
Obnova tramvajové sítě se ve Skopje plánuje již dlouho a poprvé byla tato myšlenka navržena v 80. letech 20. století. Projekt se stal reálným v roce 2006, kdy starosta Trifun Kostovski zadal vypracování studie proveditelnosti. První trať byla plánována na rok 2019, v roce 2022 ještě stále nefunguje.
V červnu 2014 zahájila provoz nová síť malých autobusů, která nemá nahradit, ale snížit počet velkých autobusů v centru města.
Na vrchol Vodno vede kabinková lanová dráha.

### Letiště
Letiště bylo postaveno v roce 1928. První komerční lety ve Skopje byly zahájeny v roce 1929, kdy jugoslávský dopravce Aeroput zavedl linku spojující město s hlavním městem Bělehradem. O rok později byla linka prodloužena do řecké Soluně a v roce 1933 dále prodloužena do řeckého hlavního města Atén. V roce 1935 Aeroput spojil Skopje s Bitolou a Nišem, a provozoval také delší mezinárodní linku spojující Vídeň a Soluň přes Záhřeb, Bělehrad a Skopje. Po druhé světové válce Aeroput nahradila společnost JAT Yugoslav Airlines, která až do rozpadu Jugoslávie na počátku 90. let 20. století spojovala Skopje s řadou vnitrostátních i mezinárodních destinací.
V současnosti se mezinárodní letiště Skopje nachází v Petrovci, asi 20 km východně od města. Od roku 2008 ho spravuje turecký TAV Airports Holding a ročně může odbavit až čtyři miliony cestujících. Od roku 2008 roční provoz neustále roste a v roce 2019 dosáhl 2,4 milionu cestujících.

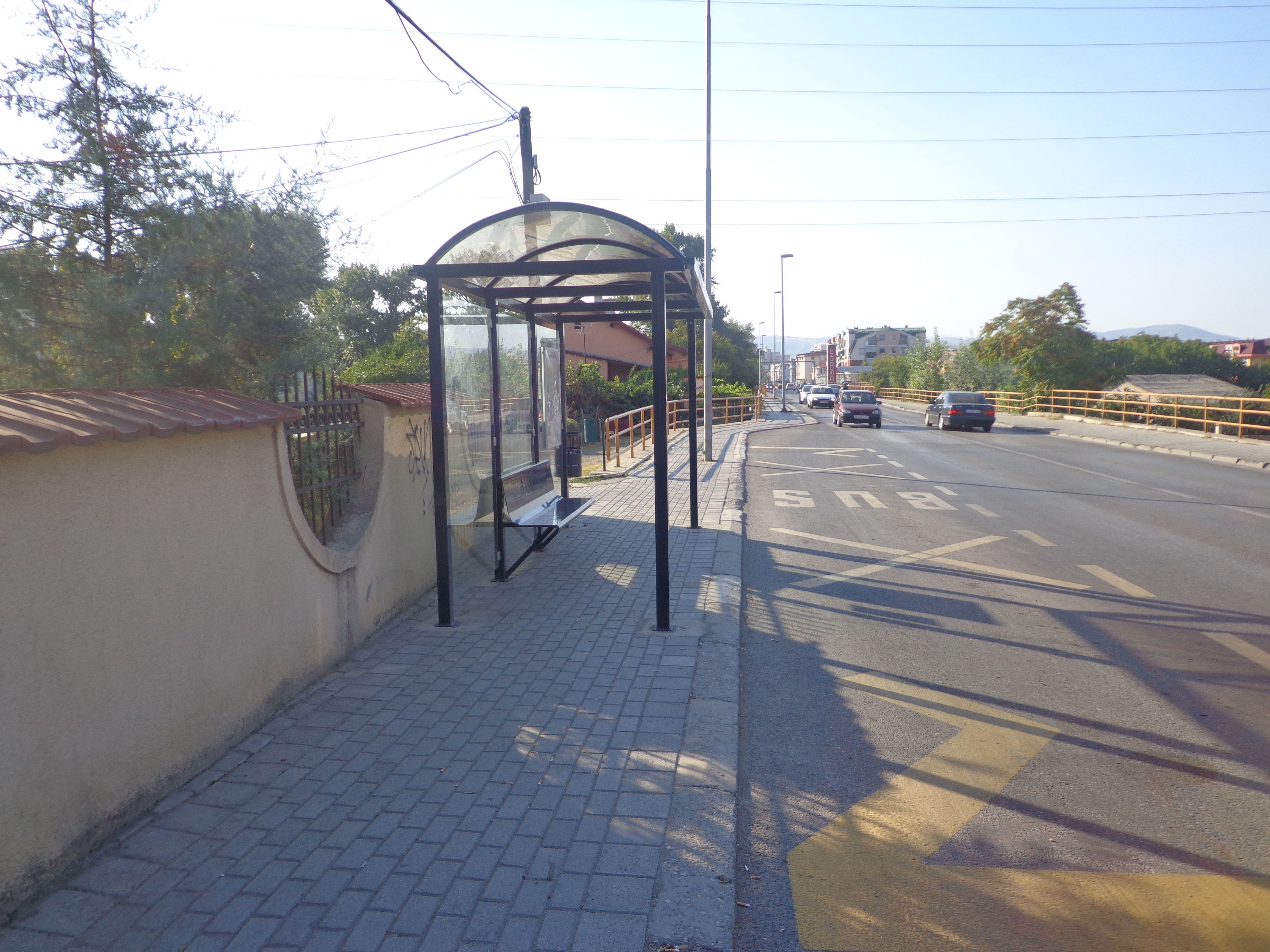
Autobusová zastávka ve Skopje
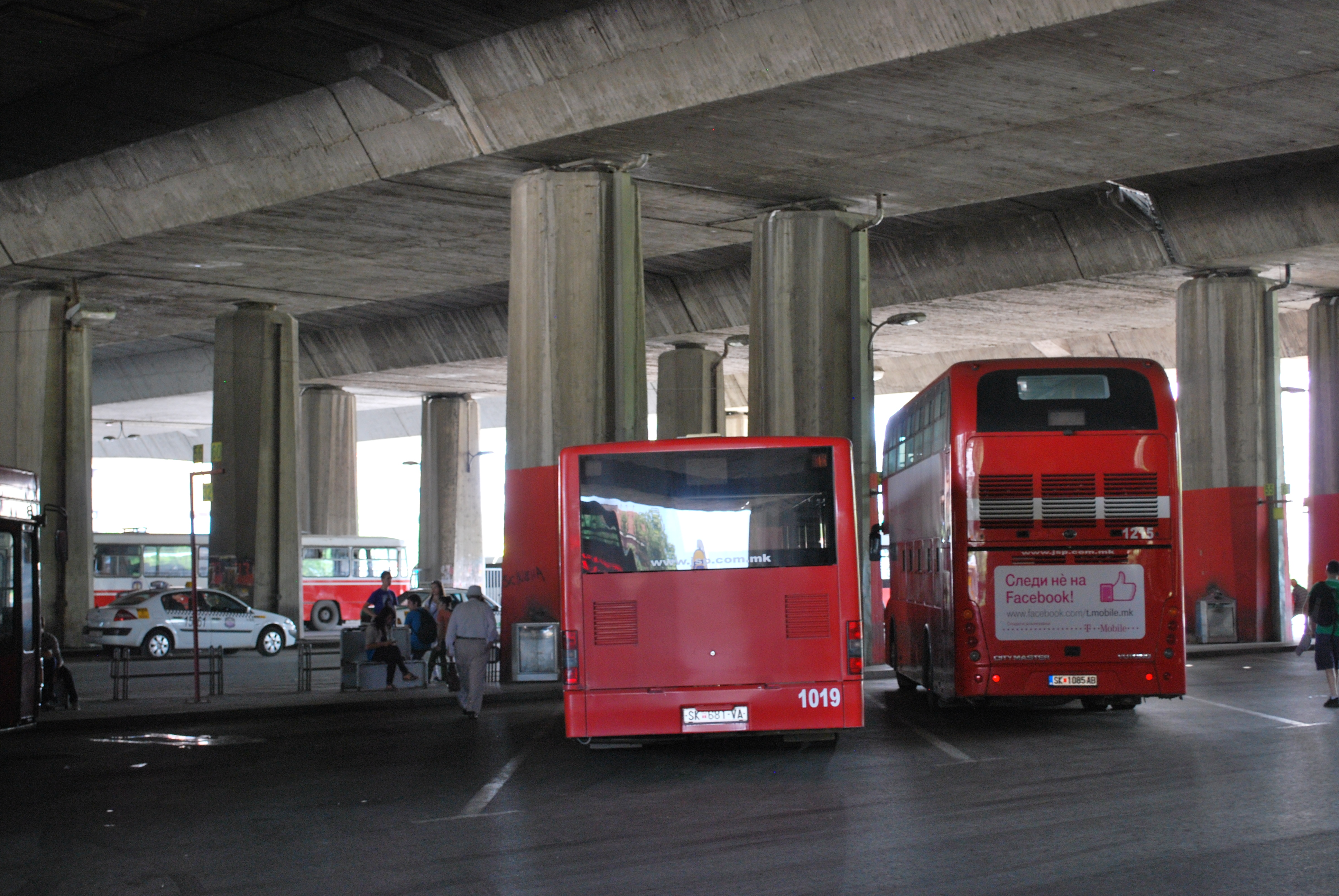
Městské autobusy na místním autobusovém nádraží
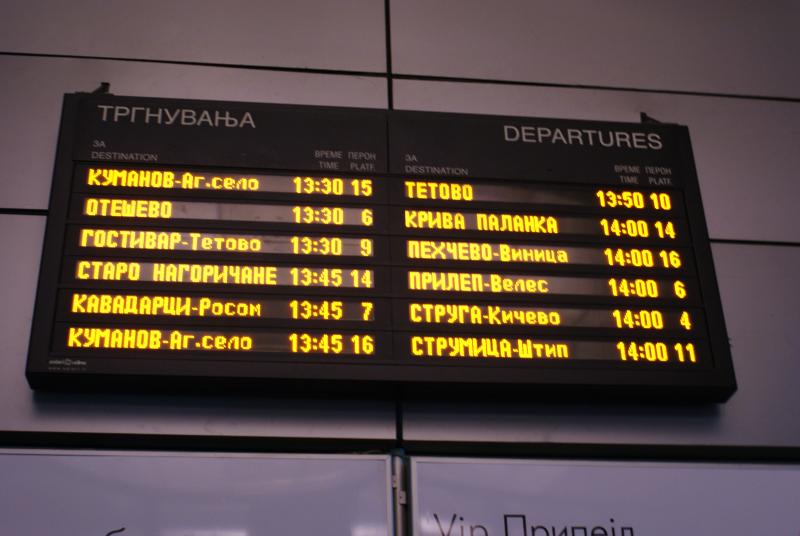
Odjezdová tabule na autobusovém nádraží
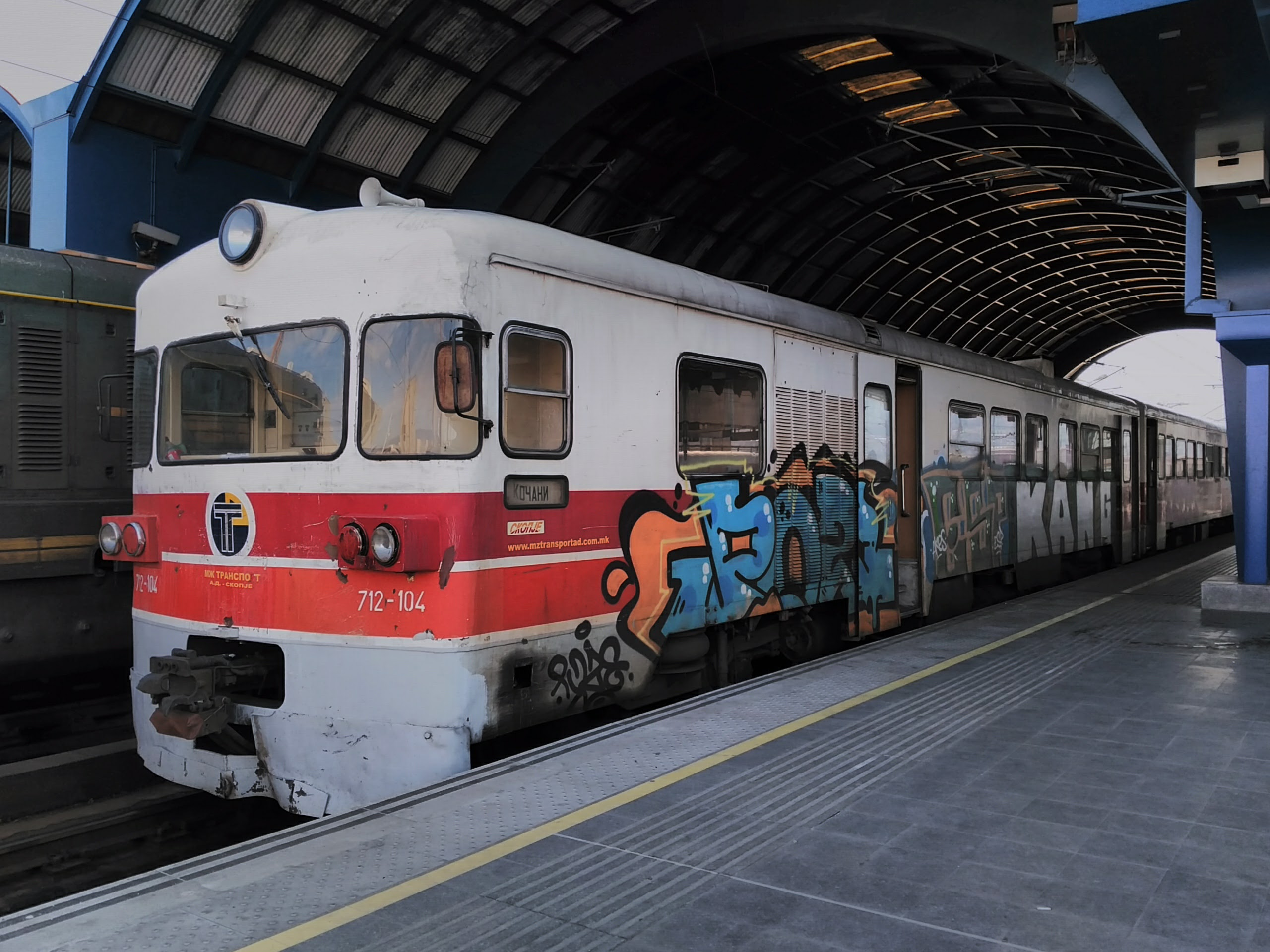
Příměstský vlak na hlavním nádraží
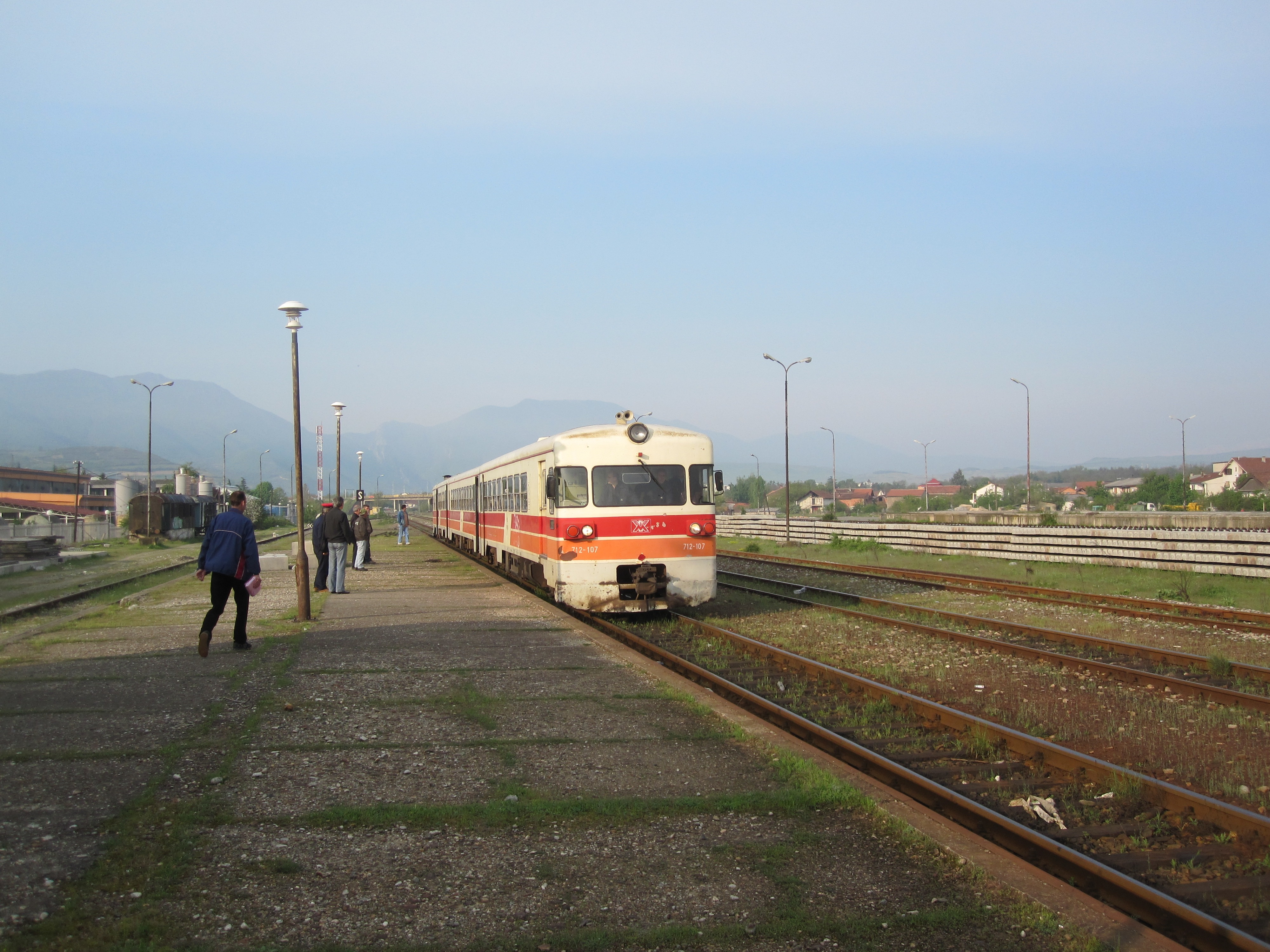
Příměstský vlak ve stanici Ǵorče Petrov
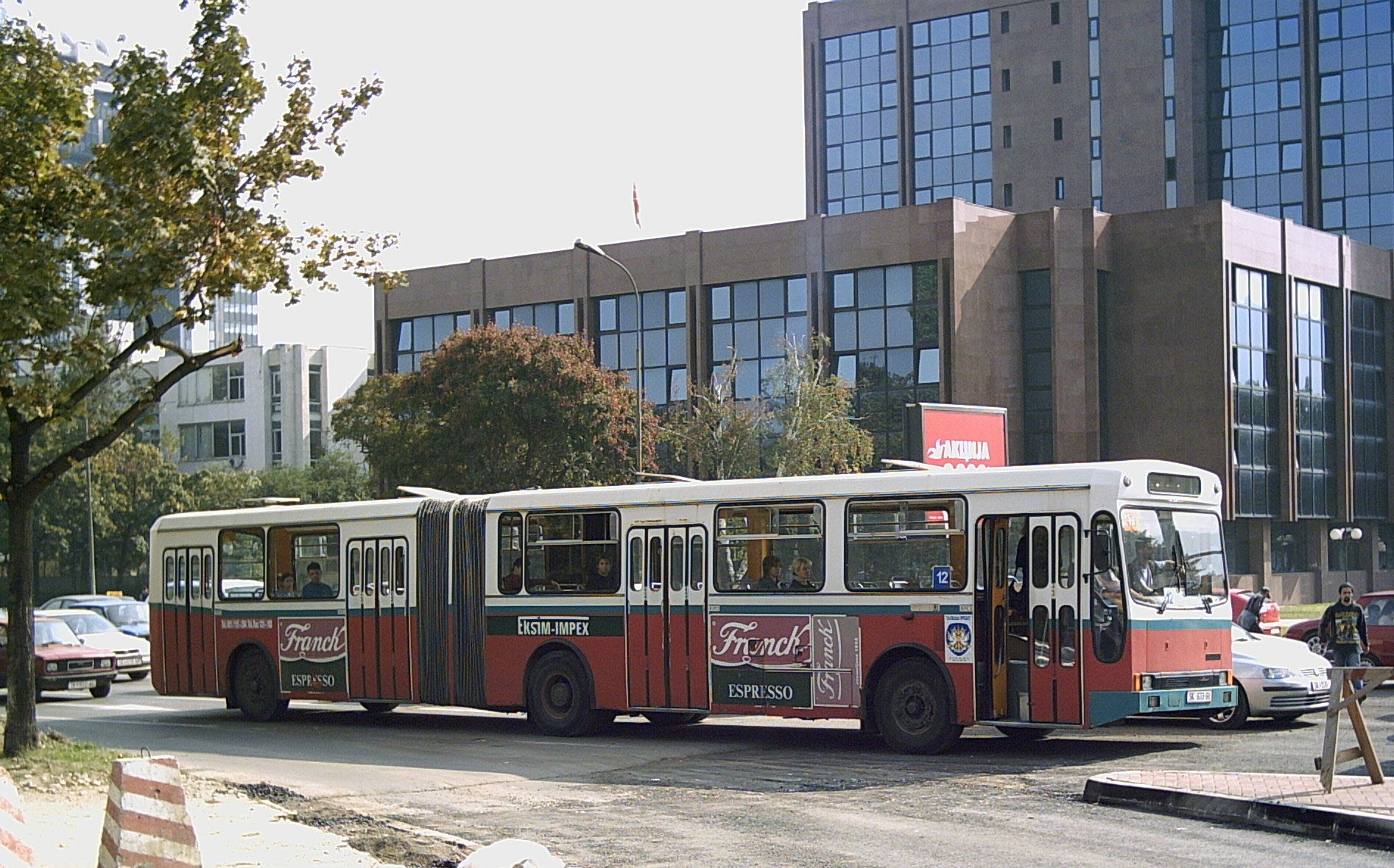
Městský autobus u soudního paláce
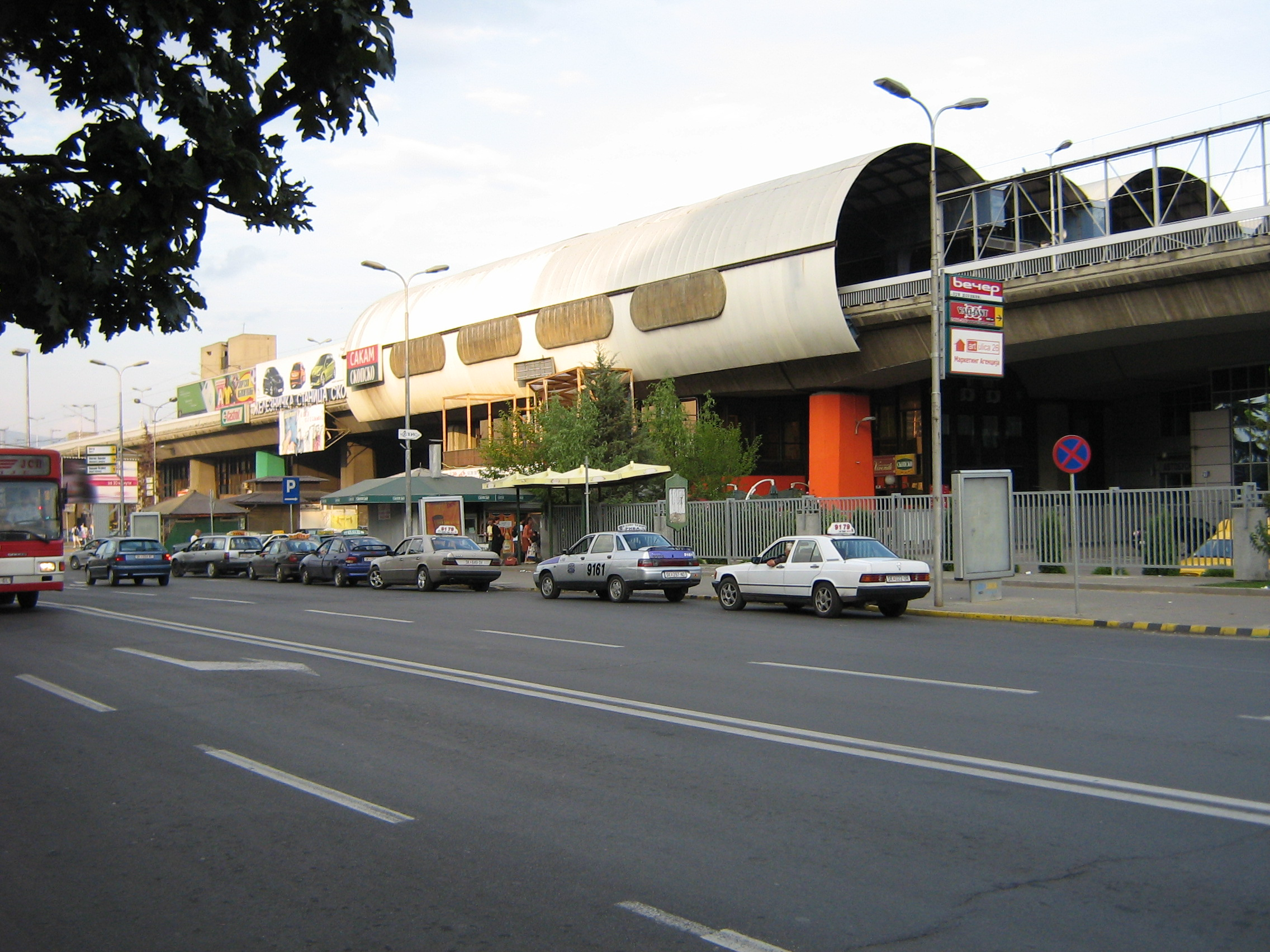
Hlavní nádrazí

## Kultura a pamětihodnosti

### Kulturní instituce

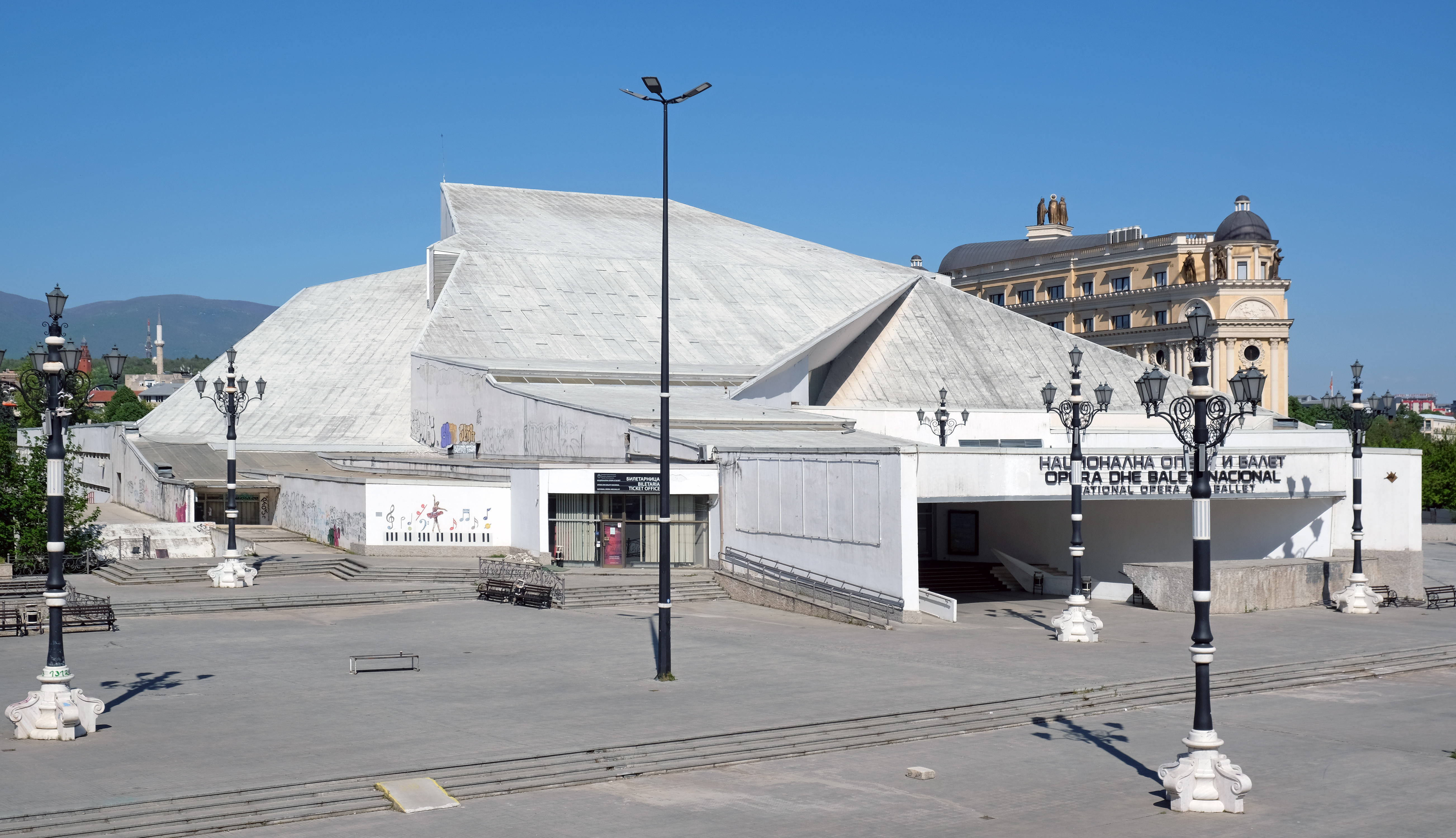
Makedonská opera a balet

Ve Skopje sídlí největší kulturní instituce v zemi, jako je Národní a univerzitní knihovna Svatého Klimenta Ochridského, Makedonská akademie věd a umění, Národní divadlo, Národní filharmonie a Makedonská opera a balet. Mezi místní instituce patří Knihovna bratří Miladinovů, která uchovává více než milion dokumentů, Kulturní informační centrum, které pořádá festivaly, výstavy a koncerty, a Dům kultury Kočo Račina, který se věnuje současnému umění a mladým talentům.
Ve Skopje funguje také několik zahraničních kulturních center, například Goethe-Institut, British Council, Alliance française a American Corner.
Město má několik divadel a koncertních sálů. Univerzální sál s kapacitou 1570 míst byl postaven v roce 1966 a je využíván pro koncerty, módní přehlídky a kongresy. Metropolis Arena, určená pro velké koncerty, má 3546 míst. Mezi další velké sály patří Makedonská opera a balet (800 míst), Národní divadlo (724 míst) a Činoherní divadlo (333 míst). Existují i další menší sály, například Albánské divadlo a Divadlo mládeže. Ve výstavbě je turecké divadlo a Filharmonický sál.

### Muzea

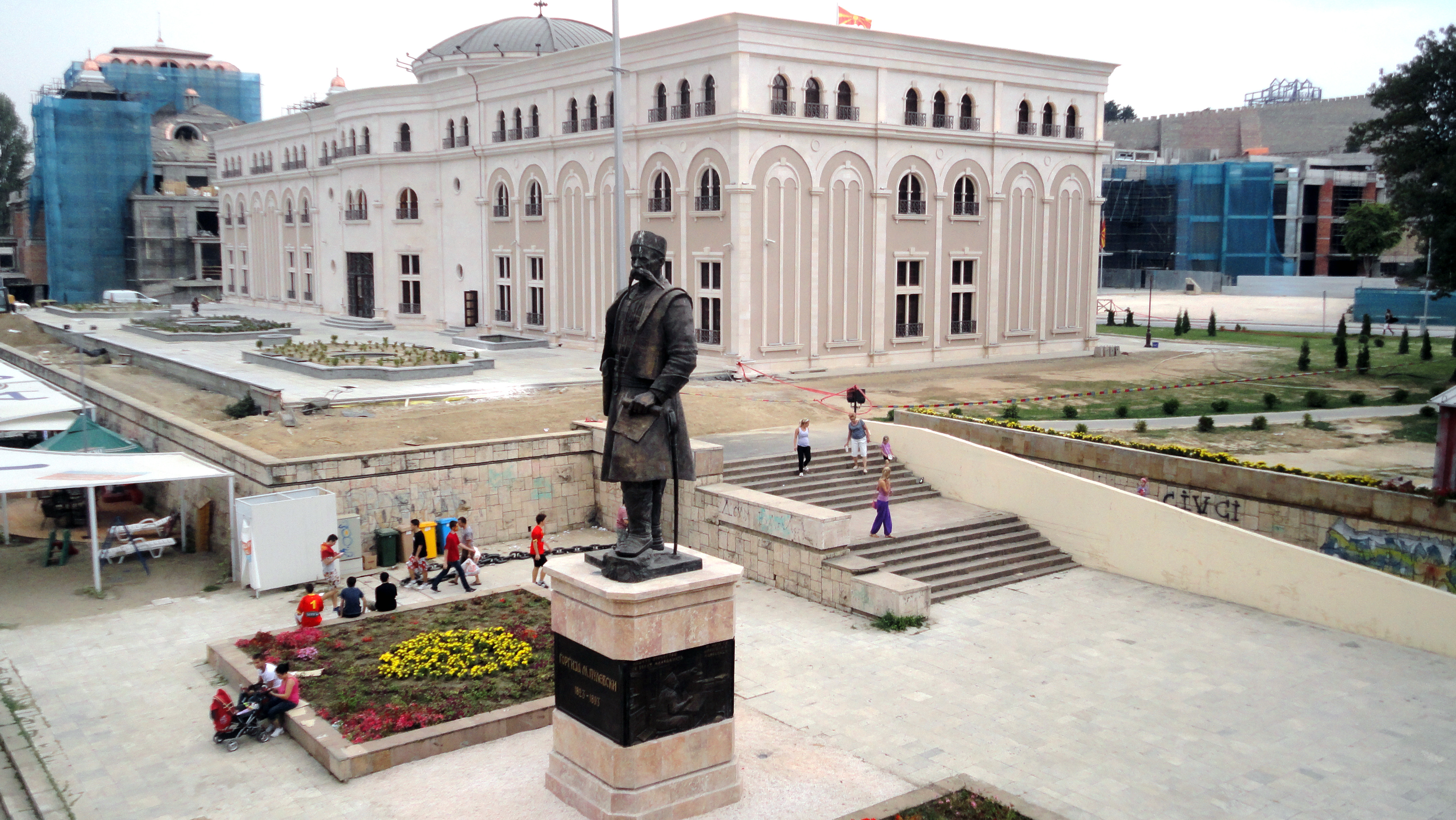
Muzeum makedonského boje

Největším muzeem ve Skopji je Muzeum Republiky Severní Makedonie, které podrobně popisuje historii země. Zvláště bohaté jsou jeho sbírky ikon a lapidárium. Makedonské archeologické muzeum, otevřené v roce 2014, uchovává jednu z nejlepších sbírek archeologických nálezů v Severní Makedonii, které pocházejí z období od pravěku až po osmanské období. Makedonská národní galerie vystavuje ve dvou bývalých tureckých lázních Starého bazaru (mj. Daut-pašův hamam) obrazy ze 14. až 20. století. Muzeum současného umění bylo vybudováno po zemětřesení v roce 1963 díky mezinárodní pomoci. Jeho sbírky zahrnují makedonské i zahraniční umění a jsou v nich díla Fernanda Légera, André Massona, Pabla Picassa, Hanse Hartunga, Victora Vasarelyho, Alexandra Caldera, Pierra Soulagese, Alberta Burriho a Christa.
Městské muzeum ve Skopji se nachází ve zbytcích starého nádraží, zničeného zemětřesením v roce 1963. Je věnováno místní historii a má čtyři oddělení: archeologické, etnologické, historické a uměleckohistorické. Pamětní dům Matky Terezy byl postaven v roce 2009 na místě kostela, v němž byla světice pokřtěna. Muzeum makedonského boje je věnováno moderním národním dějinám a boji Makedonců za nezávislost. Makedonské přírodovědné muzeum vystavuje asi 4000 exponátů, zatímco ve skopské zoologické zahradě o rozloze 12 ha žije 300 zvířat.

### Architektura

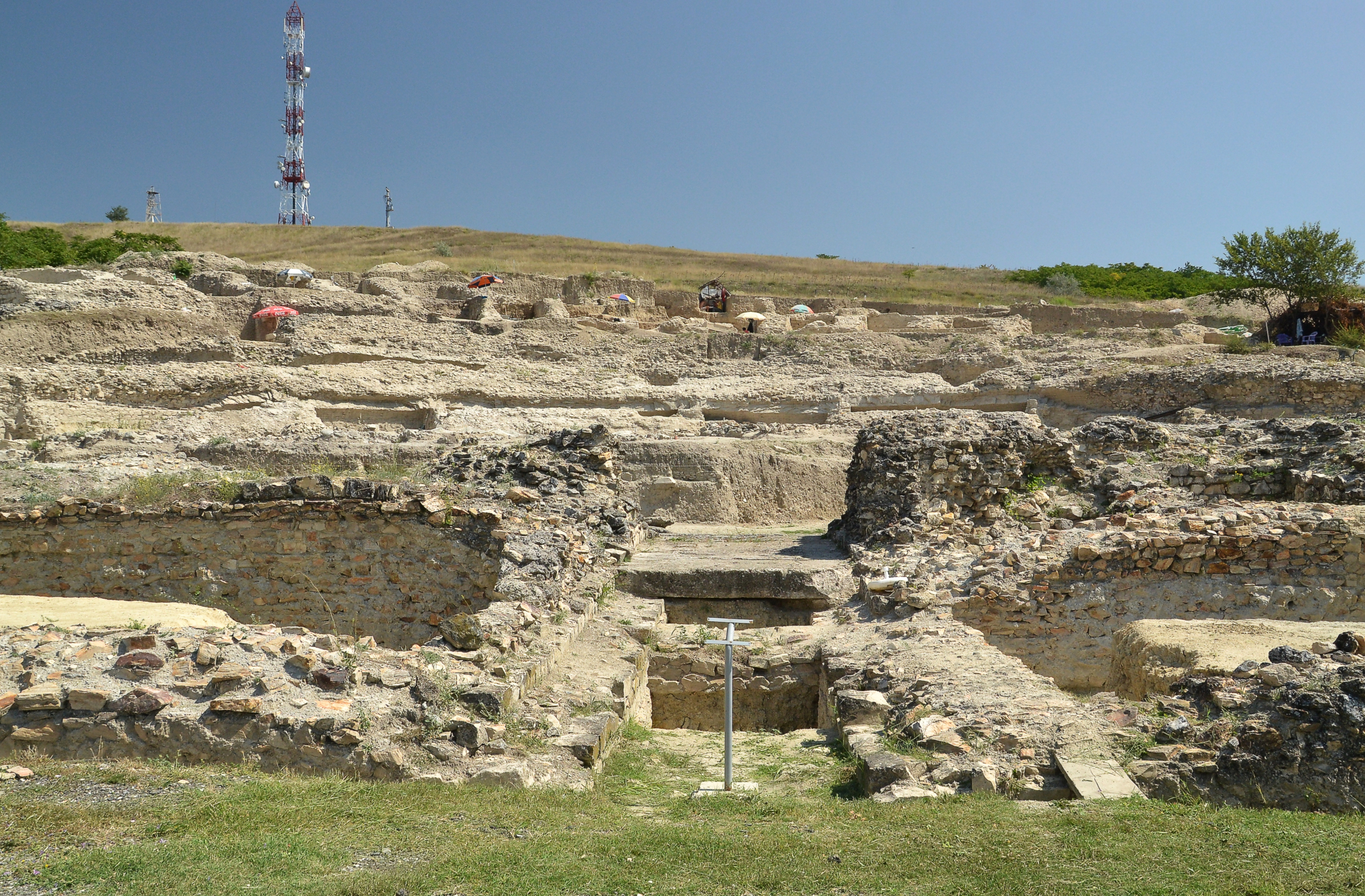
Zříceniny římského města Scupi

Ačkoli bylo Skopje v průběhu své historie mnohokrát zničeno, stále se zde nachází mnoho historických památek, které odrážejí postupný rozvoj města. Skopje má jeden z největších osmanských urbanistických komplexů v Evropě a mnoho osmanských památek stále slouží svému původnímu účelu. Po zemětřesení v roce 1963 se město otevřelo i modernistickým experimentům. Na počátku 21. století bylo opět předmětem masivních stavebních projektů, a to díky projektu Skopje 2014. Skopje je tak místem, kde vedle sebe existují staré, nové, pokrokové, reakční, východní i západní budovy.

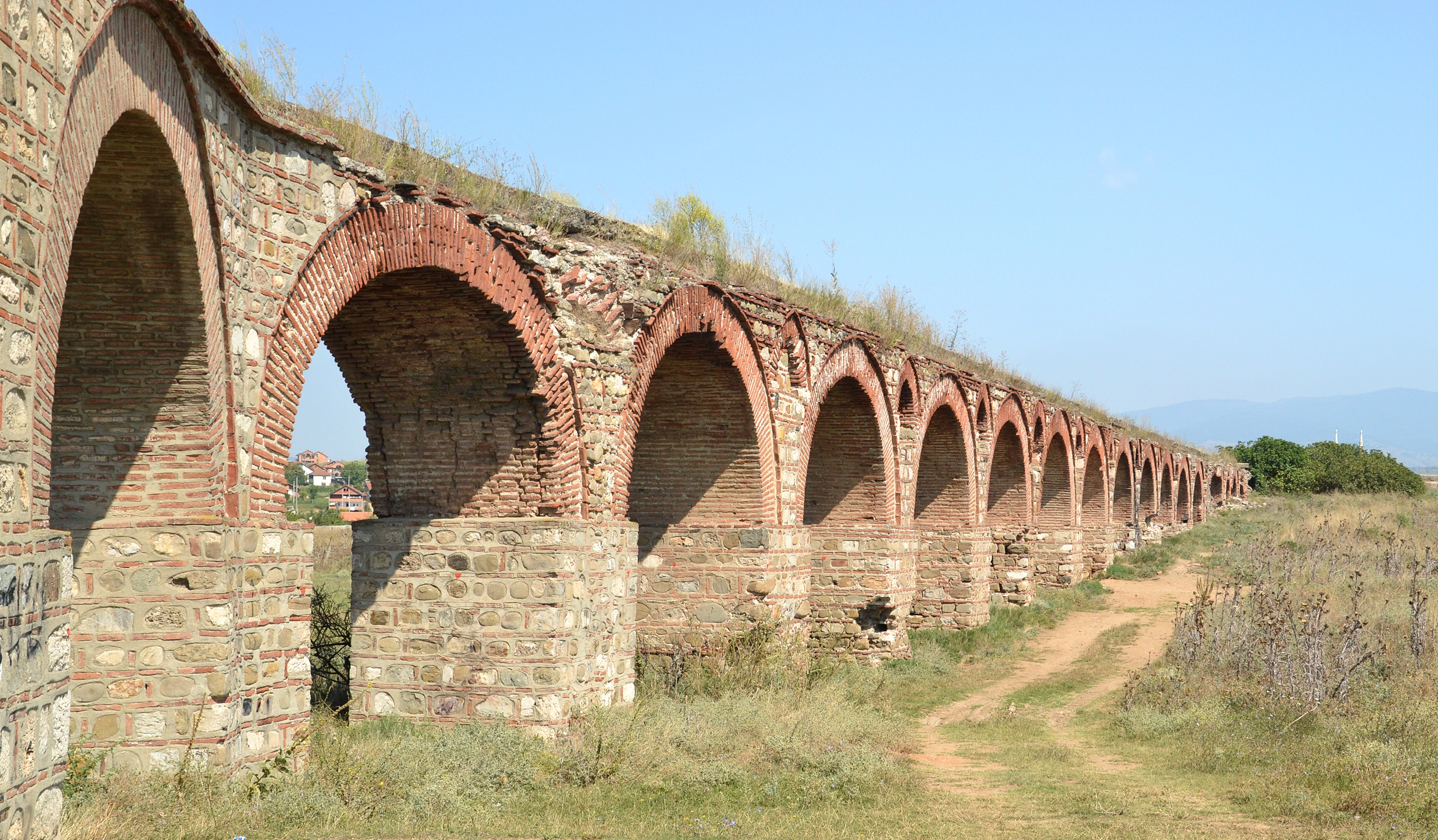
Akvadukt ve Skopji

Ve Skopje se nacházejí pozůstatky prehistorické architektury, které jsou k vidění na neolitickém nalezišti Tumba Madžari. Na druhé straně města leží pozůstatky starověkého města Scupi s ruinami divadla, termálními lázněmi a baziliky. Skopský akvadukt mezi Scupi a centrem města je trochu záhadou, protože datum jeho výstavby není známo. Zdá se, že ho postavili Byzantinci nebo Turci, ale v 16. století už byl mimo provoz. Tvoří ho 50 oblouků, postavených z cihel a kamene.

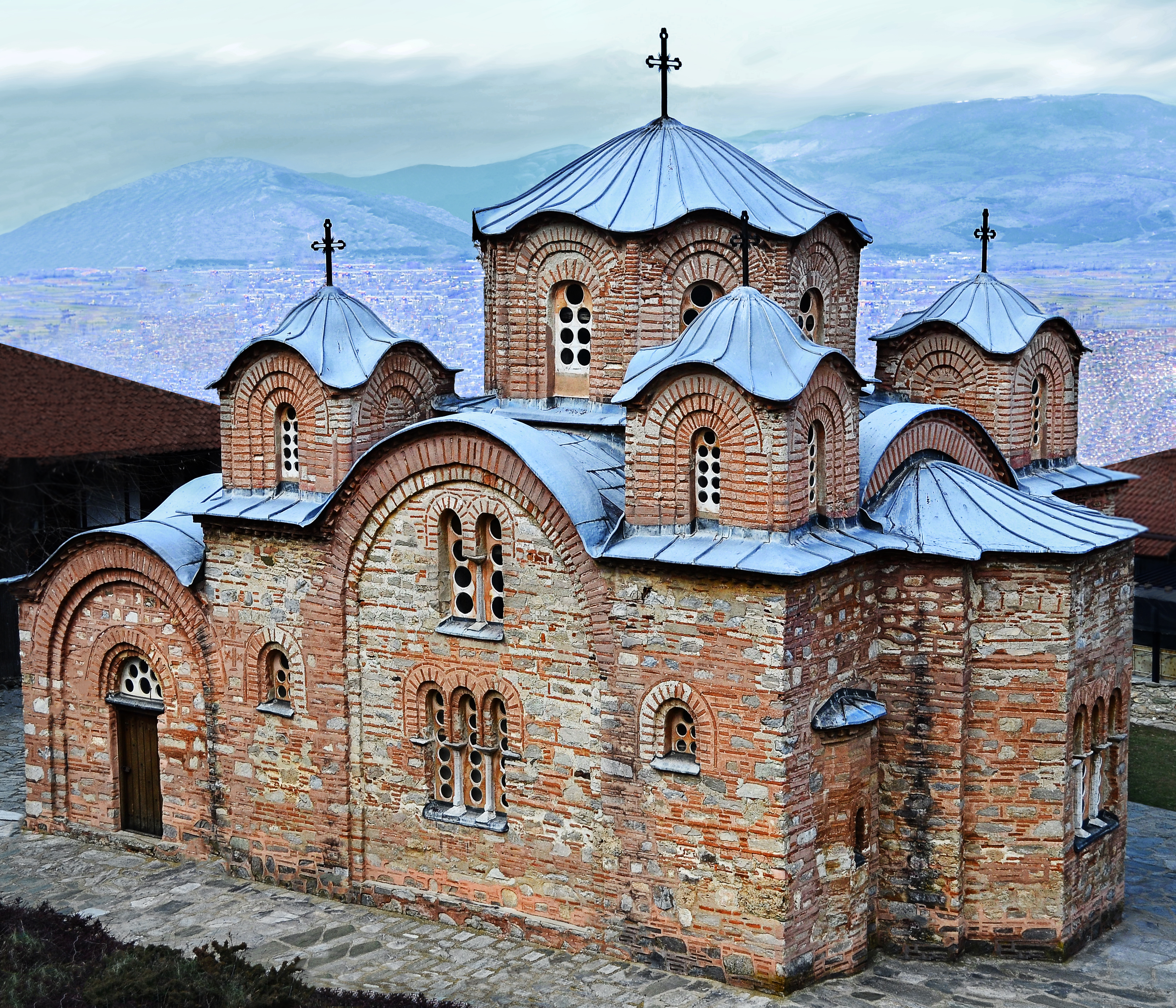
Kostel svatého Pantaleona

Skopská pevnost byla několikrát přestavěna, než ji zničilo zemětřesení v roce 1963. Od té doby byla obnovena do své středověké podoby. Je to jediná středověká památka ve Skopje, nicméně vardarskou architektonickou školu, která vzkvétala kolem roku 1300, ilustruje několik kostelů v okolí města. Mezi ně patří například kostely v okolí kaňonu Matka (kostely sv. Mikuláše, sv. Ondřeje a kostel v Matce). Kostel svatého Pantaleona v Gorno Nerezi pochází ze 12. století. Jeho expresivní fresky předjímají italskou ranou renesanci.

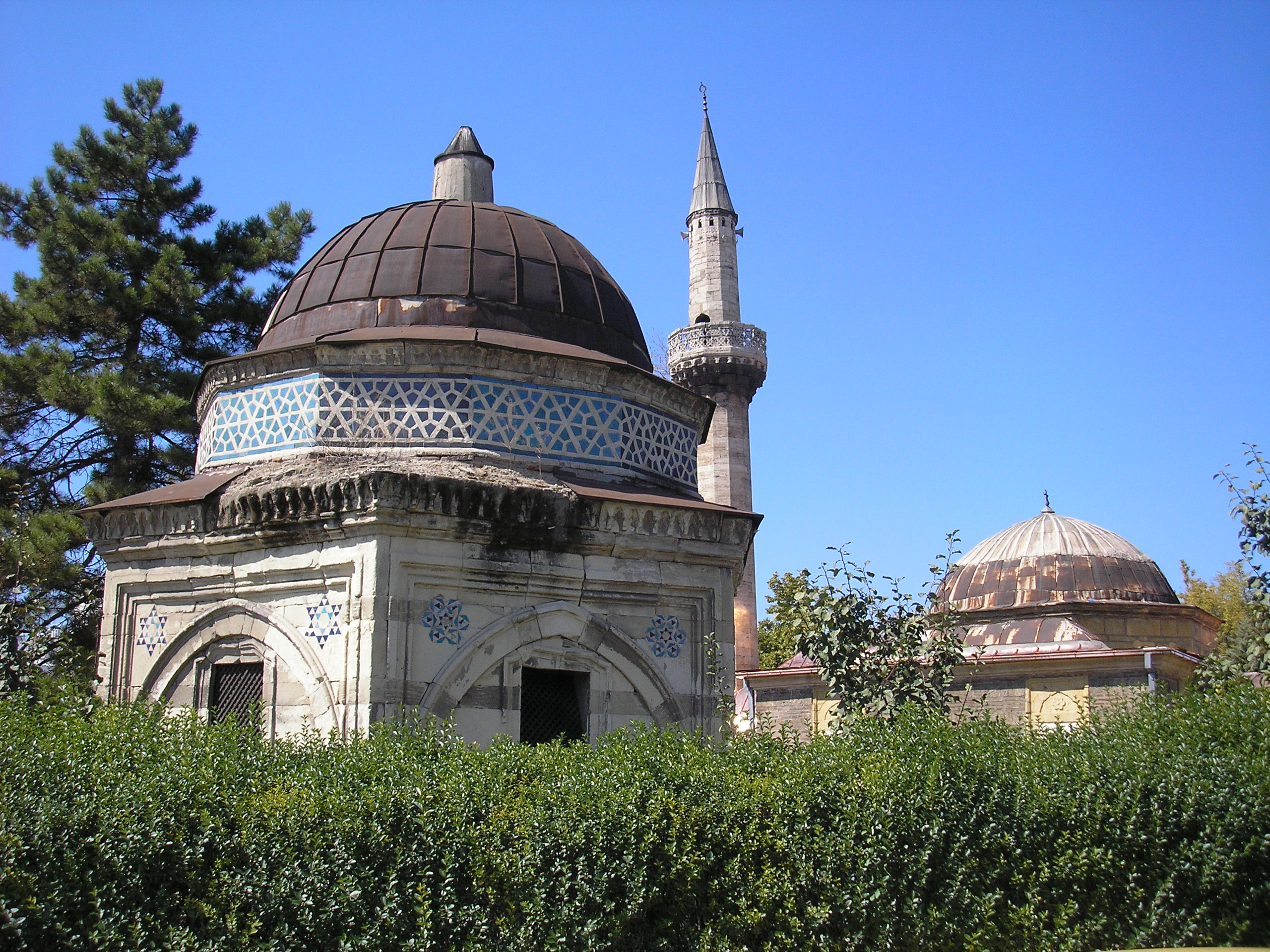
Mešita Aladža a její tomba

Příklady osmanské turecké architektury se nacházejí ve Starém bazaru. Mešity ve Skopji mají obvykle jednoduchou konstrukci se čtvercovou základnou, jednou kopulí a minaretem. Vchod do nich bývá zvýrazněn portálkem, jako na Mešitě Mustafy paši z 15. století. Některé mešity jsou originálnější: Mešita sultána Murada a Mešita Jahja paši nemají kopuli, ale pyramidální střechu, zatímco mešita Isy beje má obdélníkovou základnu, dvě kopule a dvě boční křídla. Mešita Aladža byla původně pokryta modrou fajánsí, kterou však zničil velký požár roku 1689. Některé dlaždice jsou však stále patrné na přilehlé tombě (türbe). K dalším tureckým památkám patří hodinová věž ze 16. století, tržiště (bedesten), tři karavanseráje, dvoje turecké lázně a Kamenný most, poprvé zmíněný v roce 1469.
Nejstarší kostely v centru města, kostel Nanebevstoupení Páně a kostel svatého Dimitrije, byly postaveny v 18. století, po velkém požáru v roce 1689. Oba byly v 19. století renovovány. Kostel Nanebevstoupení Páně je obzvláště malý, napůl zapuštěný do země, aby nepřečníval sousední mešity. V 19. století bylo postaveno několik nových kostelů, včetně kostela Narození Panny Marie, velké trojlodní stavby podle projektu Andreje Damjanova.

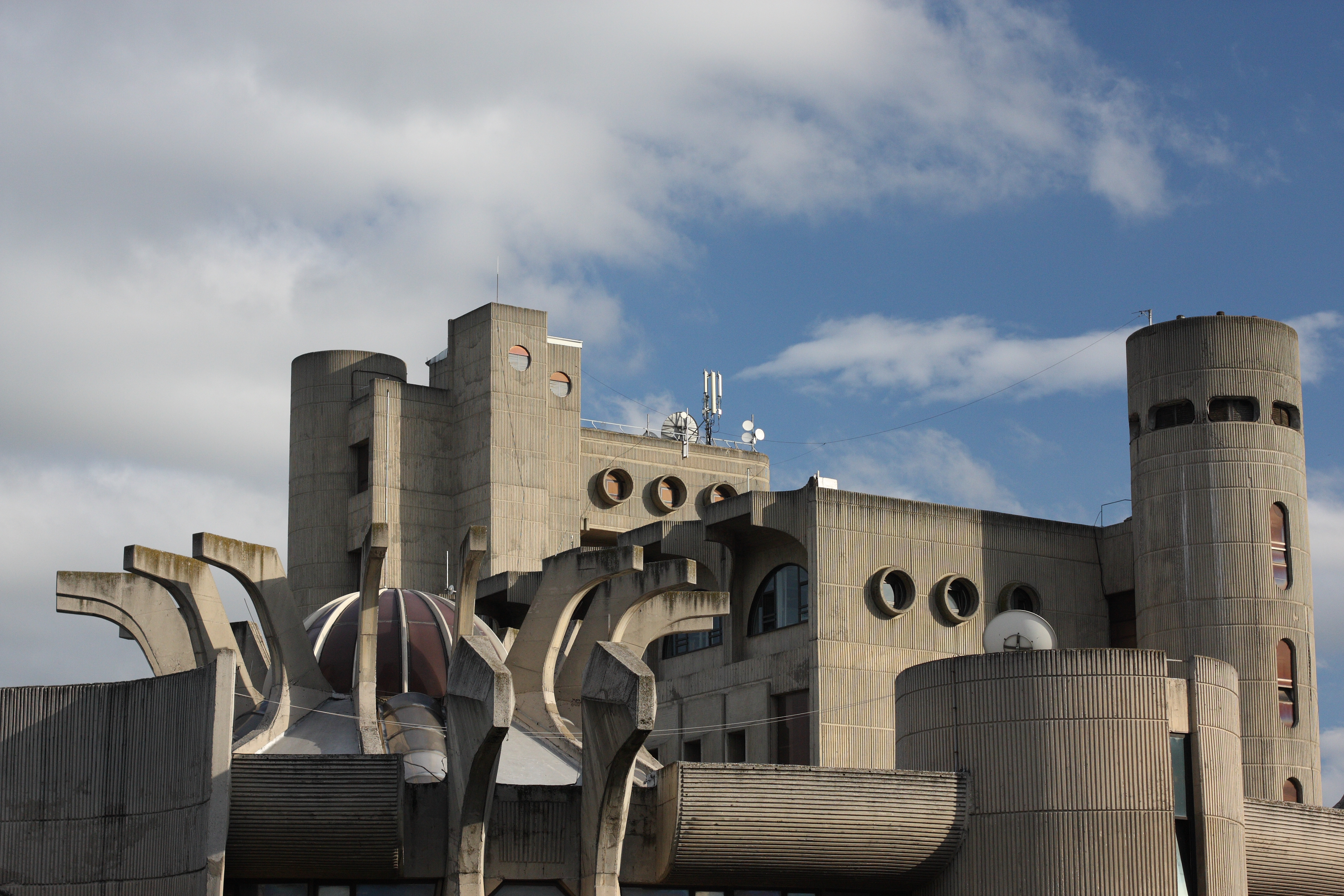
Hlavní poštovní a tekomunikační centrum

Po roce 1912, kdy byla Skopje připojena k Srbsku, došlo k radikálnímu pozápadnění města. Bohatí Srbové si stavěli vily a měšťanské domy, jako je například Ristiḱův palác z roku 1926. Architektura té doby je velmi podobná té středoevropské, ale některé stavby jsou nápaditější, například novomaurský Arabský dům a novobyzantské nádraží, obojí postaveno v roce 1938. Moderna se objevuje již v roce 1933 s bývalým Národopisným muzeem (dnes Městská galerie), které navrhl Milan Zloković. Modernistická architektura se však ve Skopje plně rozvinula až po zemětřesení v roce 1963. Rekonstrukci centra města částečně naplánoval Japonec Kenzó Tange, který navrhl nové vlakové nádraží. Na rekonstrukci se podíleli také makedonští architekti: Georgi Konstantinovski navrhl budovu městského archivu v roce 1968 a Studenské koleje Goce Delčeva v roce 1975, zatímco Janko Konstantinov navrhl telekomunikační centrum a hlavní poštu (1974–1989). Slavko Brezovski navrhl kostel svatého Klimenta Ochridského. Tyto dvě stavby se vyznačují originalitou, i když jsou přímo inspirovány brutalismem.
Rekonstrukce proměnila Skopje v typické modernistické město s velkými obytnými bloky, strohými betonovými budovami a rozptýlenou zelení. Když místní úřady v roce 2010 představily projekt Skopje 2014, bylo centrum města považováno za šedivé a neatraktivní místo. Projekt počítal s vybudováním velkého množství soch, fontán, mostů a muzeí za přibližně 500 milionů eur.
Projekt vyvolal kontroverze: kritici označili nové dominanty za projevy reakční historizující estetiky. Také vláda byla kritizována za nákladnost a původně nedostatečné zastoupení národnostních menšin v souboru soch a památníků, což se od té doby zlepšilo. Programu se vytýká, že ze Skopje udělal zábavní park a nacionalistický kýč, takže učinil ze Skopje příklad toho, jak se konstruují národní identity a jak se tato konstrukce odráží v městském prostoru. Jedním ze symbolů je i vítězný oblouk Porta Makedonija.

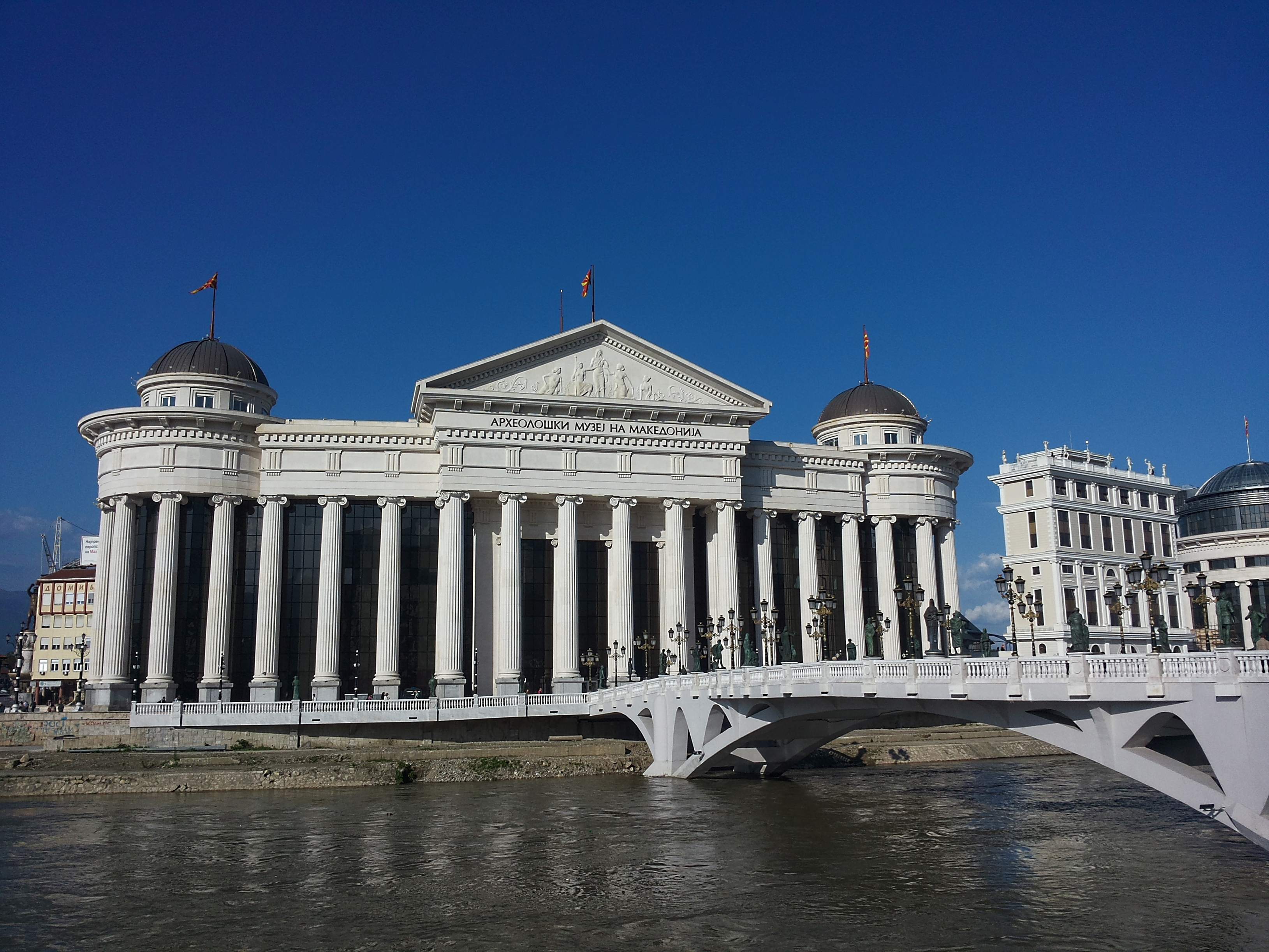
Národní archeologické muzeum
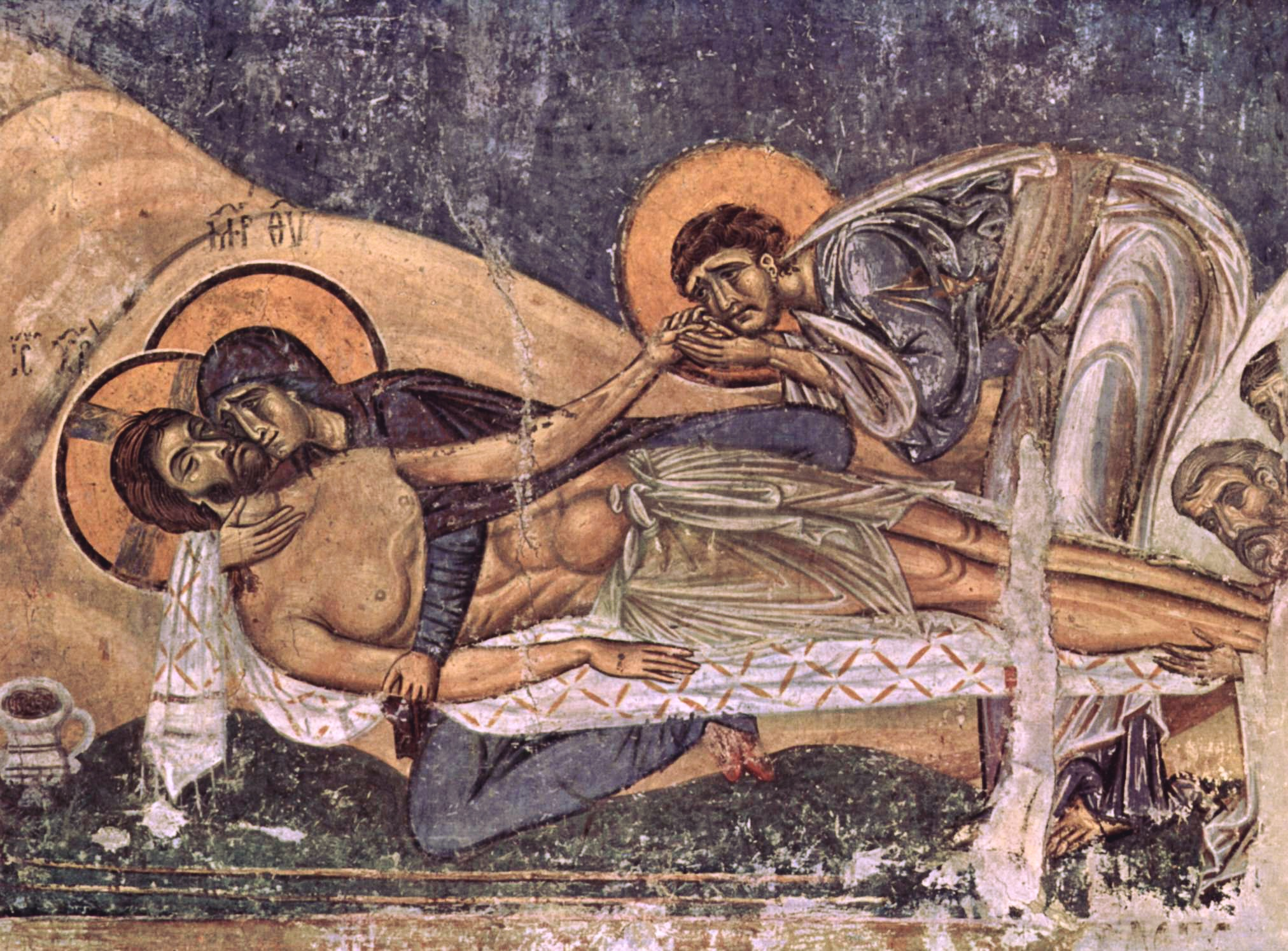
Freska v kostele svatého Pantelejmona
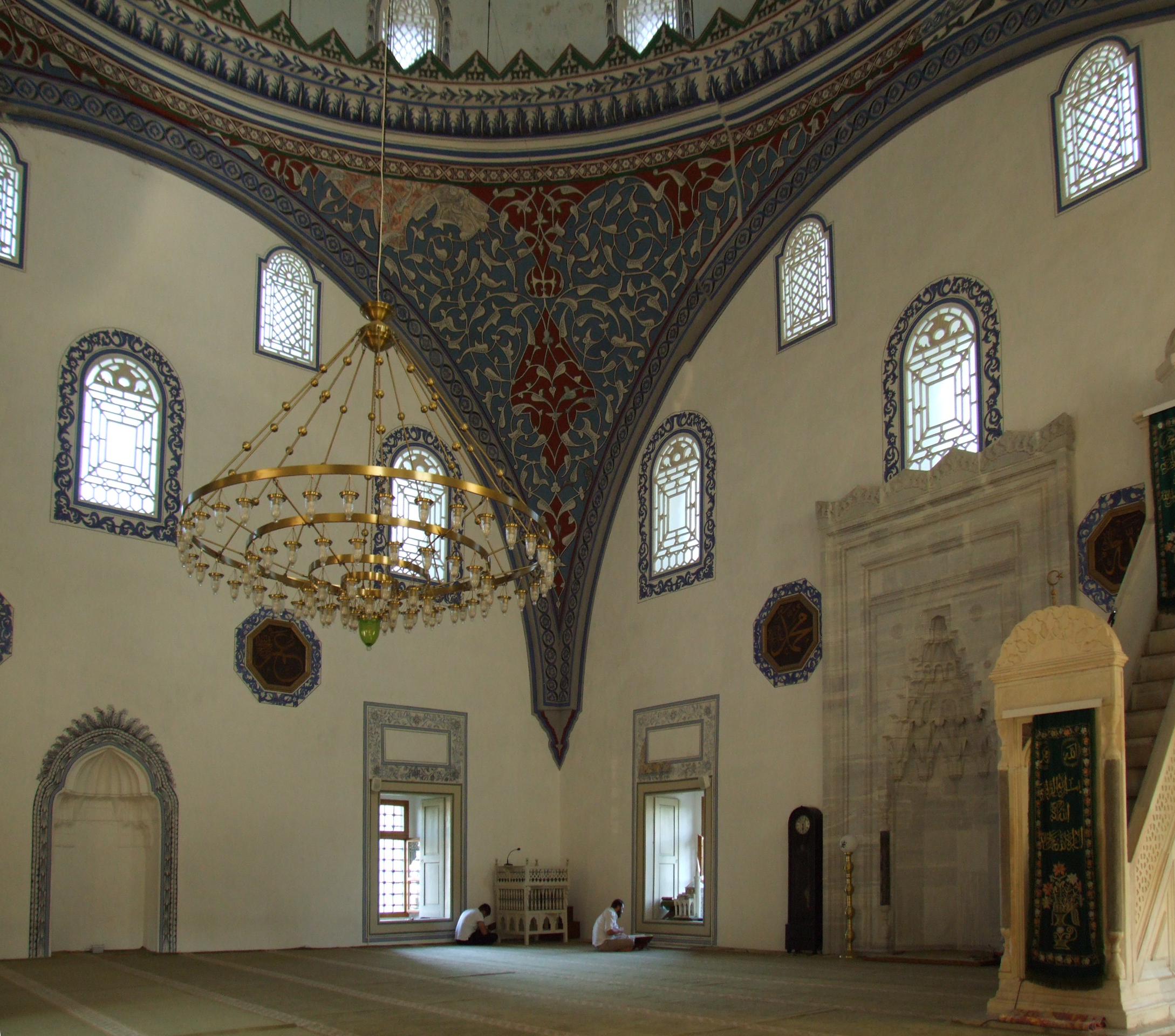
Mešita Mustafy Paši
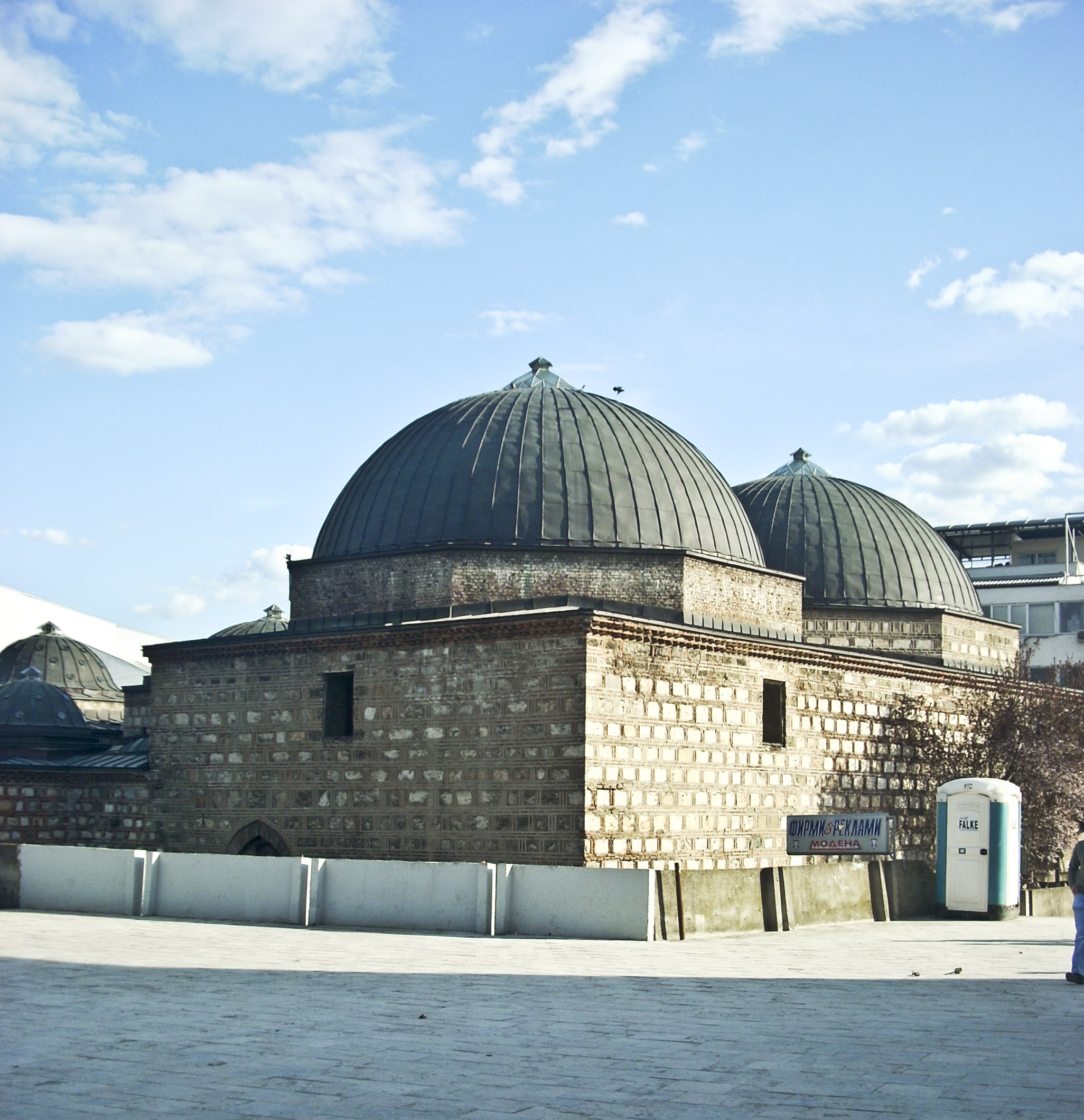
Daut-pašův haman
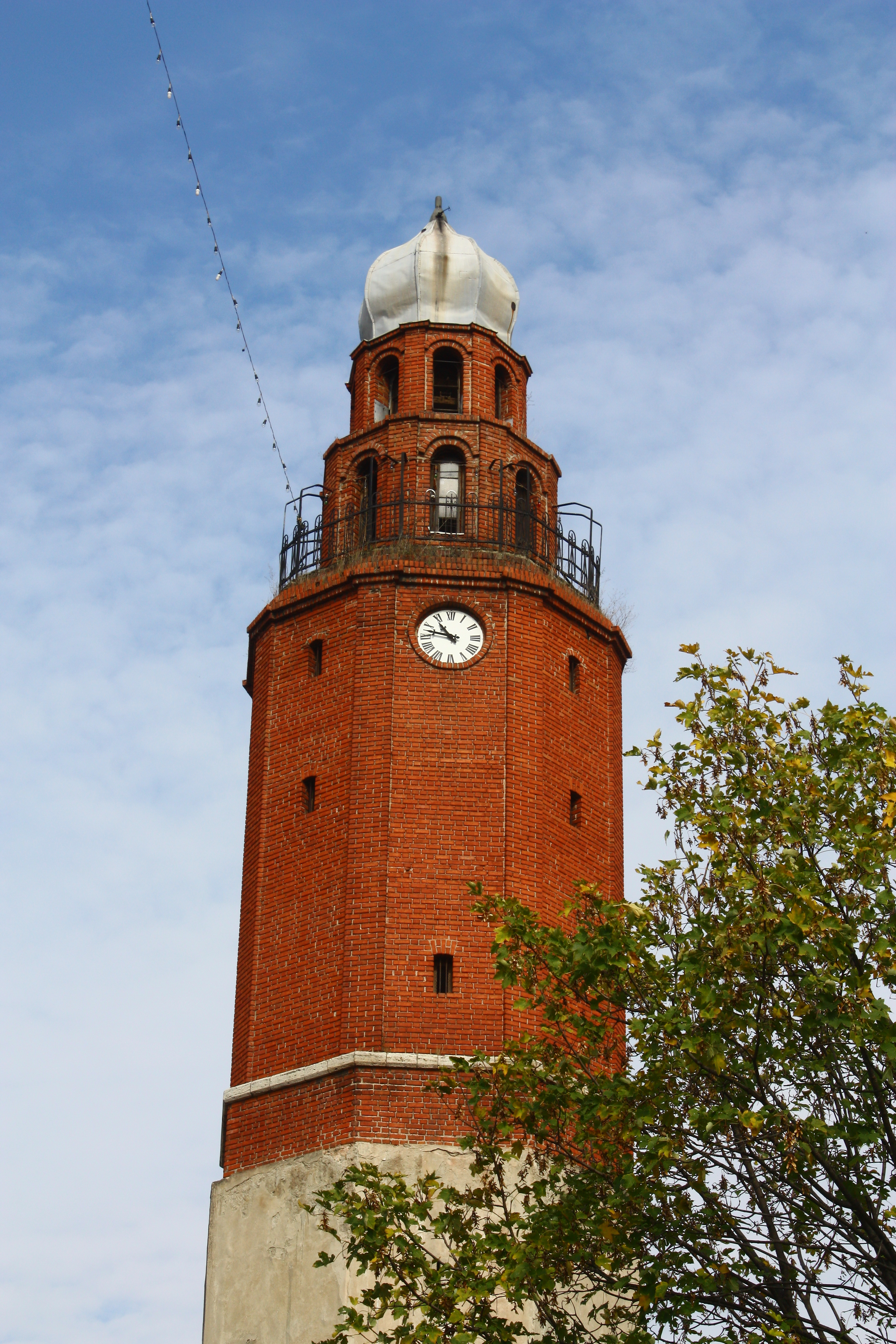
Hodinová věž
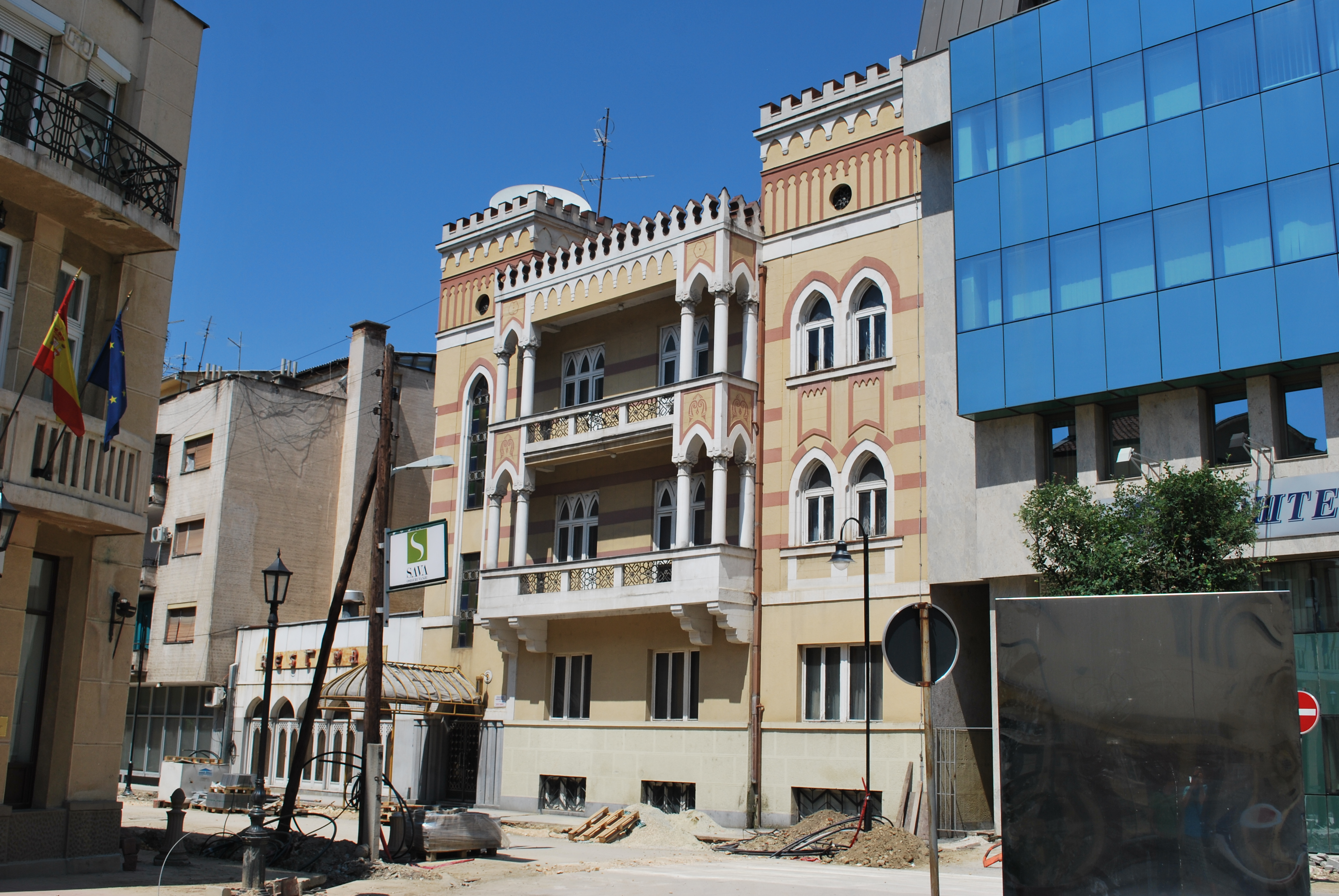
Arabský dům
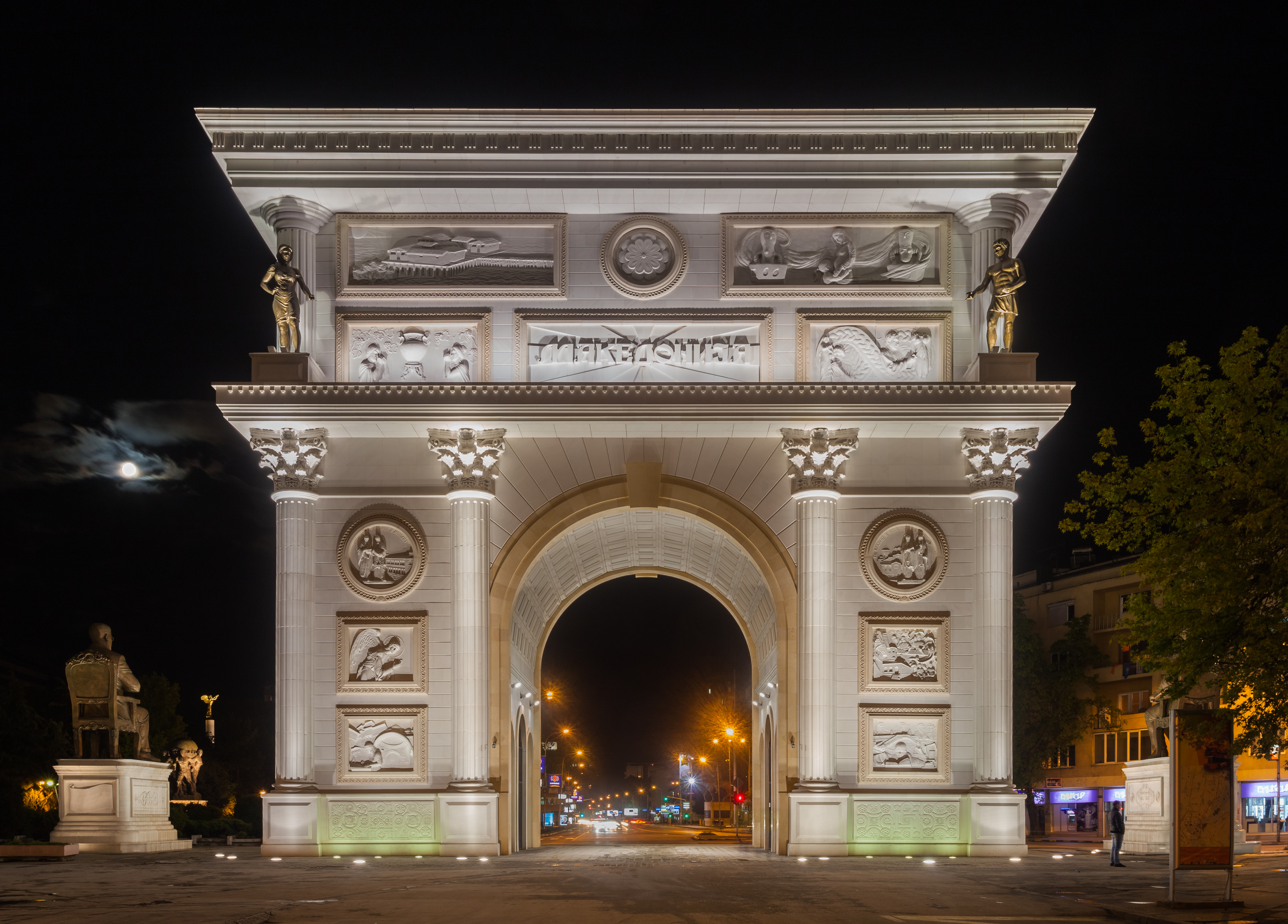
Porta Makedonija

### Festivaly
Skopský jazzový festival se koná každoročně v říjnu od roku 1981. Je součástí Evropské jazzové sítě a Evropského fóra světových festivalů. Profilace účinkujících zahrnuje fusion, acid jazz, latin jazz, smooth jazz a avantgardní jazz. Na festivalu vystoupili mimo jiné Ray Charles, Tito Puente, Gotan Project, Al Di Meola, Youssou N'Dour. Dalším hudebním festivalem ve Skopje je Blues and Soul Festival. Jedná se o poměrně novou událost na makedonské kulturní scéně, která se koná každé léto na začátku července. V minulosti zde vystoupili například Larry Coryell, Mick Taylor & the All-Stars Blues Band, Candy Dulfer & Funky Stuff, João Bosco, The Temptations, Tolo Marton Trio, Blues Wire a Phil Guy.
Festival Skopské kulturní léto je známá kulturní akce, která se koná každoročně v létě ve Skopje. Festival je členem Mezinárodní asociace festivalů a akcí (IFEA) a jeho součástí jsou hudební koncerty, opery, balety, divadelní představení, výtvarné a fotografické výstavy, filmy a multimediální projekty, kterých se každoročně účastní 2000 umělců z celého světa; diváci už viděli vystoupení Petrohradského divadla, Komorního orchestru Velkého divadla, Iriny Archipové, Viktora Treťjakova, Divadla stínů, Michela Dalberta a Davida Burgesse.
Květnové operní večery jsou festivalem, který se ve Skopje koná každoročně od roku 1972 a jehož cílem je propagace opery mezi širokou veřejností. V průběhu let se vyvinul do podoby scény, na níž už vystoupili umělci z přibližně 50 zemí. Každoročně koncem měsíce září se koná další významný mezinárodní divadelní festival, a to Festival mladých otevřených divadel (MOT), který byl poprvé uspořádán v květnu 1976 Kulturním centrem mládeže – Skopje. Na tomto festivalu bylo dosud uvedeno více než 700 divadelních představení, většinou se jedná o alternativní, experimentální divadelní skupiny, které angažují mladé autory a herce. Mezinárodní divadelní festival MOT je také členem Mezinárodní sítě pro současné scénické umění neboli IETM. V rámci festivalu MOT bylo založeno Makedonské národní centrum Mezinárodního divadelního institutu (ITI), které se na 25. světovém kongresu ITI v Mnichově v roce 1993 stalo řádným členem této divadelní asociace. Festival má mezinárodní charakter, vždy zastupuje divadla z celého světa, která prezentují a posilují výměnu a cirkulaci mladé-svěží-experimentální-avantgardní divadelní energie a zkušeností mezi jeho účastníky na jedné straně a diváky na straně druhé.
Filmový festival ve Skopje se koná ve městě vždy v březnu. Na pětidenním festivalu se promítne více než 50 filmů, převážně ze Severní Makedonie a Evropy, ale také nekomerční filmy z celého světa.

### Noční život

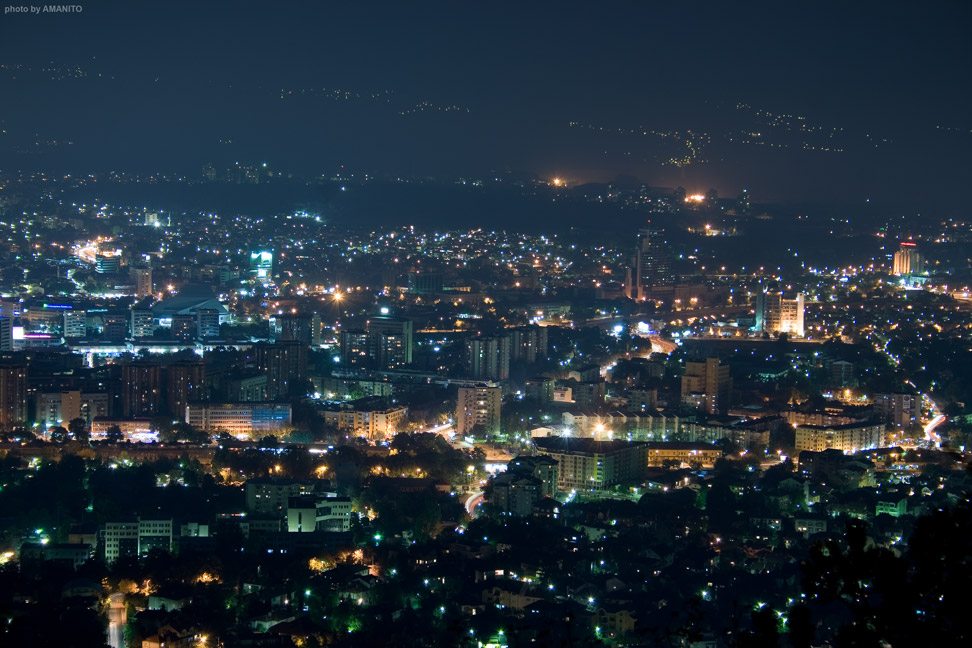
Panorama noční Skopje

Skopje žije rozmanitým nočním životem. Je tu hodně kasin, z nichž mnohá jsou spojena s hotely, jako je například hotel Holiday Inn. Mezi další kasina patří Helios Metropol, Olympic, Bon Venon a Sherry. Mladí navštěvují bary, diskotéky a noční kluby, které se nacházejí v centru města a v Městském parku. Mezi nejoblíbenější patří The Loft, Club Epicentar, Stanica 26, Midnight, Maracana, Havana Summer Club, XL Summer Club (bývalý Colosseum Summer Club), kde často vystupují světoznámí diskžokejové a svérázní místní umělci. V roce 2010 se klub Colosseum umístil na pátém místě v žebříčku nejlepších klubů jihovýchodní Evropy. Hráli tu třeba Armin van Buuren, Above & Beyond a The Shapeshifters. Noční koncerty místní, regionální i světové hudby se často konají v Národní aréně Toše Proeski a ve Sportovním centru Borise Trajkovského. Lidé středního věku navštěvují bistra (kafeany), kde se servíruje makedonská kuchyně a hraje tradiční makedonská hudba (Starogradska muzika), ale i hudba z celého Balkánu, zejména srbská. Kromě tradičních makedonských hospod jsou zde i restaurace s mezinárodní kuchyní. Mezi nejoblíbenější kavárny patří Café Trend, Izlet, Ljubov, Vinyl, Public Room, Kino Karpoš, Krug, Sindkat. Starý bazar byl v minulosti oblíbeným místem nočního života. Národní vláda vytvořila projekt na oživení zdejšího nočního života a byla prodloužena otevírací doba v obchodech, kavárnách a restauracích; vedle tradičního makedonského vína a jídla se tu nabízejí i pokrmy osmanské kuchyně.

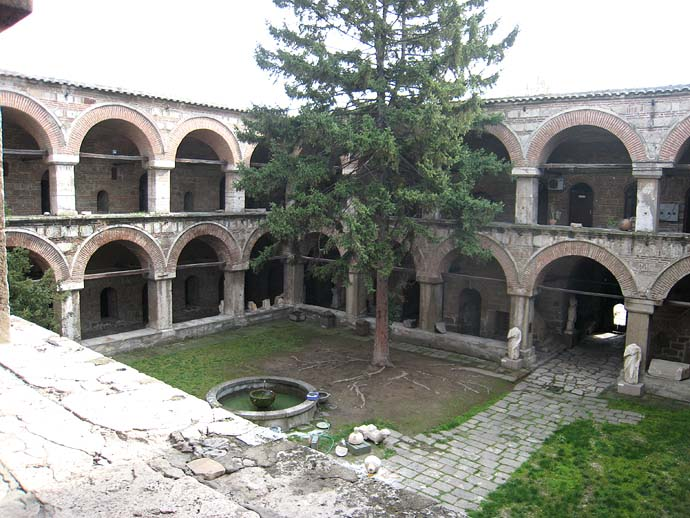
Nádvoří Kuršumli Anu
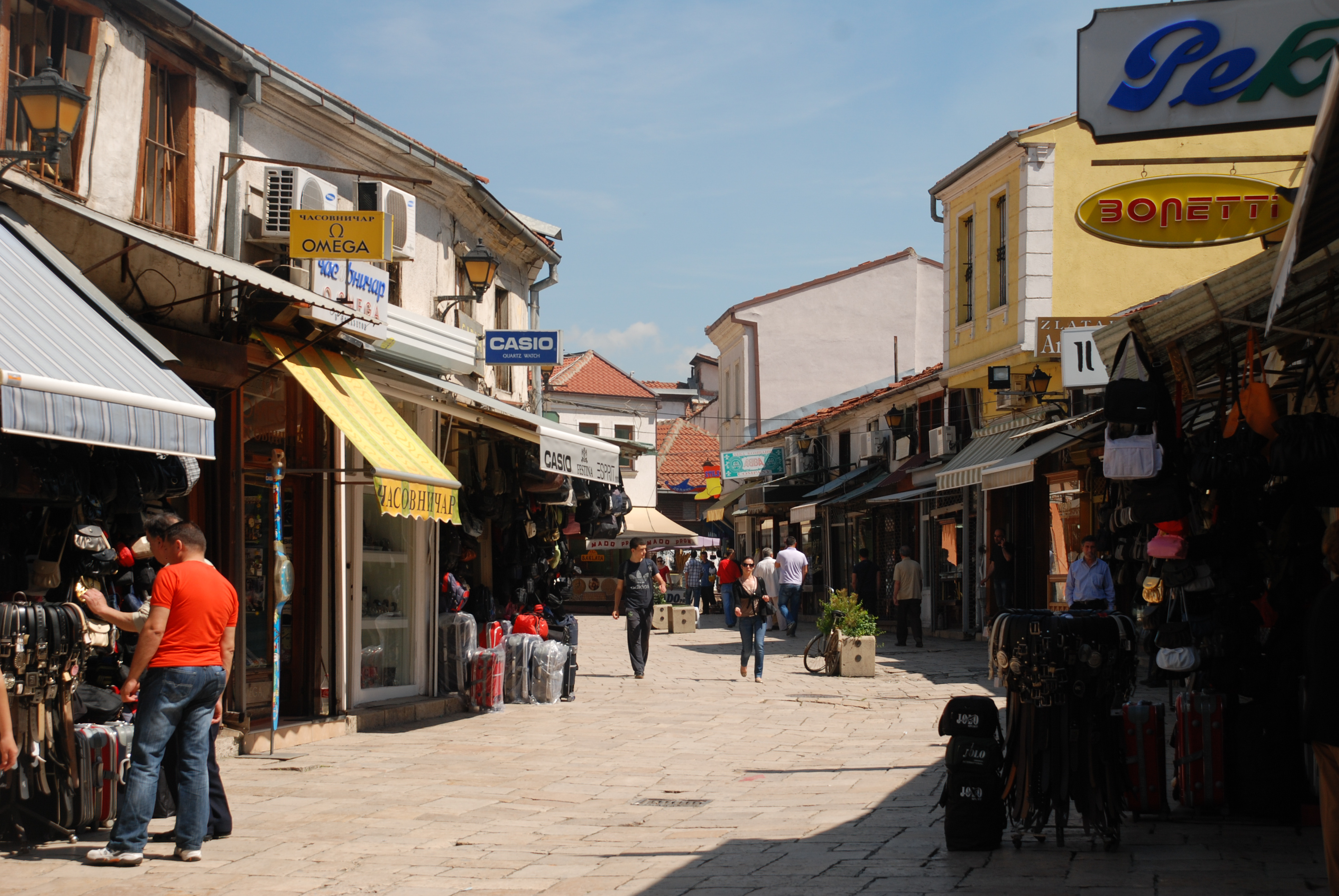
Bazar ve středu města
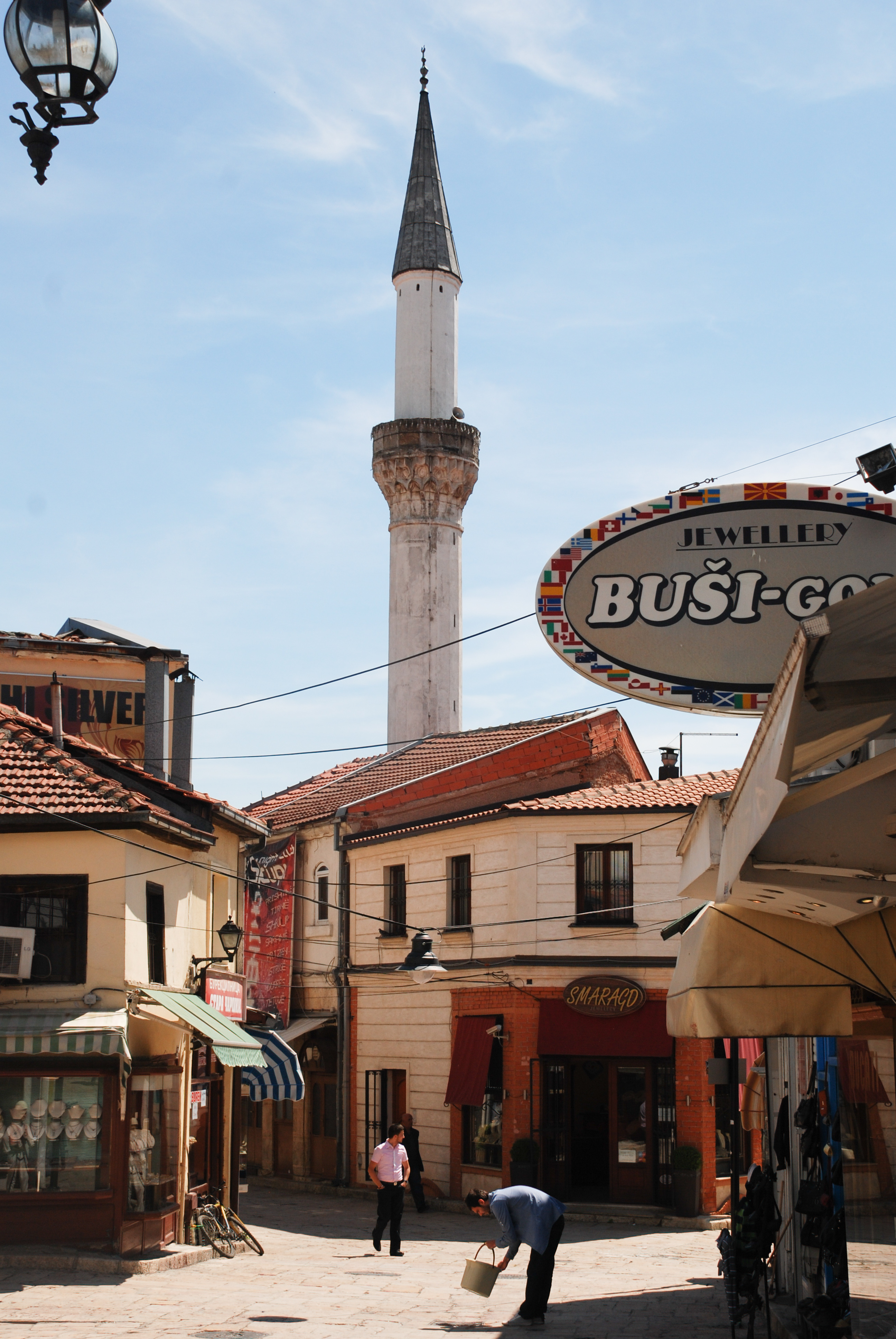
Orientální domy s mešitou
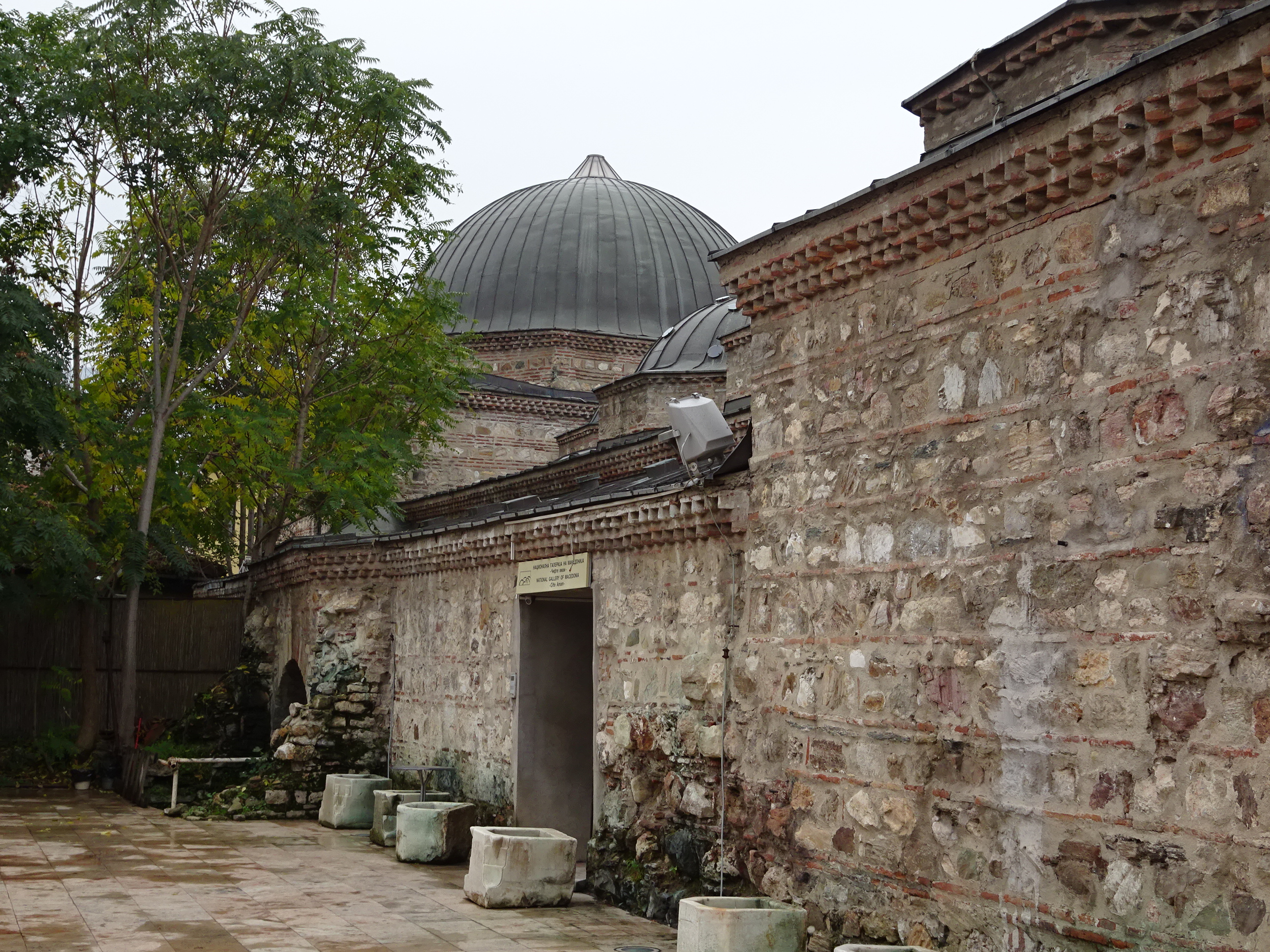
Lázně Čifte-Amam
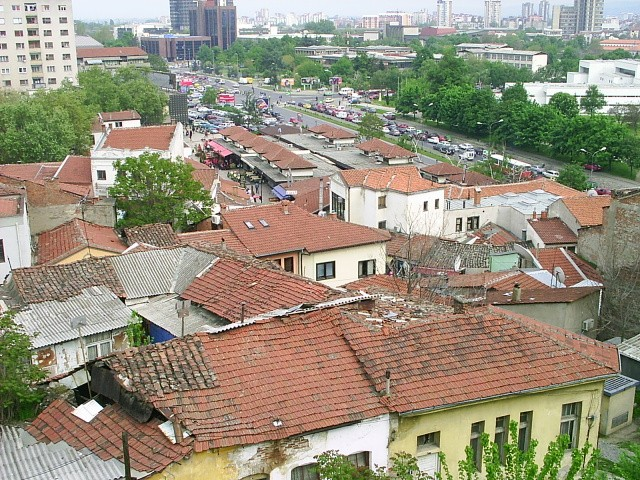
Střechy domů
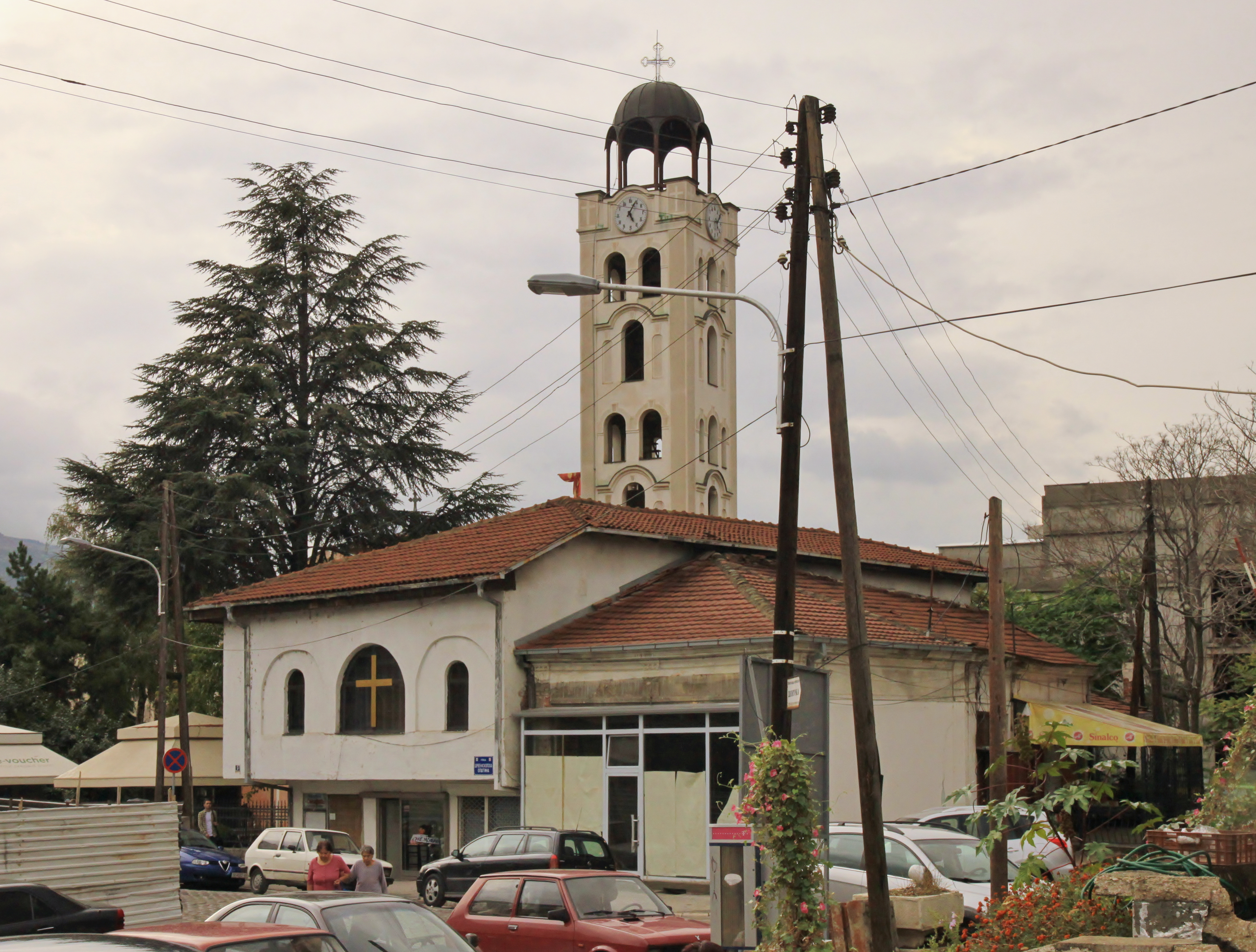
Kostel svatého Demetria
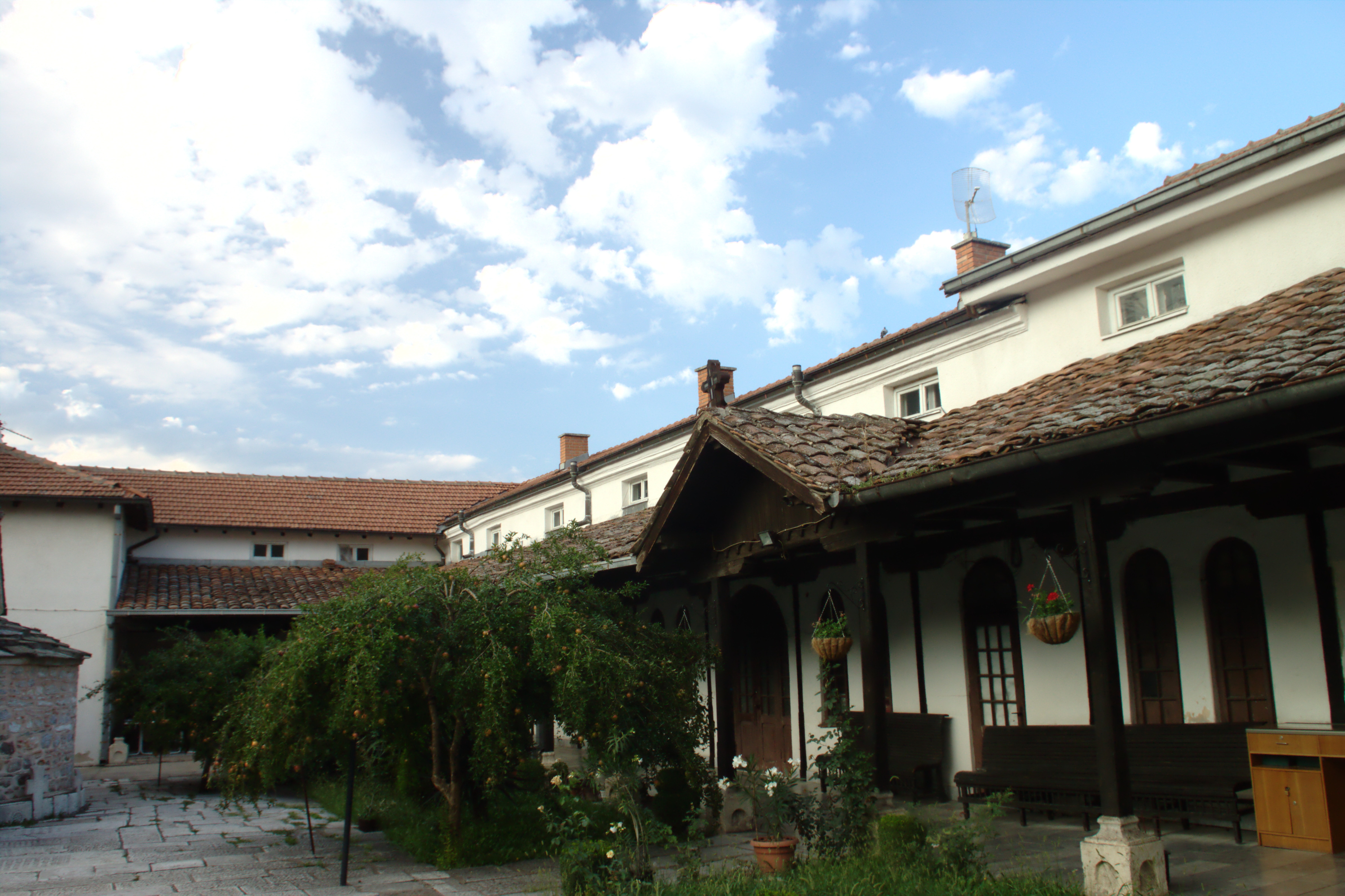
Kostel svatého Spase v centru města
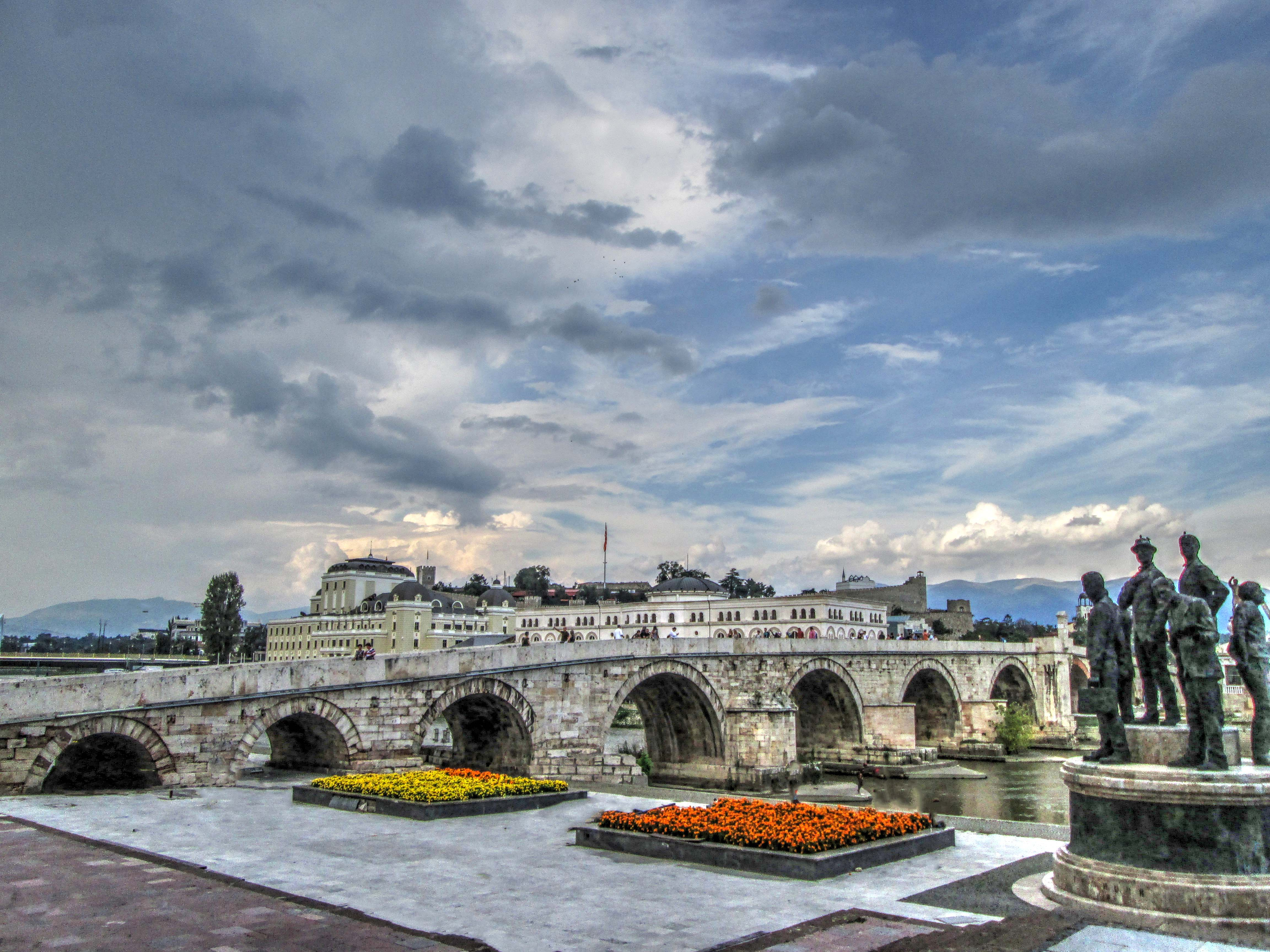
Kamenný most
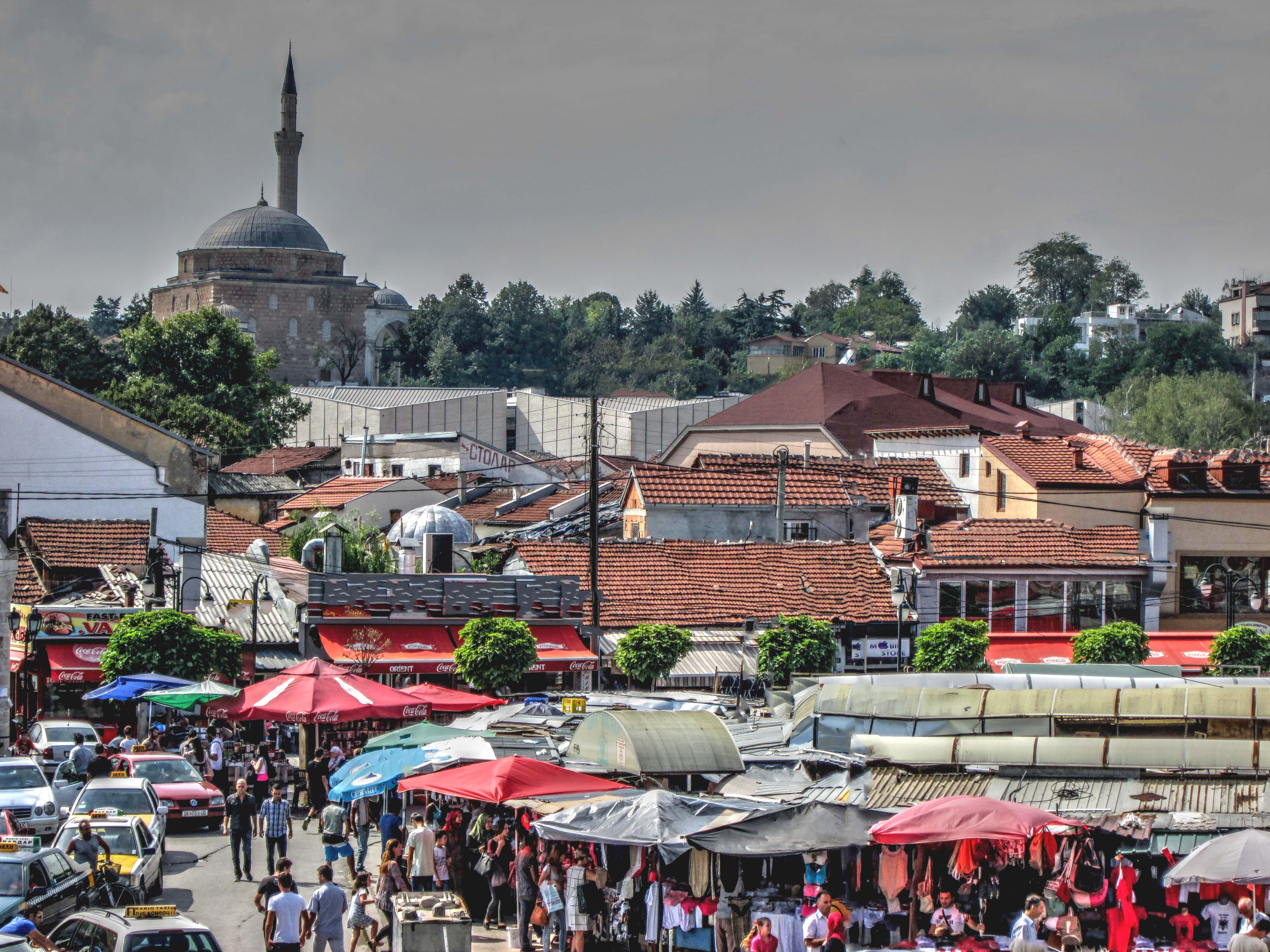
Starý bazar
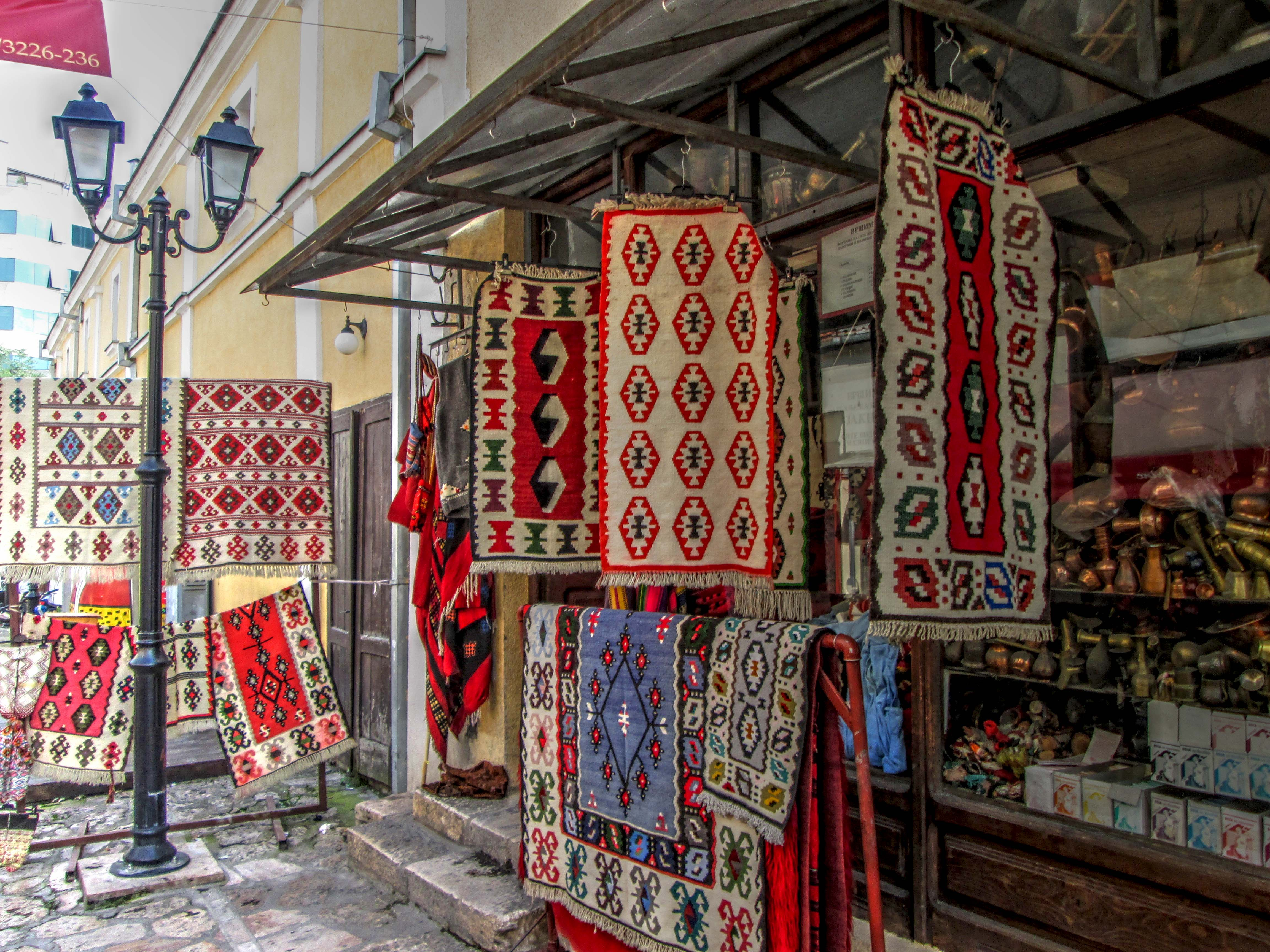
Suvenýry na starém bazaru
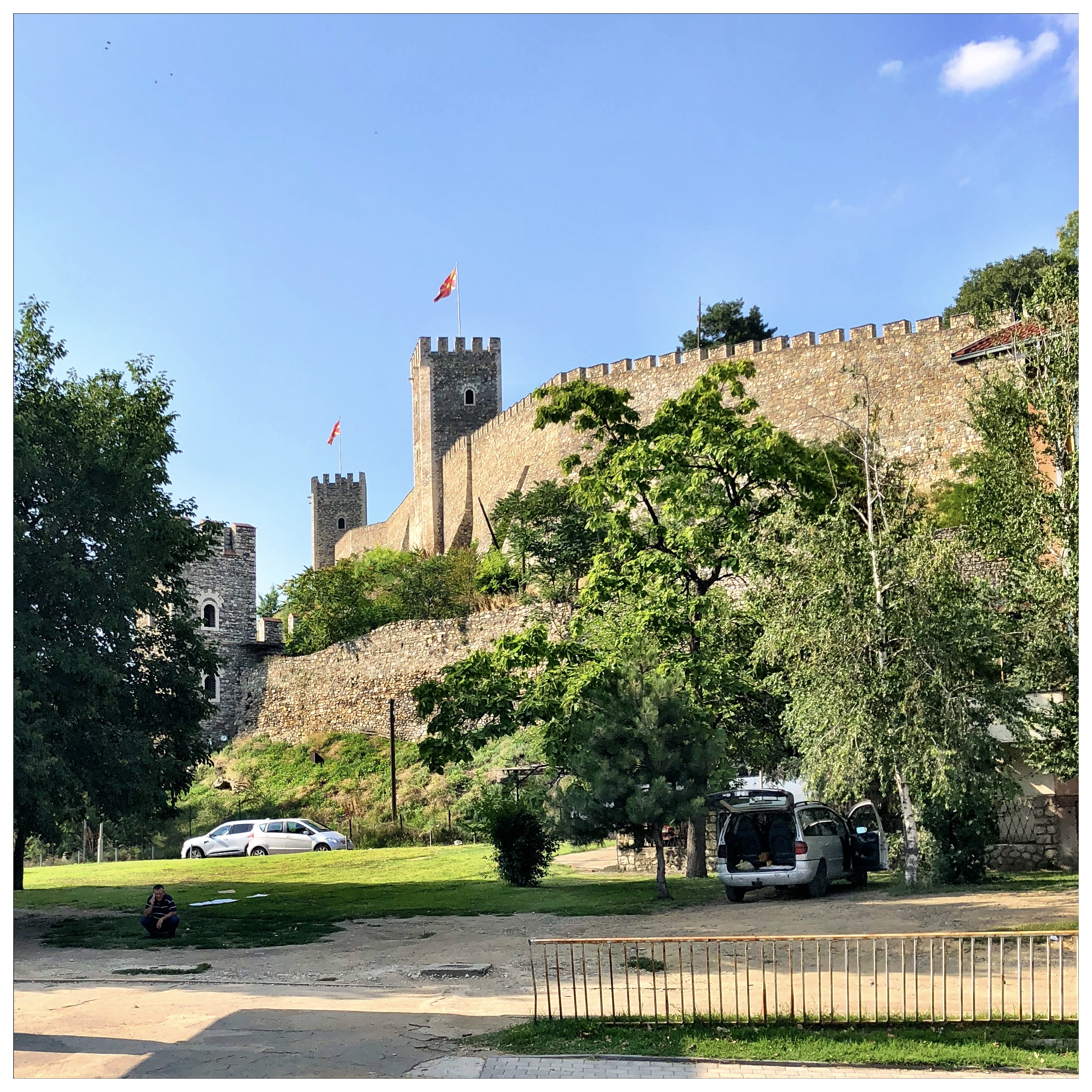
Pevnost Kale

### Média

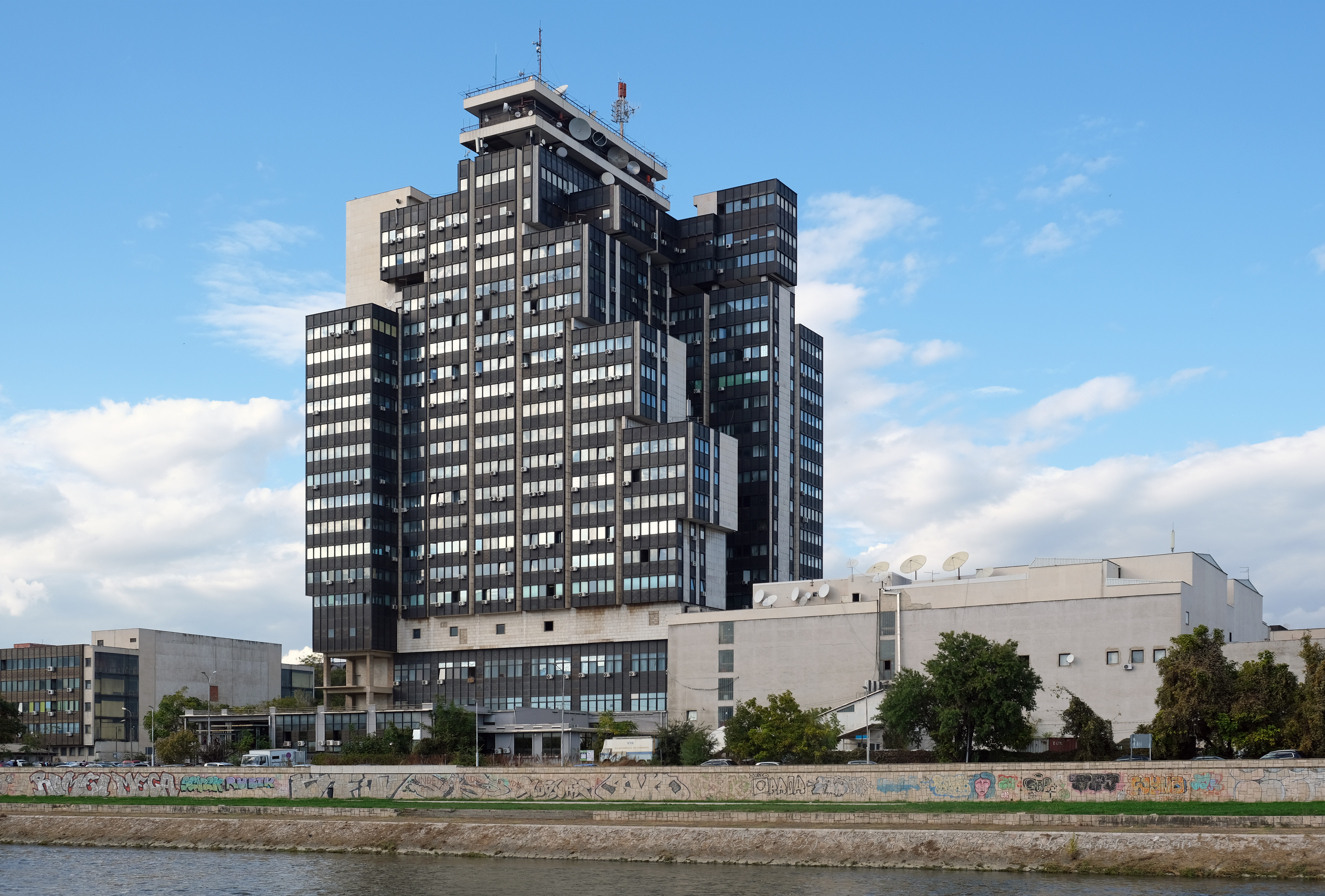
Sídlo státní televize a rozhlasu (MRT)

Město je sídlem státní televize, rozhlasu a řady dalších médií. Rozhlasová stanice Radio Skopje byla spuštěna 28. prosince 1944 místními partyzány. První rozhlasový pořad oznámil výsledky druhého zasedání Antifašistického shromáždění pro národní osvobození Makedonie. Televizní vysílání ze Skopje bylo zahájeno 13. května 1961. Po roce 1993 je doplnily soukromé společnosti, např. televize A1 TV (vysílala do roku 2011), Sitel, Kanal 5, Alsat-M apod.
Ve Skopje rovněž vycházejí noviny Nova Makedonija, Vreme, Dnevnik, Utrinski Vestnik, Makedonija Denes a další. V albánském jazyce vycházejí Fakti a Koha. Sídlí zde také časopisy Fokus (12 000 výtisků), Start (10 000 výtisků) a Denes (7500 výtisků). Působí zde zpravodajská agentura MIA a soukromé agentury Makfax a MIC.

### Sport
Ve Skopje se nachází řada významných sportovních zařízení. Město má tři velké plavecké bazény, dva z nich olympijské; trénují zde hlavně hráči vodního póla. Skopje se může pochlubit také mnoha fotbalovými stadiony, například Ilinden v Čairu a Železarnica, které pojmou 4000 až 4500 diváků. Basketbalové hřiště Kale pojme 5000 a hřiště Janeho Sandanskiho 4000 diváků.

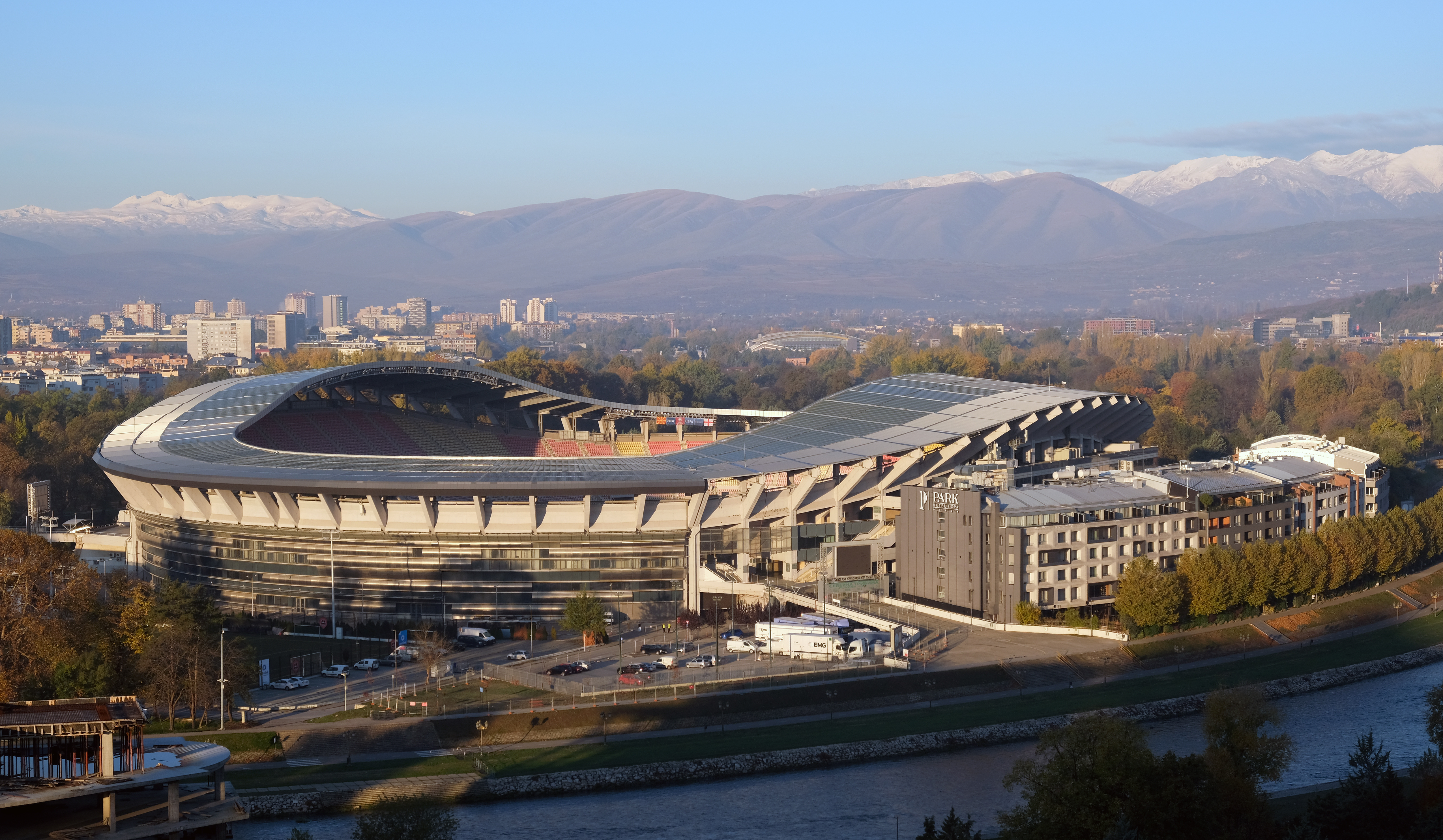
Aréna Toše Proeski

Největším stadionem zůstává Národní aréna Toše Proeski. Stadion postavený v roce 1947 a pojmenovaný do roku 2008 Městský stadion Skopje od roku 2009 prošel celkovou rekonstrukcí, aby splňoval normy FIFA. Nabízí 32 580 míst k sezení, lázně a fitness. Sportovní centrum Borise Trajkovského je největším sportovním komplexem v zemi. Bylo otevřeno v roce 2008 a pojmenováno po prezidentovi Borisi Trajkovském, který zemřel v roce 2004. Zahrnuje halu určenou pro házenou, basketbal a volejbal, bowlingovou dráhu, fitness a hokejové hřiště. Jeho hlavní sál, v němž se pravidelně konají koncerty, pojme přibližně 10 000 lidí.
FK Vardar a FK Rabotnički jsou dva nejpopulárnější fotbalové týmy, které hrají první národní ligu. Jejich zápasy se stejně jako zápasy národního týmu odehrávají v Aréně Toše Proeski. Ve městě působí také řada menších fotbalových klubů, např. FK Makedonija Gjorče Petrov, FK Gorno Lisiče, FK Lokomotiva Skopje, FK Metalurg Skopje, FK Madžari Solidarnost a FK Skopje, které hrají první, druhou nebo třetí národní ligu. Dalším populárním sportem v Severní Makedonii je basketbal, který reprezentují zejména týmy MZT Skopje a Rabotnički. Házenou dokreslují týmy RK Vardar PRO a RK Metalurg Skopje, také ženské týmy ŽRK Metalurg a ŽRK Vardar. Město bylo v roce 2008 společně s Ochridem pořadatelem mistrovství Evropy v házené žen a v roce 2017 hostilo Superpohár UEFA, utkání dvou gigantů evropského fotbalu Realu Madrid a Manchesteru United. Každý rok se ve městě koná Skopský maraton. Ve sportovní aréně Borise Trajkovskiho hraje své zápasy nejúspěšnější makedonský tým v ledním hokeji HK Metalurg Skopje mistr Makedonie a Balkánské ligy - BaHL z roku 2015.

## Osoby spojené se Skopje

### Slavní rodáci
- Justinián I. (482–566), byzantský císař
- Yahya Kemal Beyatlı (1884–1958), turecký básník
- Lorenc Antoni (1909–1991), skladatel, ředitel sboru, etnomuzikolog a hudební pedagog
- Matka Tereza (1910–1997), katolická řeholnice, misionářka a humanitární pracovnice, nositelka Nobelovy ceny za mír
- Mischa Damjan (1914–1998), švýcarský vydavatel a spisovatel
- Dragoslav Avramović (1919–2001), politik
- Ljubiša Samardžić (1936–2017), herec a režisér
- Nikola Gruevski (* 1970), předseda vlády Makedonie
- Labina Mitevska (* 1975), herečka
- Darko Pančev (* 1965), fotbalový útočník
- Goce Toleski (* 1977), fotbalový útočník

### Čestní občané města
- Ivan Ribar (1881–1968), jugoslávský politik (uděleno 1921)
- Josip Broz Tito (1892–1980), jugoslávský politik a dlouholetá hlava státu (od roku 1946)
- Władysław Gomułka (1905–1982), polský politik (od roku 1965)
- Józef Cyrankiewicz (1911–1989), polský politik (od roku 1965)
- Olav V. (1903–1991), král Norska (od roku 1966)
- U Thant (1909–1974), barmský politik a třetí generální tajemník OSN (od roku 1970)
- Frank Kinard (1914–1985) hráč amerického fotbalu (od roku 1983)
- Umberto Vattani (* 1938), italský velvyslanec a člen Valného shromáždění Organizace spojených národů (od roku 2005)
- Şarık Tara (1930–2018), turecký podnikatel (od roku 2005)
- Christopher R. Hill (* 1952), americký diplomat (od roku 2008)
- Lawrence Eagleburger (1930–2011), americký politik a diplomat (od roku 2008)
- Thorvald Stoltenberg (1931–2018), norský politik a diplomat (or roku 2008)
- Werner Trini (* 1957), německý politik (od roku 2008)

## Partnerská města
Prvními partnerskými městy Skopje se v roce 1961 staly Bradford ve Spojeném království a Dijon ve Francii. Spolupráce s městy Západní Evropy byla za socialistické Jugoslávie možná díky otevřené zahraniční politice a přervání ekonomických a politických vazeb na Sovětský svaz. Po roce 1991 došlo k úplné liberalizaci poměrů a Skopje začala spolupracovat s řadou měst po světě i bývalé Jugoslávii. Seznam partnerských měst Skopje:
- Bradford, Spojené království (1961)
- Dijon, Francie (1961)
- Drážďany, Německo (1967)
- Chlef, Alžírsko (1983)
- Istanbul, Turecko (2003)
- Lublaň, Slovinsko (2007)
- Manisa, Turecko (1985)
- Nan-čchang, Čína (1985)
- Norimberk, Německo (1982)
- Pittsburgh, Spojené státy americké (2002)
- Podgorica, Černá Hora (2007)
- Roubaix, Francie (1973)
- Sarajevo, Bosna a Hercegovina (2017)
- Suez, Egypt (1985)
- Tempe, Spojené státy americké (1971)
- Tirana, Albánie (2016)
- Waremme, Belgie (1974)
- Záhřeb, Chorvatsko (2011)
- Zaragoza, Španělsko (2008)